# Lista di armi da fuoco portatili
Questa pagina è una raccolta di nomi di armi da fuoco individuali comprendenti: pistole, fucili, mitragliatrici, mitra e lanciagranate.
Per una più accurata comprensione dei calibri andare su: Gauge e Calibro.
- Fucile
  - Carabina
  - Express
  - Moschetto
  - Fucile a canna liscia
    - Doppietta
      - Lupara

    - Sovrapposto
    - Fucile a pompa
    - Fucile a canna liscia da combattimento

  - Fucile a otturatore girevole-scorrevole - (bolt-action)
  - Fucile a leva
  - Fucile mitragliatore
  - Fucile da battaglia
  - Fucile anticarro
  - Fucile anti-materiale
  - Fucile d'assalto
  - Fucile semiautomatico
- Lanciagranate
- Mitra (SMG)
  - Pistola mitragliatrice
- Mitragliera
- Mitragliatrice -(MG)
  - leggera - (LMG)
  - media - (MMG)
  - pesante - (HMG)
  - ad uso generale - (GPMG)
- Pistola
  - Pistola a colpo singolo
  - Pistola semiautomatica
  - Rivoltella

## 0-9
- 6P62 (Russia - HMG - 12,7 mm)
- 80.002 (Russia - Fucile d'assalto/lanciagranate - 5,45 × 39 mm/12,7 mm)
- 977 Bowing rifle (fucile russo)
- 90-1000 Assault Rifle (fucile americano)
- 9A-91 (Russia - carabina d'assalto - 9 × 39 mm)

## A
- AG87
- A-91M (Russia - fucile d'assalto compatto - 5,45 × 39 mm, 5,56 × 45 mm, 7,62 × 39 mm)
- AA-12 (US - fucile a pompa automatico - 12 gauge)
- AA-52 (Francia - mitragliatrice di uso generale - 7,5 × 54 mm)
- AA 7,62 F1 (Francia - mitragliatrice di uso generale - 7,62 mm NATO: Converted AA-52)
- AAA Leader Dynamics SAC (Australia - carabina semiautomatica - 5,56 mm NATO: Australian Automatic Arms)
- AAA Leader Dynamics SAP (Australia - pistola - 5,56 mm NATO: Australian Automatic Arms)
- AAB ACR (US - fucile d'assalto - 5,56 × 45 mm Fléchette: Advanced Combat Rifle)
- AAI OICW (US - fucile d'assalto\lanciagranate - 5,56 mm NATO/20 mm granata: Objective Individual Combat Weapon)
- AAI SBR (US - fucile d'assalto - 4,32 × 45 mm: Serial Bullet Rifle)
- AAI SFR (US - fucile d'assalto - 5,56 mm Fléchette: Serial Flechette Rifle)
  - AAI XM19 (US - fucile d'assalto - 5,56 mm Fléchette)
  - AAI XM70 (US - fucile d'assalto - 5,56 mm Fléchette)
- AAI SPIW (US - fucile d'assalto\lancia granate - 5,56 mm Fléchette/40 × 46 mm granata: Special Purpose Individual Weapon)
- Accuracy International Arctic Warfare (UK - fucile a ripetizione manuale - 7,62 mm NATO)
  - PSG-90 (UK - fucile a ripetizione manuale - 7,62 mm NATO: Swedish Service Weapon)
  - Accuracy International AWP (UK - fucile a ripetizione manuale - 7,62 mm NATO)
- Accuracy International AWM (UK - fucile a ripetizione manuale - 7 mm Remington Magnum, .300 Winchester Magnum, & .338 Lapua)
  - G22 (UK - fucile a ripetizione manuale - .300 Winchester Magnum: German Service Weapon)
  - L115A1 (UK - fucile a ripetizione manuale - .338 Lapua: British Service Weapon)
- Accuracy International AWS (UK - fucile a ripetizione manuale - 7,62 mm NATO)
- Accuracy International AWS-Covert (UK - fucile a ripetizione manuale - 7,62 mm NATO)
- Accuracy International PM (UK - fucile a ripetizione manuale - 7,62 mm NATO)
  - L96A1 (UK - fucile a ripetizione manuale - 7,62 mm NATO: British Service Weapon)
- Accu-Tek AT32 (US - Pistola - 7,65 × 17 mm Browning/.32 ACP)
- Accu-Tek AT380 (US - Pistola - 9 × 17 mm Browning Short/.380 ACP)
- Accu-Tek BL9 (US - Pistola - 9 × 19 mm Parabellum)
- Accu-Tek HC380 (US - Pistola - 9 × 17 mm Browning Short/.380 ACP)
- Accu-Tek XL9 (US - Pistola - 9 × 19 mm Parabellum)
- Adams Mk2 (UK - Revolver - .450 Adams)
- Adams Mk3 (UK - Revolver - .450 Adams)
- Adams Mk4 (UK - Revolver - .450 Adams)
- Adams-Wilmont (UK - mitragliatrice antiaerea - .303 British)
- Adasa SMG (Spagna - mitra - 9 × 23 mm Largo)
- ACS Hezi SM-1 (Israele - carabina semiautomatica - .30 Carbine: Advanced Combat Systems Ltd. M1 carbine Bullpup Conversion)
- ADI F88 Austeyr (Australia - fucile d'assalto - 5,56 mm NATO: Licensed Production Steyr AUG)
- ADI F89 (Australia - mitragliatrice leggera - 5,56 mm NATO: Licensed Production FN MINIMI)
- Adler AP70 (Italia - fucile semiautomatico - .22 LR)
- Adler AP85 (Italia - fucile semiautomatico - .22 LR)
- Adler FAMAS 22 (Italia - fucile semiautomatico - .22 LR)
- Adler T-26 (Italia - fucile semiautomatico - .30-'06: M1 Garand Conversion)
- AE 732 (Pistola)
- AEK-971 (Russia - fucile d'assalto - 5,45 × 39 mm & 7,62 × 39 mm)
- AEK-978
- AG-3 (Norvegia - fucile da battaglia - 7,62 mm NATO: sotto licenza HK G3)
- Ag 90 (US - fucile semiautomatico - .50 BMG: Barrett M82A1 in Swedish Service)
- AGRAM 2000 (Croazia - mitra - 9 × 19 mm Parabellum)
- Agram 2002 (Croazia - mitra - 9 × 19 mm Parabellum)
- AICW (Australia - fucile d'assalto\lanciagranate - 5,56 mm NATO/40 mm granata: Advanced Individual Combat Weapon)
- AJC-978V
- Ak 4 (Svezia - fucile da battaglia - 7,62 mm NATO: Licensed Production HK G3)
- Ak 5 (Svezia - fucile d'assalto - 5,56 mm NATO: Licensed Production FN FNC)
  - Ak 5B (Svezia - fucile d'assalto - 5,56 mm NATO)
  - Ak 5C (Svezia - fucile d'assalto - 5,56 mm NATO)
  - Ak 5D (Svezia - fucile d'assalto compatto - 5,56 mm NATO)
- Serie Kalashnikov (Unione Sovietica - fucili d'assalto)
  - AK-47 (7,62 × 39 mm)
  - AK-74 (5,45 × 39mm)
  - AK-9 (9 × 39 mm)
  - AK-97 (carabina - 7,62 × 39 mm)
  - AKM (7,62 × 39 mm)
    - Serie AK-100 Kalashinkov

  - AK-101 (5,56 mm NATO)
  - AK-102 (5,56 mm NATO)
  - AK-103 (7,62 × 39 mm)
  - AK-104 (7,62 × 39 mm)
  - AK-105 (5,45 × 39 mm)
  - AK-107 (5,45 × 39 mm)
  - AK-108 (5,56 × 45 mm NATO)
    - Serie AK-200 Kalashnikov

  - AK-200 (5.45×39mm M74)
- Akaba (Egitto - mitra - 9 × 19 mm Parabellum)
- Akdal MKA 1919 (Turchia - fucile semiautomatico)
- AL-4 (Russia - fucile d'assalto - 5,45 × 39 mm: Sperimentale)
- AL-7 (Russia - fucile d'assalto - 5,45 × 39 mm: Sperimentale)
- Albini-Braendlin M1867 (Belgio - fucile a colpo singolo - 11 × 50 mmR Albini)
- Albini-Braendlin M1873 (Belgio - fucile a colpo singolo - 11 × 50 mmR Albini)
- Albini-Braendlin M1873 Short Rifle (Belgio - carabina a colpo singolo - 11 × 42 mmR)
- Albini-Braendlin M1880 (Belgio - Single Shot Rifle - 11 × 50 mmR Albini)
- Alexander Arms 6.5 Grendel (US - fucile semiautomatico, 6.5 mm Grendel)
- Alfa GP-1 (Brasile - mitra - 9 × 19 mm Parabellum)
- Al-Kadisa (Iraq - fucile semiautomatico - 7,62 × 54 mmR)
- Alfa Model 44 (Spagna - mitragliatrice media - 7.92 × 57 mm Mauser)
- Alfa Model 55 (Spagna - mitragliatrice media - 7,62 mm NATO)
- ALFA Pistols (Repubblica Ceca - Pistole - 9 × 19 mm Parabellum, .40 S&W, & .45 ACP)
  - ALFA Combat
  - ALFA Defender
- ALFA Revolvers (Repubblica Ceca - Revolver)
  - Series ALFA (.357 Magnum)
    - Model 3520
    - Model 3530
    - Model 3531
    - Model 3540
    - Model 3541
    - Model 3561
    - Model 3563 Sport

  - Series ALFA Steel (.38 Special, .32 S&W Long)
    - .22 WMR Model
    - .22 LR Model
    - .32 S&W Model
    - .38 Special Model

  - Serie HOLEK (.38 Special, .32 S&W, .380 ALFA, .22 WMR, .22 LR)
- ALGIMEC AGMi (Italia - carabina semiautomatica - 9 × 19 mm Parabellum)
- Allin-Springfield M1866 (US - fucile a colpo singolo - .50-70 Government)
- Allin-Springfield M1873 (US - fucile a colpo singolo - .45-70 Government)
- Allin-Springfield M1879 (US - fucile a colpo singolo - .45-70 Government)
- Allin-Springfield M1879 Carbine (US - carabina a colpo singolo - .45-70 Government)
- Allin-Springfield M1884 (US - fucile a colpo singolo - .45-70 Government)
- Allin-Springfield M1884 Carbine (US - carabina a colpo singolo - .45-70 Government)
- Allin-Springfield M1889 (US - fucile a colpo singolo - .45-70 Government)
- AMAC M600 (US - fucile a ripetizione manuale - .50 BMG)
- AMD 65 (Hungary - fucile d'assalto - 7,62 × 39 mm)
- American-180 (US - mitra - .22 LR & .22 Short Magnum)
  - American SAR 180/275 (US - carabina semiautomatica)
- American Arms PK22 (US - Pistola- .22 LR)
- AMP Technical Services DSR-1 (Germania - fucile a ripetizione manuale)
- AMP-68 (Ungheria - fucile d'assalto - 7,62 × 39 mm)
- AMR-2 (China - fucile pesante anti-mezzo - 12.7mm)
- AMT AutoMag (US - Pistola - .44 Magnum)
- AMT AutoMag II (US - Pistola - .22 Magnum)
- AMT AutoMag III (US - Pistola - .30 Carbine & 9 mm Winchester Magnum)
- AMT AutoMag IV (US - Pistola - 10 mm IAI Magnum & .45 Winchester Magnum)
- AMT AutoMag V (US - Pistola - .440 CorBon & .50 Action Express)
- AMT Backup .380 (US - Pistola - 9 × 17 mm Browning Short/.380 ACP)
- AMT Backup (US - Pistola - .45 ACP)
- AMT Government - (US - Pistola - .45 ACP/9 mm Para/10 mm Auto)
- AMT Hardballer (US - Pistola - .45 ACP/9 mm Para/10 mm Auto)
- AMT Hardballer Long Size (US - Pistola - .45 ACP/9 mm Para/10 mm Auto)
- AMT Hardballer Power (US - Pistola - .45 HP)
- AMT On Duty (US - Pistola - 9 × 19 mm Parabellum & .40 S&W)
- AMT Skipper (US - Pistola - .45 ACP)
- AN11 TISS (Russia - fucile d'assalto compatto - 9 × 39 mm)
- AN-94 (Russia - fucile d'assalto - 5,45 × 39 mm: Abakan)
- Andrews SMG (UK - mitra - 9 × 19 mm Parabellum)
- ANM2 30.06 (US - mitragliatrice per aerei - .30-'06)
- Anzio 20 mm (US - fucile anti-materiale - 20 × 102 mm Vulcan, 14,5×114 mm Russian, 20/50 Anzio)
- AO-63 rifle (Russia - fucile d'assalto - 5,45 × 39 mm)
- AP-9 (Pistola - 9 × 19 mm Parabellum)
- Apache (Francia - revolver - .7mm)
- APS Stechkin (Russia - pistola automatica - 9 × 18 mm Makarov)
- APS (fucile anfibio) (Russia - fucile d'assalto - 5.66 × 29 mm MPS)
- ARAC SMG (Spagna - mitra - 9 × 19 mm Parabellum)
- Ares Shrike (US - mitragliatrice leggera - 5,56 mm NATO: conversione per alimentazione a nastro M16/M4/AR15)
- ARES-Stoner Model 86 (US - mitragliatrice leggera - 5,56 mm NATO)
- ARES FMG (US - mitra - 9 × 19 mm Parabellum)
- Arisaka Year 29 (Giappone - fucile a ripetizione - 6,5 × 50 mm Arisaka)
- Type 30 (Giappone - fucile a ripetizione - 6,5 × 50 mm)
- Arisaka Year 30 Cavalry Carbine (Giappone - carabina a ripetizione - 6,5 × 50 mm)
- Arisaka Year 35 Infantry Rifle (Giappone - fucile a ripetizione - 6,5 × 50 mm)
- Arisaka Year 38 (Giappone - fucile a ripetizione - 6,5 × 50 mm)
- Arisaka Year 38 (Giappone - carabina a ripetizione - 6,5 × 50 mm)
- Type 44 (Giappone - carabina a ripetizione - 6,5 × 50 mm)
- Arisaka Type 0 (Giappone - fucile a ripetizione - 7,7 × 58 mm Arisaka)
- Arisaka Type 1 Parachutists' Rifle (Giappone - fucile a ripetizione - 6,5 × 50 mm)
- Arisaka Type 2 Parachutists' Rifle (Giappone - fucile a ripetizione - 7,7 × 58 mm)
- Arisaka Type 97
- Arisaka Type 99 (Giappone - fucile a ripetizione - 7,7 × 58 mm Arisaka Type 99)
- Armaguerra Cremona OG44 (Italia - mitra - 9 × 19 mm Parabellum)
- Armaguerra Cremona FNAB-43 (Italia - mitra - 9 × 19 mm Parabellum)
- Armaguerra Cremona TZ45 (Italia - mitra - 9 × 19 mm Parabellum)
- Armalite AR-1 (US - fucile a ripetizione - 7,62 mm NATO)
- Armalite AR-2 (US)
- Armalite AR-3 (US - fucile semiautomatico - 7,62 mm NATO)
- Armalite AR-4 (US)
- Armalite AR-5 (US - fucile a ripetizione - .22 Hornet)
- Armalite AR-7 (US - fucile semiautomatico - .22 LR)
- Armalite AR-8 (US - fucile a ripetizione - .270 Winchester)
- Armalite AR-9 (US - fucile a pompa semiautomatico - 12 Gauge)
- Armalite AR-10 (US - fucile da battaglia - 7,62 mm NATO)
  - Armalite AR-10(T) (US - fucile semiautomatico - 7,62 mm NATO)
  - Armalite AR-10A2 Carbine (US - carabina semiautomatico - 7,62 mm NATO)
  - ArmaLite AR-10A4 Carbine (US - carabina semiautomatico - 7,62 mm NATO)
  - Armalite AR-10B (US - fucile semiautomatico - 7,62 mm NATO)
- Armalite AR-11 (US - fucile d'assalto - .222 Remington)
- Armalite AR-12 (US - fucile da battaglia - 7,62 mm NATO: versione stampata of AR-10)
- Armalite AR-13 (US - mitragliatrice antiaerea)
- Armalite AR-14 (US - fucile semiautomatico - .243 Winchester, 7,62 mm NATO, & .358 Winchester: versione sportiva of AR-10)
- Armalite AR-15 (US - fucile d'assalto - 5,56 mm NATO)
  - Armalite M15A2 National Match (US - fucile semiautomatico - 5,56 mm NATO)
- Armalite AR-16 (US - fucile da battaglia - 7,62 mm NATO)
- Armalite AR-17 (US - fucile a pompa semiautomatico - 12 Gauge)
- ArmaLite AR-18 (US - fucile d'assalto - 5,56 mm NATO)
  - Armalite AR-18S (US - fucile d'assalto compatto - 5,56 mm NATO)
  - Armalite AR-180 (US - fucile semiautomatico - 5,56 mm NATO)
- Armalite AR-24 (9 mm Pistola semiautomatica)
- Armalite AR-30 (US - fucile a ripetizione)
- Armalite AR-50 (US - fucile a ripetizione - .50 BMG)
- Armalon BGR (UK - fucile a ripetizione - .243 Winchester, 7,62 mm NATO, & .300 Winchester Magnum)
- Armalon PC (UK - carabina a ripetizione - 9 × 19 mm Parabellum, .38 Super, .357 Magnum, .40 S&W, 10 mm Norma, .41 Action Express, .41 Magnum, .44 Magnum, .45 ACP, & .50 Action Express)
- Armalon PR (UK - fucile a ripetizione - 5,56 mm NATO & 7,62 mm NATO)
- Arminius HW-7S (Germania - Revolver - .22 LR)
- Arminius HW-9ST (Germania - Revolver - .22 LR)
- Arminius HW38 (Germania - revolver - .38 Special)
- Arminius HW357-Target (Germania - pistola - .357 Mag)
- Arminius Windicator (Germania - Revolver - .38 Special, .357 Mag)
- Armitage Arms Pen Gun (AOW - .25 ACP)
- Armscor AK 47/22 (Filippine - fucile semiautomatico - .22 LR: Armaments Corporation Of Philippines)
- ARMSCOR M16/22 (Filippine - fucile semiautomatico - .22 LR: Armaments Corporation Of Philippines)
- Armscor M1700
- ARMSCOR M200 (Filippine - Revolver: Armaments Corporation Of Philippines)
- ARMSCOR M202 (Filippine - Revolver: Armaments Corporation Of Philippines)
- ARMSCOR M206 (Filippine - Revolver: Armaments Corporation Of Philippines)
- ARMSCOR M210 (Filippine - Revolver: Armaments Corporation Of Philippines)
- Armsel Striker 12 (Sudafrica - fucile a pompa - 12 Gauge)
- Arms-Tech TTR-50 (US - fucile a ripetizione - .50 BMG)
- Arms-Tech TTR-700 (US - fucile a ripetizione - 7,62 mm NATO)
- Arms-Tech COMPAK-16 (US - fucile d'assalto compatto - 5,56 mm NATO)
- Arms Research KF-AMP (US - mitra - 9 × 19 mm Parabellum)
- Armtech FAL SAS (Olanda - carabina semiautomatica - 7,62 mm NATO)
- Armtech HK51 (Olanda - carabina semiautomatica - 7,62 mm NATO)
- Armtech SMOLT (US/Olanda - Revolver - .357 Magnum: Custom S&W Model 19 with Colt Python barrel)
- Arquebus
- Arsenal AKSU (Bulgaria - fucile d'assalto compatto - 7,62 × 39 mm)
- Arsenal Bord (Bulgaria - mitra - 9 × 18 mm Makarov)
- Arsenal Shipka (Bulgaria - mitra - 9 × 18 mm Makarov)
- Arsenal SLR-95 (Bulgaria - fucile semiautomatico - 7,62 × 39 mm: variante AK47)
- Arsenal-USA SSR-99 (US - fucile semiautomatico - 7,62 × 39 mm: variante AK47)
- ARWEN 37 (UK - lanciagranate non letali semiautomatico - 37 mm)
- ARWEN ACE (UK - lanciagranate non letali a colpo singolo - 37 mm)
- AS Val (Russia - fucile d'assalto compatto - 9 × 39 mm)
- ASAI ONE-PRO 9 (Svizzera - Pistola - 9 × 19 mm Parabellum)
- ASAI ONE-PRO 45 (Svizzera - Pistola - .400 Cor-Bon & .45 ACP)
- Aserma ADP Mk II (Sudafrica - Pistola - 9 × 19 mm Parabellum)
- Ascaso Pistol (Spagna - Pistola - 9 × 23 mm Largo)
- AS-50 sniper rifle
- ASHANI (India - Pistola - .32 ACP)
- ASP Pistola (US - Pistola - 9 × 19 mm Parabellum: Custom S&W Model 39)
- ASP Revolver (US - Revolver - .44 Special: Custom Ruger Speed Six)
- ASTAR MAX 8800 (Spagna - Pistola - 9 × 19 mm Parabellum)
- Astra 200 (Spagna - Pistola - 6,35 mm/.25 ACP)
  - Astra Cub (Spagna - Pistola - .22 Short & 6,35 mm/.25 ACP)
- Astra 300 (Spagna - Pistola - 7,65 × 17 mm/.32 ACP & 9 × 17 mm/.380 ACP)
- Astra 400 (Spagna - Pistola - 9 × 23 mm Largo)
  - Astra Model 1921 (Spagna - Pistola - 9 × 23 mm Largo)
- Astra 600 (Spagna - Pistola - 9 × 19 mm Parabellum)
- Astra 900 (Spagna - Pistola - 7.63 × 25 mm Mauser: variante Mauser C96)
- Astra 901 (Spagna - Pistola mitragliatrice - 7.63 × 25 mm Mauser)
- Astra 902 (Spagna - Pistola mitragliatrice - 7.63 × 25 mm Mauser)
- Astra 903 (Spagna - Pistola mitragliatrice - 7.63 × 25 mm Mauser)
- Astra 903E (Spagna - Pistola mitragliatrice - 7.63 × 25 mm Mauser)
- Astra 904 (Spagna - Pistola mitragliatrice - 7.63 × 25 mm Mauser)
- Astra A-50 (Spagna - Pistola)
- Astra A-60 (Spagna - Pistola)
- Astra A-70 (Spagna - Pistola - 9 × 19 mm Parabellum & .40 S&W)
- Astra A-75 (Spagna - Pistola - 9 × 19 mm Parabellum, .40 S&W, & .45 ACP)
- Astra A-80 (Spagna - Pistola - 7,65 × 21 mm Parabellum, 9 × 19 mm Parabellum, .38 Super, 9 × 23 mm Largo, & .45 ACP)
- Astra A-90 (Spagna - Pistola - 9 × 19 mm Parabellum & .45 ACP)
- Astra A-100 (Spagna - Pistola - 9 × 19 mm Parabellum, .40 S&W, & .45 ACP)
- Astra Cadix (Spagna - Revolver - .38 Special)
- Astra Constable (Spagna - Pistola - .22 LR, 7,65 × 17 mm/.32 ACP, 9 × 17 mm/.380 ACP)
- Astra Constable II (Spagna - Pistola - 7,65 mm/9 mm Corto)
- Astra Falcon (Spagna - Pistola - 7,65 × 17 mm/.32 ACP & 9 × 17 mm/.380 ACP)
- Astra Firefox (Spagna - Pistola)
- Astra Model F (Spagna - Pistola mitragliatrice - 9 × 23 mm Largo)
- Astra Police (Spagna - Revolver - .357 Magnum)
- At aero 088 (pistola mitragliatrice - 9 mm parabellum)
- AIM-92 Stinger (Australia - fucile a ripetizione - .308 Norma Magnum)
- Atlantic SMG (Spain - mitra - .38 Super)
- Austen MK I (Australia - mitra - 9 × 19 mm Parabellum)
- Austen Mk II (Australia - mitra - 9 × 19 mm Parabellum)
- Australian International Arms M10-A2 (Australia - carabina a ripetizione - 7,62 × 39 mm)
- Australian International Arms M42 (Australia - carabina a ripetizione - 7,62 mm NATO)
- Australian International Arms No 4 Mk 4 (Australia - fucile a ripetizione - 7,62 mm NATO)
- Australian International Arms No 4 Mk 4T (Australia - fucile a ripetizione - 7,62 mm NATO)
- Auto Mag II (US - Pistola - .22 WMR)
- Auto Mag III (US - pistola - .30 M1 Carbine)
- Auto Mag IV (US - pistola - .45 WM)
- Auto Mag V (US - pistola - .50 AE)
- Auto-Ordinance Thompson Modello 1911 A-1 (US - pistola - .45 ACP, 10 mm Auto)
- Auto-Ordinance Thompson Modello 1911 A-1 Duo Tone (US - pistola - .45 ACP)
- Auto-Ordinance Thompson Modello ZG-51 "Pitbull" (US - pistola - .45 ACP)
- Auto-Ordinance Thompson Modello 1911 A-1 General (US - pistola - .45 ACP)
- Auto-Ordinance Thompson Modello 1911 A-1 Competition (US - pistola - .45 ACP)
- AVB-7,62 (Russia - fucile d'assalto - 7,62 × 54 mm)
- AWC 10/22 Ultra II (US - fucile semiautomatico - .22 LR: Ruger 10/22)
- AWC Amphibian II (US - Pistola - .22 LR: Ruger Mk 2)
- AWC Centurion (US - fucile a ripetizione:)
- AWC G2 (US - fucile - 7,62 mm NATO: modalità bullpup Springfield M1A/M14)

## B
- B94 (Russia - fucile semiauto - 12.7 × 108 mm)
- Baby Nambu (Giappone - Pistola - 7 mm)
- Bacon Arms C. Pepperbox Revolver (US - Revolver a più canne rotanti)
- Baikal MCM (Russia - Pistola - .22 LR)
- Baikal MP-141K (Russia - carabina semiauto - .22 LR & .22 Magnum)
- Baikal-441 (Russia - Pistola - 6,35 mm/.25ACP)
- Baikal-442 (Russia - Pistola - 9 × 18 mm)
- Baikal IZH 61 (Russia - carabina ad aria compressa - 4,5 mm RWS Geco, HN Hollow Point)
- Ballester Molina Pistol (Argentina - Pistola - .45 ACP)
- Ballester Rigaud Carbine (Argentina)
- Ballester Rigaud Pistol (Argentina - Pistola - .45 ACP)
- Barrett M82 (US - fucile semiauto anti-materiale - .50 BMG)
  - Barrett M82A1 (US - fucile semiauto anti-materiale - .50 BMG)
  - Barrett M82A1A (US - fucile semiauto anti-materiale - .50 BMG)
  - Barrett M82A1M (US - fucile semiauto anti-materiale - .50 BMG)
  - Barrett M82A2 (US - fucile semiauto anti-materiale - .50 BMG)
  - Barrett M82A3 (US - fucile semiauto anti-materiale .50 BMG)
- Barrett Modello 90 (US - fucile a ripetizione - .50 BMG)
- Barrett M95 (US - fucile a ripetizione anti-materiale - .50 BMG)
- Barrett Model 98 (US - fucile semiauto - .338 Lapua Magnum)
- Barrett Model 98B (US - fucile a ripetizione - .338 Lapua Magnum)
- Barrett M99 (US - fucile a ripetizione anti-materiale - .50 BMG)
- Barrett M107 (US - fucile semiauto anti-materiale - .50 BMG)
  - Barrett XM109 (US - fucile semiauto anti-materiale - 25 × 59 mm Grenade)
- Barrett REC7 (US - fucile semiauto - 6.8 × 43 mm SPC)
- Bauer Automatic (US-Pistola-.25 ACP (6,35mm Browning)
- Beholla Pistol (Germania - Pistola - 7,65 × 17 mm/.32 ACP)
- M1871 Trooper (Belgio - Revolver - 11 × 17,5 mm French Ordnance)
- M1878 Officer (Belgio - Revolver - 9 × 23 mmR Nagant)
- M1883 NCO (Belgio - Revolver - 9 × 23 mmR Nagant)
- Benelli B79 (Italia - pistola - 9 mm Parabellum)
- Benelli B82 (Italia - Pistola - 7,65 × 21 mm Parabellum, 9 × 18 mm Ultra, & 9 × 19 mm Parabellum)
  - Benelli B82 Sport (Italia- Pistola - 7,65 × 21 mm Parabellum)
- Benelli Centro (Italia- fucile semiautomatico)
- Benelli M1 Super 90 (Italia- fucile semiautomatico - 12 Gauge)
  - Benelli M1 Entry Gun (Italia- fucile a pompa semiauto - 12 Gauge)
  - Benelli M1 Super 90 Field (Italia-fucile semiautomatico - 12 Gauge)
  - Benelli M1 Tactical (Italia- fucile semiautomatico - 12 Gauge)
- Benelli M3 Super 90 (Italia- fucile semiautomatico)
  - Benelli M3T (Italia- fucile semiautomatico - 12 Gauge)
- Benelli M4 Super 90 (Italia- fucile semiauto - 12 Gauge)
- Benelli MP 90S [Italia -.32 Wad-Cutter]
- Benelli Montefeltro 20 (Italia- fucile semiautomatico - 20 Gauge)
- Benelli Nova (Italia- fucile a pompa)
- Benelli Raffaello (Italia- fucile semiautomatico)
- Benelli Super Black Eagle (Italia- fucile semiautomatico)
- Berdan rifle (US/Russia - fucile)
- Beretta mitragliatrici
  - AR70/78 (Italia- mitragliatrice leggera - 5,56 mm NATO)
  - AR70/84 (Italia- mitragliatrice leggera - 5,56 mm NATO)
  - AS70/90 (Italia- mitragliatrice leggera - 5,56 mm NATO)
  - MG42/59 (Italia- mitragliatrice per uso generale - 7,62 mm NATO: Licensed Production Rheinmetall MG1A2)
- Beretta pistole
- M1915 (Italia- Pistola - 7,65 × 17 mm/.32 ACP, 9 × 17 mm/.380 ACP, & 9 × 19 mm Glisenti)
- M1915/19 (Italia- Pistola - 7,65 × 17 mm/.32 ACP)
- M1917 (Italia- Pistola - 7,65 × 17 mm/.32 ACP)
  - M1922 (Italia- Pistola - 7,65 × 17 mm/.32 ACP & 9 × 17 mm/.380 ACP)
- M1923 (Italia- Pistola - 9 × 19 mm Glisenti)
- M1931 (Italia- Pistola - 7,65 × 17 mm/.32 ACP)
- M1932 (Italia- Pistola - 7,65 × 17 mm/.32 ACP & 9 × 17 mm/.380 ACP)
- M1934 (Italia- Pistola - 7,65 × 17 mm/.32 ACP & 9 × 17 mm/.380 ACP)
- M1935 (Italia- Pistola - 7,65 × 17 mm/.32 ACP)
- M1938 (Italia- Pistola - 9 × 19 mm Parabellum: Prototype)
  - M1948 (Italia- Pistola - .22 LR)
  - M948B (Italia- Pistola - .22 LR)
- M1949C Olimpionica (Italia- Pistola - .22 Short)
  - M949CC (Italia- Pistola - .22 LR)
  - M949LR Olimpionica (Italia- Pistola - .22 LR)
- M1950 (Italia- Pistola - 9 × 19 mm Parabellum: Prototype for M951)
- M1951 (Italia- Pistola - 9 × 19 mm Parabellum)
  - Model 104 (Italia- Pistola - 9 × 19 mm Parabellum)
  - M951-A (Italia- Machine Pistola - 9 × 19 mm Parabellum)
  - M951-R (Italia- Machine Pistola - 9 × 19 mm Parabellum)
  - M951-S (Italia- Pistola - 9 × 19 mm Parabellum: Target Model)
  - M952 (Italia- Pistola - 7,65 × 21 mm Parabellum)
    - M952-S (Italia- Pistola - 7,65 × 21 mm Parabellum: Target Model)
- Beretta Serie 70
  - 70 (Italia- Pistola - .22 LR & 7,65 × 17 mm/.32 ACP)
    - 70S (Italia- Pistola - .22 LR & 9 × 17 mm/.380 ACP)

  - 71 (Italia- Pistola - .22 LR)
  - 72 (Italia- Pistola - .22 LR)
  - 73 (Italia- Pistola - .22 LR)
  - 74 (Italia- Pistola - .22 LR)
    - 100 (Italia- Pistola - 7,65 × 17 mm/.32 ACP)

  - 75 (Italia- Pistola - .22 LR)
  - 76 (Italia- Pistola - .22 LR)
    - 102 (Italia- Pistola - .22 LR)
- M80 Olimpionica (Italia- Pistola - .22 Short)
- Beretta serie 80 "Cheetah"
  - 80X Cheetah (Italia - Pistola - 9 × 17 mm/.380 ACP)
  - 81B Cheetah (Italia- Pistola - 7,65 × 17 mm/.32 ACP)
    - 81FS Cheetah (Italy - Pistola - 7,65 × 17 mm/.32 ACP)

  - 82B Cheetah (Italy - Pistola - 7,65 × 17 mm/.32 ACP)
  - 83 Cheetah (Italia - pistola - 7,65 × 17 mm/.380 ACP)
    - 83FS Cheetah (Italia - Pistola - 9 × 17 mm/.380 ACP)

  - 84 Cheetah (Italia- Pistola - 9 × 17 mm/.380 ACP)
    - 84B Cheetah (Italia- Pistola - 9 × 17 mm/.380 ACP)
      - 84BB Cheetah (Italia- Pistola - 9 × 17 mm/.380 ACP)
        - 84F Cheetah (Italia- Pistola - 9 × 17 mm/.380 ACP)
          - 84FS Cheetah (Italia- Pistola - 9 × 17 mm/.380 ACP)

  - 85 Cheetah (Italia- Pistola - 9 × 17 mm/.380 ACP)
    - 85B Cheetah (Italia- Pistola - 9 × 17 mm/.380 ACP)
      - 85BB Cheetah (Italia- Pistola - 9 × 17 mm/.380 ACP)
        - 85F Cheetah (Italia- Pistola - 9 × 17 mm/.380 ACP)
          - 85FS Cheetah (Italia- Pistola - 9 × 17 mm/.380 ACP)

  - 86 Cheetah (Italia- Pistola - 9 × 17 mm/.380 ACP)
  - 86FS Cheetah (Italia- Pistola - 9 × 17 mm/.380 ACP)
  - 87 Cheetah (Italia- Pistola - .22 LR)
    - 87LB Cheetah (Italia- Pistola - .22 LR)
    - 87BB Cheetah (Italia- Pistola - .22 LR)
      - 87BB/LB Cheetah (Italia- Pistola - .22 LR)

  - 89 (Italia- Pistola - .22 LR)
- Beretta Mod. 90 (Italia- Pistola - 7,65 × 17 mm/.32 ACP)
- Beretta 92 (Italia - pistola - 9 × 19 mm parabellum)
  - 92 Billennium
  - 92CB
  - 92 Combat
  - 92 Stock
  - 92D
    - 92D Brigadier
    - 92D Compact L
    - 92D Vertec
    - 92DS

  - 92S
    - 92S-1

  - 92SB
    - 92SB Compact
    - 92SB-F

  - 92F/FS
    - M9 Pistol
    - 92FS Brigadier
    - 92FS Centurion
    - 92FS Compact L
    - 92FS Competition
    - 92FS Target
    - 92FS Vertec

  - 92G
    - 92G Centurion
    - 92G Elite I
    - 92G Elite IA
    - 92G Elite II
    - 92G-SD
    - 92G Vertec

  - 93R (Italia - Pistola mitragliatrice - 9 × 19 mm Parabellum)
  - 96 Series (Italia - pistola - .40S&W)
    - 96 Brigadier
    - 96D
      - 96DS
      - 96D Brigadier
      - 96D Vertec (Italia - Pistola DAO - .40 S&W)

    - 96G (Italia - Pistola - 9 × 19 mm Parabellum)
      - 96G Elite I
      - 96G Elite IA
      - 96G Elite II
      - 96G-SD
      - 96G Vertec

    - 96 Special
    - 96 Vertec

  - 98 Series
    - 98 (Italia - Pistola - 7,65 × 21 mm Parabellum)
    - 98SB Compact (Italia - Pistola - 7,65 × 21 mm Parabellum)
    - 98FS (Italia - Pistola - 9 × 21 mm IMI)
    - 98FS Brigadier (Italia - Pistola - 9 × 21 mm IMI)
    - 98FS Combat (Italia - Pistola - 9 × 21 mm IMI)
    - 98FS Competition (Italia - Pistola - 9 × 21 mm IMI)
    - 98FS Target (Italia - Pistola - 9 × 21 mm IMI)
    - 98G Elite II (Italia - Pistola - 9 × 21 mm IMI)
    - 98 Billennium (Italia - Pistola - 9 × 21 mm IMI)
- 99 (Italia - Pistola - 7,65 × 21 mm Parabellum)
- 8000 Series
  - 8000F Cougar L (Italia - Pistola - 9 × 19 mm Parabellum)
  - 8000D Cougar L (Italia - Pistola - 9 × 19 mm Parabellum)
  - 8000F Cougar L Type P (Italia - Pistola - 9 × 19 mm Parabellum)
  - 8000D Cougar L Type P (Italia - Pistola - 9 × 19 mm Parabellum)
  - 8000 Cougar F (Italia - Pistola - 9 × 19 mm Parabellum, 9 × 21 mm IMI, & .41 Action Express)
  - 8040 Cougar F (Italia - Pistola - .40 S&W)
  - 8045 Cougar F (Italia - Pistola - .45 ACP)
  - 8357 Cougar F (Italia - Pistola - .357 SIG)
  - 8000 Cougar D (Italia - Pistola - 9 × 19 mm Parabellum, 9 × 21 mm IMI, & .41 Action Express)
  - 8040 Cougar D (Italia - Pistola - .40 S&W)
  - 8045 Cougar D (Italia - Pistola - .45 ACP)
  - 8357 Cougar D (Italia - Pistola - .357 SIG)
  - 8000 Mini Cougar F (Italia - Pistola - 9 × 19 mm Parabellum)
  - 8040 Mini Cougar F (Italia - Pistola - .40 S&W)
  - 8045 Mini cougar F (Italia - Pistola - .45 ACP)
- 9000 Series
  - 9000S Type F 9 mm (Italia - Pistola - 9 × 19 mm Parabellum)
  - 9000S Type F .40 (Italia - Pistola - .40 S&W)
  - 9000S Type D 9 mm (Italia - Pistola - 9 × 19 mm Parabellum)
  - 9000S Type D .40 (Italia - Pistola - .40 S&W)
- Px4-Storm (Italia - Pistola - 9 × 19 mm Parabellum, .40 S&W, & .45 ACP)
- U22 NEOS (Italia - Pistol - .22 LR)
- Beretta Mini Pistols
  - Beretta 20 Bobcat (Italia/US - Pistola - 6,35 mm/.25ACP)
  - Beretta 21 Bobcat (Italia/US - Pistola - .22 LR & 6,35 mm/.25ACP)
    - 21A Bobcat (Italia/US - Pistola - .22 LR & 6,35 mm/.25ACP)

  - 950 Jetfire (Italia - Pistola - .22 Short & 6,35 mm/.25ACP)
    - 950B Jetfire (Italia - Pistola - .22 Short & 6,35 mm/.25ACP)
    - 950BS Jetfire (Italia/US - Pistola - .22 Short & 6,35 mm/.25ACP)

  - 3032 Tomcat (Italia/US - Pistola - 7,65 × 17 mm/.32 ACP)
  - M1919 (Italia - Pistola - 6,35 mm/.25 ACP: Prototype)
  - M1920 (Italia - Pistola - 6,35 mm/.25 ACP)
  - M1926 (Italia - Pistola - 6,35 mm/.25 ACP)
    - 18 (Italia/US - Pistola - 6,35 mm/.25ACP)
    - 19 (Italia/US - Pistola - 6,35 mm/.25ACP)
    - 20 (Italia/US - Pistola - 6,35 mm/.25ACP)

  - M1934 Pocket (Italia - Pistola - 6,35 mm/.25 ACP)
  - M318 (Italia - Pistola - 6,35 mm/.25 ACP)
    - M319 (Italia - Pistola - 6,35 mm/.25 ACP)
    - M320 (Italia - Pistola - 6,35 mm/.25 ACP)

  - M418 (Italia - Pistola - 6,35 mm/.25 ACP)
    - M419 (Italia - Pistola - 6,35 mm/.25 ACP)
    - M420 (Italia - Pistola - 6,35 mm/.25 ACP)
    - M421 (Italia - Pistola)
- Model 1 (Italia - Revolver - 9 × 19 mm Parabellum & .357 Magnum)
- PR-71 (Italia/Brasile - Revolver - .22 LR & .38 Special)
- Laramie (armi) (Italia - Revolver - .45 LC, .38 SP)
- Stampede (Italia - Revolver)
- Tenax (Italia/Brasile - Revolver - .22 LR, .32, & .38 Special)
- Beretta Rifles
  - AR70 (Italia - fucile d'assalto - 5,56 mm NATO)
    - AR70 Sport (Italia - fucile semiauto - .222 Remington & 5,56 mm NATO: Civilian AR70)
    - SC70 (Italia - fucile d'assalto - 5,56 mm NATO)
    - SCS70 (Italia - fucile d'assalto compatto- 5,56 mm NATO)

  - AR70/90 (Italia - fucile d'assalto - 5,56 mm NATO)
    - SC70/90 (Italia - fucile d'assalto - 5,56 mm NATO)
    - SCP70/90 (Italia - fucile d'assalto compatto - 5,56 mm NATO)
    - SCS70/90 (Italia - fucile d'assalto compatto - 5,56 mm NATO)
    - Beretta ARX-160 (Italia - fucile d'assalto - 5,56 mm NATO)

  - BM58 (Italia - fucile da battaglia - 7,62 mm NATO: Prototype)
  - BM59 (Italia - fucile da battaglia - 7,62 mm NATO)
    - BM59D (Italia - fucile da battaglia - 7,62 mm NATO)
    - BM59GL (Italia - fucile da battaglia - 7,62 mm NATO)
    - BM59 Mark I (Italia - fucile da battaglia - 7,62 mm NATO)
    - BM59 Mark II (Italia - fucile da battaglia - 7,62 mm NATO)
    - BM59 Mark III (Italia - fucile da battaglia - 7,62 mm NATO)
    - BM59 Mark IV (Italia - fucile da battaglia - 7,62 mm NATO)
    - BM59 Mark E (Italia - fucile da battaglia - 7,62 mm NATO)
    - BM59 Mark Ital (Italia - fucile da battaglia - 7,62 mm NATO)
    - BM59 Mark Ital-A (Italia - fucile da battaglia - 7,62 mm NATO)
    - BM59 Mark Ital Para (Italia - fucile da battaglia - 7,62 mm NATO)
    - BM59 Mark Ital TA (Italia - fucile da battaglia - 7,62 mm NATO)
    - BM59R (Italia - fucile da battaglia - 7,62 mm NATO)
    - BM59SL (Italia - fucile semiauto - 7,62 mm NATO: Civilian BM59)
      - BM62 (Italia - fucile semiauto - 7,62 mm NATO: Civilian BM59)

    - BM60CB (Italia - fucile da battaglia - 7,62 mm NATO: BM59 w/ 3rd Burst)

  - Concari (Italia - fucile a colpo singolo)
  - Cx4 Storm (Italia - carabina semiauto - 9 × 19 mm Parabellum, .40 S&W, & .45 ACP)
  - M1 (Italia - fucile semiauto - 7,62 mm NATO & .30-'06: Licensed Production of M1 Garand)
    - M1LS (Italia - fucile semiauto - 7,62 mm NATO & .30-'06: Shortened M1 Garand)

  - Model 18/30 (Italia - carabina semiauto - 9 × 19 mm Glisenti)
  - Model 31 (Italia - fucile semiauto - 6.5 × 52 mm Carcano)
  - Model 37 (Italia - fucile semiauto - 7.35 × 51 mm Carcano)
  - Model 58 (Italia - carabina - .30 Carbine)
  - Model 455 (Italia - fucile SxS Express - .375 Holland & Holland Magnum, .416 Rigby, .458 Winchester Magnum, .470 Nitro Express, & .500 Nitro Express)
  - Model 500 (Italia - fucile a ripetizione - .222 Remington & .223 Remington)
  - Model 501 (Italia - fucile a ripetizione - .243 Winchester & .308 Winchester)
    - Model 501 Sniper (Italia- fucile a ripetizione - 7,62 mm NATO)

  - Model 502 (Italia- fucile a ripetizione - .270 Winchester, 7 mm Remington Magnum, .30-'06, .300 Winchester Magnum, & .375 Holland & Holland Magnum)
  - Model 1953 Tahrir (Italia- fucile semiauto - .22 LR: Egyptian Training Rifle)
  - Mato (Italia- fucile a ripetizione - .270 Winchester, .280 Remington, 7 mm Remington Magnum, .30-'06, .300 Winchester Magnum, .338 Winchester Magnum, & .375 Holland & Holland Magnum)
  - Rx4 Storm (Italia- Semiauto - .223 Remington)
  - S689 (Italia- fucile O/U Express - .30-'06, 9.3 × 74 mmR, .444 Marlin, & 20 Gauge)
  - Sport (Italia- fucile semiauto - .22 LR)
    - Olympia (Italia- fucile semiauto - .22 LR)
      - Olympia X (Italia- fucile semiauto - .22 LR)

    - Super Sport X (Italia- fucile semiauto - .22 LR)

  - SS06 (Italia- fucile O/U Express - 9.3 × 74 mmR, .375 Holland & Holland Magnum, and .458 Winchester Magnum)
  - Super Olimpia (Italia- fucile a ripetizione - .22 LR)
  - Unione (Italia- fucile a ripetizione - .22 LR)
- Beretta Shotguns
  - A300 (Italia- fucile semiautomatico - 12 Gauge)
  - A301 (Italia- fucile semiautomatico - 20 Gauge & 12 Gauge)
  - A302 (Italia- fucile semiautomatico - 20 Gauge & 12 Gauge)
  - A303 (Italia- fucile semiautomatico - 20 Gauge & 12 Gauge)
  - A304 (Italia- fucile semiautomatico - 12 Gauge)
  - A390 (Italia- fucile semiautomatico - 12 Gauge)
  - AL390 (Italia - fucile semiautomatico - 20 Gauge & 12 Gauge)
  - AL391 (Italia - fucile semiautomatico - 20 Gauge & 12 Gauge)
  - A391 Xtrema 2 (Italia - fucile semiautomatico- 12 Gauge)
  - ASE (Italia- fucile sovrapposto)
  - ASE L (Italia- fucile sovrapposto)
  - DT10 (Italia- fucile sovrapposto - 12 Gauge)
  - M3P (Italia- fucile a pompa semiauto\ripetizione - 12 Gauge)
  - Model 1 (Italia- fucile a pompa SxS - 28 Gauge, 24 Gauge, 20 Gauge, 16 Gauge, & 12 Gauge)
  - Model 3 (Italia- fucile a pompa SxS - 28 Gauge, 24 Gauge, 20 Gauge, 16 Gauge, & 12 Gauge)
  - Model 4 (Italia- fucile a pompa SxS - 24 Gauge, 20 Gauge, 16 Gauge, & 12 Gauge)
  - Model 5 (Italia- fucile a pompa SxS)
  - Model 6 (Italia- fucile a pompa SxS- 28 Gauge, 24 Gauge, 20 Gauge, 16 Gauge, & 12 Gauge)
  - Model 7 (Italia- fucile a pompa SxS)
  - Model 9 (Italia- fucile a pompa SxS - 24 Gauge, 20 Gauge, 16 Gauge, & 12 Gauge)
  - Model 10 (Italia- fucile a pompa SxS - 16 Gauge & 12 Gauge)
  - Model 11 (Italia- fucile a pompa O/U)
  - Model 12 (Italia- fucile a pompa a colpo singolo - 28 Gauge, 24 Gauge, 20 Gauge, 16 Gauge, & 12 Gauge)
  - Model 13 (Italia- fucile a pompa a colpo singolo)
  - PB (Italia- fucile a pompa SxS)
  - RS151 (Italia- fucile a pompa - 12 Gauge)
  - RS200 (Italia- fucile a pompa - 12 Gauge)
    - RS200-P (Italia- fucile a pompa - 12 Gauge)

  - RS202 (Italia- fucile a pompa - 12 Gauge)
    - RS202-M1 (Italia- fucile a pompa - 12 Gauge)
    - RS202-M2 (Italia- fucile a pompa - 12 Gauge)
      - RS202-P (Italia- fucile a pompa - 12 Gauge)

  - Silver Pigeon (Italia- fucile sovrapposto - .410 Bore, 28 Gauge, 20 Gauge, & 12 Gauge)
  - S1 (Italia- fucile sovrapposto)
  - S2 (Italia- fucile sovrapposto)
  - S3 (Italia- fucile sovrapposto)
  - S55 (Italia- fucile sovrapposto - 20 Gauge & 12 Gauge)
  - S56 (Italia- fucile sovrapposto - 20 Gauge & 12 Gauge)
  - S57 (Italia- fucile sovrapposto - 20 Gauge & 12 Gauge)
  - S58 (Italia- fucile sovrapposto] - 12 Gauge)
    - SO1 (Italia- fucile sovrapposto - 12 Gauge)
    - SO2 (Italia- fucile sovrapposto - 12 Gauge)
    - SO3 (Italia- fucile sovrapposto] - 20 Gauge & 12 Gauge)
    - SO4 (Italia- fucile sovrapposto - 12 Gauge)
    - SO5 (Italia- fucile sovrapposto - 12 Gauge)
    - SO6 (Italia- fucile sovrapposto - 12 Gauge)
    - SO9 (Italia- fucile sovrapposto - .410 Bore, 28 Gauge, 20 Gauge, 16 Gauge, & 12 Gauge)

  - Vandalia (Italia- fucile a pompa a colpo singolo - 12 Gauge)
  - 012 (Italia- fucile a pompa a colpo singolo)
  - 013 (Italia- fucile a pompa a colpo singolo)
  - 22 (Italia- fucile a pompa)
  - 60 (Italia- fucile a pompa semiauto - 12 Gauge)
  - 61 (Italia- fucile a pompa semiauto - 12 Gauge)
  - 90 (Italia- fucile a pompa a colpo singolo)
  - 101 (Italia- fucile a pompa SxS - 36 Gauge, 32 Gauge, 28 Gauge, 24 Gauge, 20 Gauge, 16 Gauge, & 12 Gauge)
  - 103 (Italia- fucile a pompa SxS)
  - 104 (Italia- fucile a pompa SxS - 28 Gauge, 24 Gauge, 20 Gauge, 16 Gauge, & 12 Gauge)
  - 105 (Italia- fucile a pompa SxS - 24 Gauge, 20 Gauge, 16 Gauge, & 12 Gauge)
  - 151 (Italia- fucile a pompa)
  - 211 (Italia- fucile a pompa SxS)
  - 305 (Italia- fucile a pompa SxS)
  - 309 (Italia- fucile a pompa SxS)
  - 311 (Italia- fucile a pompa SxS - 24 Gauge, 20 Gauge, 16 Gauge, & 12 Gauge)
  - 312 (Italia- fucile a pompa a colpo singolo)
  - 313 (Italia- fucile a pompa a colpo singolo)
  - 350 (Italia- fucile a pompa SxS - 12 Gauge)
  - 401 (Italia- fucile a pompa SxS - 28 Gauge, 24 Gauge, 20 Gauge, 16 Gauge, & 12 Gauge)
  - 402 (Italia- fucile a pompa SxS)
  - 403 (Italia- fucile a pompa SxS - 32 Gauge, 28 Gauge, 24 Gauge, 20 Gauge, 16 Gauge, & 12 Gauge)
  - 404 (Italia- fucile a pompa SxS - 16 Gauge & 12 Gauge)
  - 405 (Italia- fucile a pompa SxS)
  - 409 (Italia- fucile a pompa SxS - 20 Gauge)
  - 410 (Italia- fucile a pompa SxS - 28 Gauge, 24 Gauge, 20 Gauge, 16 Gauge, & 12 Gauge)
  - 411 (Italia- fucile a pompa SxS - 20 Gauge, 16 Gauge, & 12 Gauge)
  - 412 (Italia fucile a pompa a colpo singolo)
  - 413 (Italia- fucile a pompa a colpo singolo)
  - 414 (Italia- fucile a pompa a colpo singolo - 9 mm Long Shot Rimfire)
  - 424 (Italia- fucile a pompa SxS - 20 Gauge, 16 Gauge, & 12 Gauge)
  - 425 (Italia- fucile a pompa SxS - 12 Gauge)
  - 426 (Italia- fucile a pompa SxS)
  - 427 (Italia- fucile a pompa SxS)
  - 450 (Italia- fucile a pompa SxS - 12 Gauge)
  - 451 (Italia- fucile a pompa SxS - 12 Gauge)
  - 452 (Italia- fucile a pompa SxS)
  - 470 (Italia- fucile a pompa SxS)
  - 626 (Italia- fucile a pompa SxS)
  - 627 (Italia- fucile a pompa SxS)
  - S680 (Italia- fucile sovrapposto - 12 Gauge)
  - S682 (Italia- fucile sovrapposto - 12 Gauge)
  - S686 (Italia- fucile sovrapposto - 28 Gauge, 20 Gauge, & 12 Gauge)
  - S687 (Italia- fucile sovrapposto - .410 Bore, 28 Gauge, 20 Gauge, & 12 Gauge)
  - 922 (Italia- fucile a pompa SxS)
  - 930 (Italia- fucile a pompa a colpo singolo - 10 Gauge)
  - 1009 (Italia- fucile a pompa SxS)
  - 1010 (Italia- fucile a pompa SxS - 24 Gauge, 20 Gauge, 16 Gauge, & 12 Gauge)
  - 1011 (Italia- fucile a pompa SxS)
  - 1012 (Italia- fucile a pompa a colpo singolo)
  - 1013 (Italia- fucile a pompa a colpo singolo)
  - 1050 (Italia- fucile a pompa SxS)
  - 1200 (Italia- fucile a pompa semiauto - 12 Gauge)
    - 1200F (Italia- fucile a pompa semiauto - 12 Gauge)
    - 1200FP (Italia- fucile a pompa semiauto - 12 Gauge)

  - 1201 (Italia- fucile a pompa semiauto - 12 Gauge)
    - 1200F (Italia- fucile a pompa semiauto - 12 Gauge)
    - 1201FP3 (Italia- fucile a pompa semiauto - 12 Gauge)

  - 1409 (Italia- fucile a pompa SxS)
  - 1930 (Italia- fucile a pompa SxS - 24 Gauge, 20 Gauge, 16 Gauge, & 12 Gauge)
- Beretta SMG
  - M18 (Italia- mitra - 9 × 19 mm Glisenti)
  - M38 (Italia- mitra - 9 × 19 mm Parabellum)
    - M38A (Italia- mitra - 9 × 19 mm Parabellum)
    - MAB (Italia- mitra - 9 × 19 mm Parabellum)
    - M38/42 (Italia- mitra - 9 × 19 mm Parabellum)
    - M38/43 (Italia- mitra - 9 × 19 mm Parabellum)
    - M38/44 (Italia- mitra - 9 × 19 mm Parabellum)
    - M38/49 (Italia- mitra - 9 × 19 mm Parabellum)
      - Model 2 (Italia- mitra - 9 × 19 mm Parabellum)
      - Model 4 (Italia- mitra - 9 × 19 mm Parabellum)

    - Beretta Model 5 (Italia- mitra - 9 × 19 mm Parabellum)

  - Model 1 (Italia- mitra - 9 × 19 mm Parabellum)
  - Model 3 (Italia- mitra - 9 × 19 mm Parabellum)
  - Model 6 (Italia- mitra - 9 × 19 mm Parabellum: Prototype)
  - Model 7 (Italia- mitra - 9 × 19 mm Parabellum: Prototype)
  - Model 8 (Italia- mitra - 9 × 19 mm Parabellum: Prototype)
  - Model 9 (Italia- mitra - 9 × 19 mm Parabellum: Prototype)
  - Model 10 (Italia- mitra - 9 × 19 mm Parabellum: Prototype)
  - Model 11 (Italia- mitra - 9 × 19 mm Parabellum: Prototype)
  - Model 12 (Italia- mitra - 9 × 19 mm Parabellum)
    - PM12S (Italia- mitra - 9 × 19 mm Parabellum)
    - PM12S2 (Italia- mitra - 9 × 19 mm Parabellum)
- Beretta 1S (Italia- pistola lansiarazzi - 1")
- Bergmann MP18 (Germania- mitra - 9 × 19 mm Parabellum)
- Bergmann MP28 (Germania- mitra - 9 × 19 mm Parabellum)
- Bergman Number 5 (Germania- Pistola)
- Bergmann Simplex (Germania- Pistola)
- Bergmann-Bayard model 1910 (Germania- Pistola - 9 × 23 mm Bergmann-Bayard/9 mm Largo)
- Bergom BSM9-M1 (mitra - 9 × 19 mm Parabellum & .45 ACP)
- Bernardelli 69 (Italia- Pistola - .22 LR)
- Bernardelli B4 (Italia- fucile a pompa - 12 Gauge)
- Bernardelli Mod. USA (Italia - Pistola - .22 LR, 7,65 × 17 mm/.32 ACP, and 9 × 17 mm/.380 ACP)
- Bernardelli P One (Italia- Pistol)
- Bernardelli PO-18 (Italia- Pistola - 9 × 19 mm Parabellum)
- Bernardelli P0-18 Compact (Italia- Pistola - 9 × 19 mm Parabellum)
- Bernardelli P6 (Italia- Pistola - .22 LR, 7,65 × 17 mm/.32 ACP, and 9 × 17 mm/.380 ACP)
- Bernardelli P8 (Italia- Pistola - .22 LR, 7,65 × 17 mm/.32 ACP, and 9 × 17 mm/.380 ACP)
- Bernardelli PS 023 (Italia- Pistola - 37 mm)
- Bernardelli VB-SR (Italia- fucile d'assalto - 5,56 mm NATO)
- Bersa 83 (Argentina - Pistola - 9 × 17 mm/.380 ACP)
- Bersa 95 (Argentina - Pistola - 9 × 17 mm/.380 ACP)
- Bersa Mini-Thunder 9 (Argentina - Pistola - 9 × 19 mm Parabellum)
- Bersa Mini-Thunder 40 (Argentina - Pistola - .40 S&W)
- Bersa Thunder 9 (Argentina - Pistola - 9 × 19 mm Parabellum)
- Bersa Thunder 22 (Argentina - Pistola - .22 LR)
- Bersa Thunder 32 (Argentina - Pistola - 7,65 × 17 mm/.32 ACP)
- Bersa Thunder 40 (Argentina - Pistola - .40 S&W)
- Bersa Thunder 45 (Argentina - Pistola - .45 ACP)
- BERSA THUNDER 380 (Argentina - Pistola - 9 × 17 mm/.380 ACP)
- Berthier 1890 (Francia - fucile a ripetizione)
- Beryl wz.96 (Polonia - fucole d'assalto - 5,56 mm NATO)
- BFG 50 (US - fucile a ripetizione - .50 BMG)
- Bingham AK 22 (US - fucile - .22 LR)
- Bizon
  - Bizon 2 (Russia - mitra - 9 × 18 mm Makarov)
    - Bizon 2-01 (Russia - mitra - 9 × 19 mm Parabellum)
    - Bizon 2-02 (Russia - mitra - 9 × 17 mm/.380 ACP)
    - Bizon 2-03 (Russia - mitra - 9 × 18 mm Makarov)
    - Bizon 2-04 (Russia - carabina semiauto - 9 × 18 mm Makarov)
    - Bizon 2-05 (Russia - carabina semiauto - 9 × 19 mm Parabellum)
    - Bizon 2-06 (Russia - carabina semiauto - 9 × 17 mm/.380 ACP)
    - Bizon 2-07 (Russia - mitra - 7,62 × 25 mm)

  - Bizon 3 (Russia - mitra - 9 × 18 mm Makarov)
- Blanch four-barreled pistol (UK)
- Blaser 93 Tactical (Germania - fucile a ripetizione - 7,62 × 51 mm)
- Blunderbuss
- Boberg XR9 (Stati Uniti d'America - pistola tascabile semiautomatica - 9 × 19 mm Parabellum)
- Bofors AGR (Svezia - lanciagranate a pompa - 40 mm Medium Velocity Grenade)
- Booth pocket percussion pisto (UK)
- Bor (Polonia - fucile da cecchino - 7,62 × 51 mm NATO)
- Borchardt C-93 (Germania - Pistola)
- Boys (UK - fucile a ripetizione - .55 Boys)
- Breda Mod. 30 (Italia - mitragliatrice leggera - 6,5 mm Carcano)
- Breda Mod. 37 (Italia - mitragliatrice pesante - 8 mm)
- Bren LMG
  - Bren Mk I (UK - mitragliatrice leggera - .303 British)
  - Bren Mk II (UK - mitragliatrice leggera - .303 British)
  - Bren Mk III (UK - mitragliatrice leggera - .303 British)
  - Bren Mk IV (UK - mitragliatrice leggera - .303 British)
- Bren Ten (US - Pistola - 10 mm Auto & .45 ACP)
- Britarms Model 2000 (UK - Pistola - .22 LR)
- Brown Bess (UK - Rifle)
- Brown Tactical Elite (US - fucile a ripetizione)
- Mitragliatrici browning
  - Browning M2 (US/Belgio - mitragliatrice pesante - .50 BMG)
  - Browning M1917 (US - mitragliatrice pesante - .30-'06)
    - Browning M1917A1 (US - mitragliatrice pesante - .30-'06)

  - Browning M1918 BAR (US - mitragliatrice leggera - .30-'06)
    - Browning M1918A1 BAR (US - mitragliatrice leggera - .30-'06)
    - Browning M1918A2 BAR (US - mitragliatrice leggera - .30-'06)
    - Browning M1922 BAR (US - mitragliatrice leggera - .30-'06)
    - Browning wz.1928 (Polonia - mitragliatrice leggera - 7.92 × 57 mm Mauser: Licensed Production)

  - Browning M1919A4 (US - mitragliatrice media - .30-'06)
  - Browning M1919A6 (US - mitragliatrice leggera - .30-'06)
  - Browning M1921 (US - mitragliatrice pesante - .50 BMG)
- Pistole Browning
  - Browning Baby (Belgio - Pistola - 6,35 mm/.25 ACP)
  - Browning BDA.9 (Svizzera/Germania - Pistola - 9 × 19 mm Parabellum: SIG-Sauer P220)
  - Browning BDA.38 (Svizzera/Germania - Pistola - .38 Super: SIG-Sauer P220)
  - Browning BDA.45 (Svizzera/Germania - Pistola - .45 ACP: SIG-Sauer P220)
  - Browning BDA.380 (Belgio/Italia - Pistola - 9 × 17 mm/.380 ACP: Beretta Model 84 Variant)
  - Browning BDM (US - Pistola - 9 × 19 mm Parabellum)
  - Browning Buck Mark (US - Pistola - .22 LR)
  - Browning Challenger (Belgio - Pistola - .22 LR)
  - Browning Forty Nine (US - revolver a doppia azione - 9 × 19 mm Parabellum & .40 S&W)
  - Browning Hi-Power (Belgio - Pistol - 9 × 19 mm Parabellum)
    - Browning Hi-Power Mk.II (Belgio - Pistola - 9 × 19 mm Parabellum)
    - Browning Hi-Power Mk.III (Belgio - Pistola - 9 × 19 mm Parabellum & .40 S&W)
    - Browning HP-DA/HP-DAO (Belgio - Pistola - 9 × 19 mm Parabellum)

  - Browning Medalist (Belgio - Pistola - .22 LR)
- Fucili Browning
  - Browning A-Bolt (Giappone - fucile a ripetizione)
  - Browning BAR (Sporting) (Belgio/Giappone - fucile semiauto)
  - Browning BLR (fucile a leva)
  - Browning M71 (Giappone - fucile a leva)
- Fucili a pompa Browning
  - Browning Citori (Japan - fucile a pompa sovrapposto - .410 Bore, 28 Gauge, 20 Gauge, 16 Gauge, & 12 Gauge)
  - Browning Superposed (US - fucile a pompa sovrapposto - .410 Bore, 28 Gauge, 20 Gauge, 16 Gauge, & 12 Gauge)
- BRS-99 (Polonia - carabina semiauto)
- Brügger & Thomet MP5 (Svizzera - mitra - 9 × 19 mm Parabellum: Enhanced Custom MP5)
- BS-1 30 mm (Russia - lanciagranate - 30 mm Grenade)
- BSA Welgun (UK - mitra - 9 × 19 mm Parabellum)
- BT-96 (Svizzera - carabina semiauto - 9 × 19 mm Parabellum: MP5 clone)
- BT MP9 (Svizzera - mitra - 9 × 19 mm Parabellum: Licensed Production Steyr TMP)
- Bul M-5 (Israele - Pistola)
- Bul Cherokee (Israele - Pistola)
- Bul Storm (Israele - Pistola)
- Bulgarian SLR-95 (Bulgaria)
- Burnside carbine
- Bushmaster Arm Pistol (US - Pistola - 5,56 mm NATO)
- Bushmaster M4 Type Carbine (US - fucile d'assalto - 5,56 mm NATO)
- Bushmaster M17S (US - fucile semiauto - 5,56 mm NATO: Bullpup)
- Bushmaster DCM (US - fucile semiauto - 5,56 mm NATO)
- Bushmaster V Match 16 (US - fucile semiauto - 5,56 mm NATO)
- Bushmaster V match 20 (US - fucile semiauto - 5,56 mm NATO)
- Bushmaster XM15 E2S (US - fucile semiauto - 5,56 mm NATO)
- BUTT-MASTER Pen Gun (US - Pistola - .22 LR)
- Milkor BXP (Sudafrica - mitra - 9 × 19 mm Parabellum)

## C
- C No.4 Mk I & Mk I* Lee-Enfield e (T) variante da cecchino
- C No.7 Mk I .22 trainer
- C1 (Canada - fucile da battaglia - 7,62 mm NATO: sotto licenza FN FAL)
  - C1A1 (Canada - fucile da battaglia - 7,62 mm NATO: sotto licenza FN FAL)
  - C1D (Canada - fucile da battaglia - 7,62 mm NATO: sotto licenza FN FAL)
  - C1A1D (Canada - fucile da battaglia - 7,62 mm NATO: sotto licenza FN FAL)
- C1 SMG (Canada - mitra 9 × 19 mm Parabellum)
- C2 (Canada - mitragliatrice leggera - 7,62 mm NATO: sotto licenza FN FALO)
  - C2A1 (Canada - mitragliatrice leggera - 7,62 mm NATO: sotto licenza FN FALO)
- C3 (UK - fucile a ripetizione - 7,62 mm NATO: Canadian Service Weapon)
  - C3A1 (UK - fucile a ripetizione - 7,62 mm NATO: Canadian Service Weapon)
- C3 MG (Canada - mitragliatrice media - 7,62 mm NATO: converted M1919A4 Browning MG)
- C6 (Belgium - mitragliatrice da uso generale - 7,62 mm NATO: MAG58 GPMG)
- C7 (Canada - fucile d'assalto - 5,56 mm NATO: sotto licenza Colt M16)
  - C7A1 (Canada - fucile d'assalto - 5,56 mm NATO: sotto licenza Colt M16)
  - C7A2 (Canada - fucile d'assalto - 5,56 mm NATO: sotto licenza Colt M16)
- C8 (Canada - fucile d'assalto compatto - 5,56 mm NATO: sotto licenza Colt M16 Carbine)
  - C8A1 (Canada - fucile d'assalto compatto - 5,56 mm NATO: sotto licenza Colt M16 Carbine)
  - C8A2 (Canada - fucile d'assalto compatto - 5,56 mm NATO: sotto licenza Colt M16 Carbine)
- C9 (Belgio - mitragliatrice leggera - 5,56 mm NATO: FN MINIMI)
  - C9A1 (Belgio - mitragliatrice leggera - 5,56 mm NATO: FN MINIMI)
  - C9A2 (Belgio - mitragliatrice leggera - 5,56 mm NATO: FN MINIMI)
- C11 7,62 mm fucile da bersaglio
- C12A1 7,62 mm fucile da cecchino
- C15 (Canada-sniper rifle 12,7 mm) .50 BMG
- CADCO Medusa (US - Revolver)
- Calico Liberty (US - fucile - 9 mm)
- Calico M100 (US - Carabina)
- Calico M100P (US - Pistola)
- Calico M110 (US -
- Calico M900S (US -
  - Calico M900A (US - mitra)
  - Calico M960A (US - mitra)
- Calico M950 (US - Pistola)
- Caliver
- Camel Gatling Gun
- Campo-Giro Model 1904 (Spagna - Pistola - 7,65 × 17 mm/.32 ACP)
- Campo-Giro Model 1913 (Spagna - Pistola - 9 × 23 mm Largo)
- Campo-Giro Model 1913/16 (Spagna - Pistola - 9 × 23 mm Largo)
- Cane Gun
- Carl Gustav 1873 (Svezia -
- Carl Gustav 1889 (Svezia -
- Carl Gustav M/45B (Svezia - mitra - 9 × 19 mm Parabellum)
- Carl Gustav M96/38 (Svezia -
- Carl Gustav CG-40 (Svezia - mitragliatrice da uso generale - 40 × 53 mm Grenade)
- CETME
- CETME Mod L
- CETME Mod LC
- CETME Ameli (Spagna - mitragliatrice leggera - 5,56 mm NATO)
- CEV M1 (Brasile - mitra - 9 × 19 mm Parabellum & .45 ACP)
- Chamelot Delvigne French 1873 (Francia - Revolver -
- Chamelot-Delvigne Mod. 1874 (Italia - Revolver d'ordinanza - cal. 10,35 mm)
- Charter Arms Bulldog
- Chatellerault 1837 Marine Model (Francia - Pistola -
- Chauchat Machine Gun (Francia - mitragliatrice leggera -
- Mauser 1895 (Cile - fucile - 7 × 57 mm)
- China Lake NATIC (US - lanciagranate a pompa - 40 × 46 mm Grenade)
- Chinese Type 54 Pistola (Cina - Pistola - 7,62 × 25 mm)
- Chinese Type 56 fucile (Cina - fucile d'assalto - 7,62 × 39 mm)
- Chinese Type 56 Carabina (Cina - Carabina - 7,62 × 39 mm)
- Chinese Type 59 Pistola (Cina - Pistola - 9 × 18 mm)
- Chinese Type 63 Rifle (Cina - fucile d'assalto - 7,62 × 39 mm)
- Chinese Type 64 Pistola (Cina - Pistola - 7,62 × 17 mm: silenziata)
- Chinese Type 67 Pistola (Cina - Pistola - 7,62 × 17 mm: silenziata)
- Chinese Type 77 Pistola (Cina - Pistola - 7,62 × 17 mm)
- Chinese Type 80 Pistola (Cina - Pistola mitragliatrice - 7,62 × 25 mm)
- Christensen Arms Carbon Tactical (US - fucile a ripetizione
- Chropi rifle (Grecia - fucile - 7,62 mm)
- Chropi GP10 submachine gun (Greece - mitra - 9 mm/0.45 in)
- CIA Deer Gun (US - pistola a colpo singolo - 9 × 19 mm Parabellum)
- Ciener Ultimate Over/Under (US)
- CIS 50MG (Singapore - mitragliatrice pesante - .50 BMG)
- CIS Ultimax 100 (Singapore - mitragliatrice leggera - 5,56 mm NATO)
- Civil Defence Supply MP5-224 (Germania/UK - mitra - .224 BOZ: Modified HK MP5)
- Civil Defence Supply G-224 (Austria/UK - Pistola - .224 BOZ: modificato Glock 20)
- Civil Defence Supply PPW (UK/US - Pistola - .224 BOZ: modificato SV Infinity)
- Claridge Hi-Tec C-9 Carbine (US - carabina semiauto -
- Claridge Hi-Tec/Goncz Pistol (US - Pistola -
- Cobray CM-11 Carbine (US - carabina semiauto - 9 × 19 mm Parabellum)
- Cobray M11/9 (US - mitra - 9 × 19 mm Parabellum)
- Cobray The Rogue AOW (US - fucile a pompa)
- mitragliatrici Colt
  - Colt Commando
  - Colt Monitor R80 (US - mitragliatrice leggera - .30-'06)
  - Colt Vickers (US - mitragliatrice pesante)
- pistole Colt
  - Colt Model 1900 (US - Pistola - .38 ACP)
  - Colt Model 1902 Sporting/Military (US - Pistola - .38 ACP)
  - Colt Model 1903 Pocket Hammer (US - Pistola - .38 ACP)
  - Colt M1903 Pocket Hammerless (US - Pistola - 7,65 × 17 mm/.32 ACP)
  - Colt Model 1905 Military (US - Pistola - .45 ACP)
  - Colt Model 1907 Military (US - Pistola - .45 ACP: Prototipo)
  - Colt M1908 Pocket Hammerless (US - Pistola - 9 × 17 mm/.380 ACP)
  - Colt Model 1908 Vest Pocket (US - Pistola - 6,35 mm/.25 ACP)
  - Colt Model 1909 (US - Pistola - .45 ACP: Prototipo)
  - Colt Model 1910 (US - Pistola - .45 ACP: Prototipo)
  - Colt M1911 (US - Pistola - .45 ACP)
    - Colt M1911A1 (US - Pistola - .45 ACP)
    - Colt M1911A2 (US - Pistola - .45 ACP: Prototipo)

  - Colt Ace (US - Pistol - .22 LR)
    - Colt Service Ace (US - Pistola - .22 LR)

  - Colt Combat Elite (US - Pistola - .45 ACP)
  - Colt Commander (US - Pistola - 9 × 19 mm Parabellum, .38 Super, & .45 ACP)
    - Colt Combat Commander (US - Pistola - 9 × 19 mm Parabellum, .38 Super, & .45 ACP)
    - Colt Commander Gold Cup (US - Pistola - .45 ACP)

  - Colt Defender (US - Pistola - .40 S&W & .45 ACP)
    - Colt Delta Elite (US - Pistola - 10 mm Auto)

  - Colt Delta Gold Cup (US - Pistola - 10 mm Auto)
  - Colt Double Eagle (US - Pistola - 10 mm Auto & .45 ACP)
  - Colt Gold Cup (US - Pistola - .45 ACP)
  - Colt Government Model (US - Pistola - 9 × 19 mm Parabellum, .38 Super, .40 S&W, & .45 ACP)
  - Colt Government Model .380 (US - Pistola - 9 × 17 mm/.380 ACP)
  - Colt Mustang (US - Pistola - 9 × 17 mm/.380 ACP)
  - Colt OHWS (US - Pistola - .45 ACP)
  - Colt Pocket 9 (US - Pistola - 9 × 19 mm Parabellum)
  - Colt Pony (US - Pistola - 9 × 17 mm/.380 ACP)
    - Colt Pony Pocketlite (US - Pistola - 9 × 17 mm/.380 ACP)
- revolver Colt
  - Colt M1836 Patterson (US - Revolver - .31 caliber fulminante, palla e povere nera)
  - Colt M1847 Walker (US - Revolver - .44 caliber fulminante, palla e povere nera)
  - Colt Dragoon (US - Revolver)
  - Colt M1851 Navy (US - Revolver - .36 caliber fulminante, palla e povere nera)
  - Colt/Root M1855 (US - Revolver - .31 caliber fulminante, palla e povere nera)
  - Colt M1860 Army (US - Revolver - .44 caliber fulminante, palla e povere nera)
  - Colt M1861 Navy (US - Revolver)
  - Colt M1862 Pocket Navy (US - Revolver)
  - Colt M1862 Police (US - Revolver - .36 caliber fulminante, palla e povere nera)
  - Colt Baby Dragoon (US - Revolver)
  - Colt M1873 Single Action Army (US - Revolver - .45 Colt)
    - Colt Bisley (US - Revolver)
    - Colt Frontier Sixshooter (US - Revolver - .44-40)
    - Colt New Frontier (US - Revolver)
    - Colt Peacemaker (US - Revolver)

  - Colt M1877 Lightning Double Action (US - Revolver - .38 Long Colt)
  - Colt M1877 Thunderer Double Action (US - Revolver - .41 Long Colt)
  - Colt M1878 Frontier Double Action (US - Revolver - .38-40, .44-40, & .45 Colt)
  - Colt M1889 New Navy (US - Revolver - .38 Long Colt)
  - Colt M1892 New Army (US - Revolver - .38 Long Colt)
  - Colt M1894 New Army (US - Revolver - .38 Long Colt)
  - Colt M1905 New Marine (US - Revolver - .38 Long Colt)
  - Colt M1908 Army Special (US - Revolver - .38 Special)
  - Colt New Service (US - Revolver - .38 Special, .357 Magnum, .38-40, .44 Special, .44-40, .45 Colt, .45 ACP, & .455 Eley)
    - Colt M1909 (US - Revolver - .45 Colt)
    - Colt M1917 (US - Revolver - .45 ACP)
    - Colt New Service Target (US - Revolver - .44 Special, .45 Colt, & .45 ACP)
    - Colt Shooting Master (US - Revolver - .38 Special, .357 Magnum, .44 Special, .45 Colt, & .45 ACP)

  - Colt Camp Perry (US - Revolver a colpo singolo - .22 LR)
  - Colt Pocket Positive (US - Revolver - .32 Colt Police Positive/Colt New Police/.32 S&W Long)
  - Colt Police Positive (US - Revolver - .32 Police Positive/.32 S&W Long & .38 Colt Police Positive/.38 S&W)
    - Colt Police Positive Target (US - Revolver - .22 LR & .32 Colt Police Positive)
    - Colt Bankers Special (US - Revolver - .22 LR & .38 Colt Police Positive)

  - Colt Police Positive Special (US - Revolver - .32-20 WCF & .38 Special)
    - Colt Detective Special (US - Revolver - .22 LR, .32 Colt New Police, & .38 Special)
      - Colt Cobra (US - Revolver - .22 LR, .32 Colt New Police, & .38 Special)
      - Colt Agent (US - Revolver - .38 Special)

    - Colt Diamondback (US - Revolver - .22 LR & .38 Special)
    - Colt Viper (US - Revolver - .38 Special)

  - Colt Official Police (US - Revolver - .22 LR, .38 S&W, & .38 Special)
    - Colt Army Special (US - Revolver - .32-20 WCF, .38 Special, & .41 Long Colt)
    - Colt Officers Model Special (US - Revolver - .22 LR)
    - Colt Officers Model Target (US - Revolver - .38 Special)
    - Colt Officers Model Match (US - Revolver - .22 LR & .38 Special)
    - Colt Commando (US - Revolver - .38 Special)
    - Colt Marshall (US - Revolver - .38 Special)
    - Colt .357 (US - Revolver - .357 Magnum)
    - Colt Trooper (US - Revolver - .357 Magnum)

  - Colt Python (US - Revolver - .357 Magnum)
  - Colt Python Hunter (US - Revolver - .357 Magnum)
  - Colt Python Silhouette (US - Revolver - .357 Magnum)
  - Colt Python Target (US - Revolver - .38 Special)
  - Colt Frontier Scout (US - Revolver - .22 LR)
    - Colt Buntline Scout (Italia su licenza US - Revolver - .22 LR)

  - Colt Trooper Mk III (US - Revolver - .22 LR, .22 Magnum, & .357 Magnum)
    - Colt Border Patrol (US - Revolver - .357 Magnum)
    - Colt Lawman Mk III (US - Revolver - .357 Magnum)
    - Colt Metropolitan Mk III (US - Revolver - .38 Special)
    - Colt Official Police Mk III (US - Revolver - .38 Special)

  - Colt Trooper Mk V (US - Revolver - .357 Magnum)
    - Colt Lawman Mk V (US - Revolver - .357 Magnum)
    - Colt Boa (US - Revolver - .357 Magnum)
    - Colt Peacekeeper (US - Revolver - .357 Magnum)

  - Colt King Cobra (US - Revolver - .357 Magnum)
  - Colt Anaconda (US - Revolver - .44 Magnum & .45 Colt)
  - Colt SF-VI (US - Revolver - .38 Special)
    - Colt DS-II (US - Revolver - .38 Special)
    - Colt Magnum Carry (US - Revolver - .357 Magnum)
    - Colt Survivor (US - Revolver)
- fucili Colt
  - Colt Accurized Rifle (US - fucile semiauto - 5,56 mm NATO)
  - Colt ACR (US - fucile d'assalto - 5,56 mm NATO)
  - Colt AR-15 SP1 (US - fucile semiauto - 5,56 mm NATO)
  - Colt AR15A2 Carbine (US - carabina semiauto - 5,56 mm NATO)
  - Colt M16 (US - fucile d'assalto - 5,56 mm NATO)
    - Colt M16A1 (US - fucile d'assalto - 5,56 mm NATO)
    - Colt M16A1 Model 635 (US - fucile d'assalto compatto - 5,56 mm NATO)
    - Colt M16A2 (US - fucile d'assalto - 5,56 mm NATO)
    - Colt M16A3 (US - fucile d'assalto - 5,56 mm NATO)
    - Colt M16A4 (US - fucile d'assalto - 5,56 mm NATO)

  - Colt M4 (US - fucile d'assalto compatto - 5,56 mm NATO)
    - Colt M4A1 (US - fucile d'assalto compatto - 5,56 mm NATO)
    - Colt M4A2 (US - fucile d'assalto compatto - 5,56 mm NATO)
- mitra Colt
  - Colt Model 639 (US - mitra - 9 × 19 mm Parabellum)
- Combined Service Forces 205th Armory
  - T57 (Taiwan - fucile - 7,62 mm NATO)
  - T57 (Taiwan - mitragliatrice - 7,62 mm NATO)
  - T74 (Taiwan - mitragliatrice - 7,62 mm NATO)
  - T75 (Taiwan - mitragliatrice leggera - 5,56 mm NATO)
  - T75 (Taiwan - Pistola - 9 × 19 mm Parabellum)
  - T77 (Taiwan - mitra - 9 × 19 mm Parabellum)
  - T65 (Taiwan - fucile d'assalto - 5,56 mm NATO)
    - T65K2 (Taiwan - fucile d'assalto - 5,56 mm NATO)

  - T85 (Taiwan - fucile a pompa -)
  - T86 (Taiwan - fucile d'assalto compatto - 5,56 mm NATO)
  - T90 (Taiwan - mitragliatrice pesante - .50 BMG)
  - T91 (Taiwan - fucile d'assalto compatto - 5,56 mm NATO)
  - T93 (Taiwan - fucile da cecchino - 7,62 mm NATO)
- Competition Shooting Sports 6.5 CSS (US - fucile semiauto - 6.5 mm Grendel)
- Coonan Model A (US - Pistola - .357 Magnum)
  - Coonan Model B (US - Pistola - .357 Magnum)
- COP 357 (US - Pistola - .357 Magnum)
- Crossfire Mk 1 (US - fucile a pompa - 5,56 mm NATO/12 Gauge)
- Cugir M92 (Romania - Pistola - 9 × 19 mm)
- CZ-22 (Repubblica Ceca - Pistola - 9 × 17 mm/.380 ACP)
- CZ 23 (Repubblica Ceca- pistola mitragliatrice - 9 mm parabellum)
  - CZ 25 (Repubblica Ceca- pistola mitragliatrice - 9 mm parabellum)
- CZ-24 (Repubblica Ceca- Pistola - 9 × 17 mm/.380 ACP)
- CZ-27 (Repubblica Ceca- Pistola - 7,65 × 17 mm/.32 ACP)
- CZ 36 (Repubblica Ceca - Pistola - 6,35 mm/.25 ACP)
- CZ-38 (Repubblica Ceca- Pistola - 9 × 17 mm/.380 ACP)
- CZ-40 (Repubblica Ceca- Pistola - .40 S&W)
- CZ 45 (Repubblica Ceca- Pistola - 6,35 mm/.25 ACP)
- CZ-50 (Repubblica Ceca- Pistola - 7,65 × 17 mm/.32 ACP)
- CZ vz52 (Pistol) (Repubblica Ceca- Pistola - 7,62 × 25 mm)
- CZ vz52 (Rifle) (Repubblica Ceca- fucile semiauto - 7,62 × 45 mm)
- CZ vz52/57 (Rifle) (Repubblica Ceca- fucile semiauto - 7,62 × 39 mm)
- CZ-70 (Repubblica Ceca- Pistola - 7,65 × 17 mm/.32 ACP)
- CZ 75 (Repubblica Ceca - Pistola - 9 × 19 mm Parabellum & .40 S&W)
- CZ-82 (Repubblica Ceca- Pistola - 9 × 18 mm Makarov)
- CZ-83 (Repubblica Ceca- Pistola - 7,65 × 17 mm/.32 ACP, 9 × 17 mm/.380 ACP, & 9 × 18 mm Makarov)
- CZ 85 (Repubblica Ceca - Pistola - 9 × 19 mm Parabellum & .40 S&W)
- CZ 92 (Repubblica Ceca - Pistola - 6,35 mm/.25 ACP)
- CZ 97B (Repubblica Ceca - Pistola - .45 ACP)
- CZ-99 (Repubblica Ceca - Pistola - 9 × 19 mm Parabellum & .40 S&W)
  - CZ-99S
- CZ 100 (Repubblica Ceca - Pistola - 9 × 19 mm Parabellum & .40 S&W)
- CZ 101 (Repubblica Ceca - Pistola - 9 × 19 mm Parabellum & .40 S&W)
- CZ-110 (Repubblica Ceca - Pistola - 9 × 19 mm Parabellum & .40 S&W)
- CZ-122 (Repubblica Ceca - Pistola - .22 LR)
- CZ-452 2E (Repubblica Ceca - fucile a ripetizione - .22 LR)
- CZ-502.5 (Repubblica Ceca- fucile a pompa O/U - .222R/6,5 × 55/7 × 57R/.308W-20/76,12/70)
- CZ-511 (Repubblica Ceca- fucile semiauto - .22 LR)
- CZ-452(Repubblica Ceca - fucile a ripetizione - .17 HMR/.22 LR)
- CZ-452 Varmint(Repubblica Ceca - fucile a ripetizione - .17 HMR/.22 LR)
- CZ-527 (Repubblica Ceca - fucile a ripetizione - .17 Rem/.22 Hornet/.204 Ruger/.221 Fireball/.222_Rem/.223 Rem/7,62 × 39 mm)
  - CZ-527 Varmint (Repubblica Ceca - fucile a ripetizione - .17 Rem/.204 Ruger/.223 Rem)
- CZ-550 (Repubblica Ceca - fucile a ripetizione - vari calibri)
- CZ-750 (Repubblica Ceca- fucile a ripetizione - .308 Win)
- CZ-581 Mod.4 (Repubblica Ceca- fucile a pompa O/U
- CZ-584 Mod.4 (Repubblica Ceca- fucile a pompa O/U
- CZ 2075 RAMI (Repubblica Ceca - Pistola - 9 × 19 mm Parabellum & .40 S&W)
- CZ Model 2 (Repubblica Ceca- fucile a ripetizione - .22 LR)
- CZ Model 23 (Repubblica Ceca- mitra -
- CZ Model 24 (Repubblica Ceca- mitra -
- CZ Model 25 (Repubblica Ceca- mitra -
- CZ Model 26 (Repubblica Ceca- mitra -
- CZ Lada (Repubblica Ceca- fucile d'assalto - 5,45 × 39 mm)
  - CZ 2000 (Repubblica Ceca- fucile d'assalto - 5,56 × 45 mm)
- CZ P01 (Repubblica Ceca - Pistola - 9 × 19 mm Parabellum)
- CZ Scorpion (Repubblica Ceca- mitra - 7,65 × 17 mm/.32 ACP, 9 × 17 mm/.380 ACP, 9 × 18 mm Makarov, & 9 × 19 mm Parabellum)
  - CZ vz61 (Repubblica Ceca- mitra - 7,65 × 17 mm/.32 ACP)
  - CZ 91 (Repubblica Ceca- carabina semiauto - 7,65 × 17 mm/.32 ACP)
- CZ vz58 (Repubblica Ceca- fucile d'assalto - 7,62 × 39 mm)
- CZ-TT (Repubblica Ceca - Pistola 9 × 19 mm Luger/Parabellum;.40 S&W;.45ACP)

## D
- Daewoo DAR-21 (Sud Corea - fucile d'assalto - 5,56 mm NATO)
- Daewoo DH380 (Sud Corea - Pistola - 9 × 17 mm/.380 ACP)
- Daewoo DH40 (Sud Corea - Pistola - .40 S&W)
- Daewoo DH45 (Sud Corea - Pistola - .45 ACP)
- Daewoo DP51 (Sud Corea - Pistola - 9 × 19 mm Parabellum)
- Daewoo DR-200 (Sud Corea - fucile d'assalto - 5,56 mm NATO)
- Daewoo DR-300 (Sud Corea - fucile d'assalto - 7,62 × 39 mm)
- Daewoo K1 (Sud Corea - fucile d'assalto compatto - 5,56 mm NATO)
  - Daewoo K1A (Sud Corea - fucile d'assalto compatto - 5,56 mm NATO)
- Daewoo K2 (Sud Corea - fucile d'assalto - 5,56 mm NATO)
- Daewoo K3 (Sud Corea - mitragliatrice leggera - 5,56 mm NATO)
- Daewoo K4
- Daewoo K5
- Daewoo K6
- Daewoo K7 (Sud Corea - mitra - 9 × 19 mm Parabellum)
- Daewoo USAS-12 (Sud Corea - fucile a pompa - 12 Gauge)
- Daisy 600 (US - fucile a ripetizione - .50 BMG)
- Daisy-Heddon VL (US)
- Dan Wesson M1911 ACP Pistol
- DAO-12 (Sudafrica - fucile a pompa d'assalto (automatico) - 12 gauge, caricatore a tamburo da 12 colpi.)
- Dardick Modelli 1100 and 1500 (US - Pistola - .38 Dardick tround)
- Deer gun (US - 9 mm)
- De Lisle Carbine (UK - carabina a ripetizione - .45 ACP)
- IMI Desert Eagle (U.S. - Pistola - 9 mm parabellum, .357 magnum, 0.44 magnum, .50 action express)
- DEB-M21
- Destroyer carbine (Spain - carabina a ripetizione - 9 × 23 mm Largo)
- Detonics Combat Master Mk 6 (US - Pistola - .45 ACP)
- Detonics Combat Master Mk 7 (US - Pistola - .45 ACP)
- Devel M59 (US - Pistola - 9 × 19 mm Parabellum)
- Diemaco C7
  - Diemaco C7A1
  - Diemaco C7A2
  - Diemaco C7CT
  - Diemaco C7FT
  - Diemaco C7LSW
  - Diemaco C7LSW99
  - Diemaco C7-M203A1
- Diemaco C8
  - Diemaco C8A1
  - Diemaco C8A2
  - Diemaco C8CT
  - Diemaco C8FT
  - Diemaco C8FTHB
  - Diemaco C8SFW
    - L119A1

  - Diemaco C8SFSW
- Diemaco Chain Gun
- Dlask Mini Moose
- DMAX .45 ACP Carbine
- DOG-1 Revolver
- Downsizer Corporation WSP pistola subcompatta
- DP LMG
- DPM LMG
- DPMS A-15 Jungle Wolf
- DPMS Kitty Kat
- DPMS Panther Bull A-15
- Dragoon Pistol pistola a colpo singolo inglese del 1830
- Dragunov (Russia - fucile semiauto - 7,62 × 54 mm R)
- Dreyse M1907 (Germania - pistola semiauto - 7,65 mm ACP)
  - RM & M Dreyse (Germania - pistola semiauto - 9 mm Parabellum)
- Dreyse needle gun (Germania - colpo singolo, a ripetizione - 15.43 mm)
- DSA SA58
- DSA SA58 Carbine
- DShK 1938
- DWM Artillery Luger

## E
- EAA Witness
  - Witness Compact
  - Witness Ploymer
  - Witness P-carry
  - Witness Hunter
  - Witness Match
  - Witness Stock
  - Witness Limited
  - Witness Gold
- EBO Kefefs (Grecia - fucile da cecchino)
- EDM Arms Windrunner
- ELF submachinegun
- EM-2 (UK - fucile d'assalto - 7 × 43 mm Mk1Z)
- ENARM MMG
- ENARM MSM
- ENARM PENTAGUN
- ENARM SMG
- Enfield 1853 Rifled Musket
- Enfield EM2
- Enfield 1917 (US - Military .30-06)
- Enfield Pattern 1914 (UK - .303 British)
- Enfield Revolver
  - Enfield Mk I/Mk II
  - Enfield No. 2 Mk. I
- Enfield percussion pistol .68 cal
- Enfield SA80
  - Enfield L85A1 IW
    - Enfield L85A2 IW

  - Enfield L86A1 LSW
    - Enfield L86A2 LSW

  - Enfield L98A1 CGP
- Enfield XL64E5
- Enfield XL70E3
- Enfield XL69E1 LMG
- Enfield XL70
- Enfield XL64 4.85 mm arma induividuale per braccio destro
- Enfield XL65 4.85 mm arma induividuale per braccio destro leggera
- Enfield XL68 4.85 mm arma induividuale per braccio sinistro
- Enfield XL69 4.85 mm arma induividuale per braccio sinistro leggera
- Enfield XL70 5,56 mm arma induividuale per braccio destro
- Enfield XL73 5,56 mm arma induividuale per braccio destro da supporto
- Enfield XL76 37 mm ARWEN
- Enfield XL77 37 mm ARWEN
- Erma DSR1
- Erma EMP 44
- Erma LA .22
- Erma SR100
- EXCALIBUR MK11

## F
- Fabrique Milita 37 mm fucile antisommossa
- FAMAE FD2000
- FAMAE FN750
- FAMAE FT2000
- FAMAE Mini SAF 9 × 19 mm Parabellum
- FAMAE SAF 9 × 19 mm Parabellum
- FAMAE SG 540-1
- FAMAE SG 542-1
- FAMAE SG 543-1
- FAMAS
  - FAMAS F1
  - FAMAS G1
  - FAMAS G2
- FARA 83
- FAVS Stradivari
- FBP (Portogallo - mitra - 9 × 19 mm Parabellum)
  - FBP m/948
  - FBP m/963
  - FBP m/976
- Feather Industries AT-9 Carbine
- Feather Industries AT-22
- Feather Industries AT-22 Carbine
- Federal Engineering Corporation XC220
- FEG Model 48 WALAM
- FEG Model 58
- FEG PA-63
- FEG R
- FG42
- Fiala 1921/1926
- Fiat-Revelli Modello 14 (Italia - mitragliatrice media - 6.5 × 52 mm Carcano)
- Fiat-Revelli Modello 17 (Italia-mitragliera pesante 25/41, prodotta in piccolissima serie derivata dalla Vickers, calibro 25/82 rimless)
- Fiat-Revelli modello 35 (Italia - mitragliatrice media - 8 mm)
- Firefly SMG - 9 × 19 mm Parabellum
- Floro MK-9
- FM 24/29 LMG Chatellerault
- FN 303 (Belgio - lanciagranate ad aria compressa - 12 gauge)
- FN Barracuda (Belgio/Spagna - Revolver - 9 × 19 mm Parabellum & .357 Magnum: Astra Police Variant)
- FN BRG-15 (Belgio - mitragliatrice pesante - 15.5 × 115 mm)
- FN CAL (Belgio - fucile d'assalto - 5,56 mm NATO)
- FN F2000 (Belgio - fucile d'assalto - 5,56 mm NATO)
- FN FAL (Belgio - fucile da battaglia - 7,62 mm NATO)
  - FN FAL 50.00 (Belgio - fucile da battaglia - 7,62 mm NATO)
  - FN FAL 50.61 (Belgio - fucile da battaglia - 7,62 mm NATO)
  - FN FAL 50.63 (Belgio - fucile da battaglia - 7,62 mm NATO)
  - FN FAL 50.64 (Belgio - fucile da battaglia - 7,62 mm NATO)
  - L1A1 (UK - fucile da battaglia - 7,62 mm NATO: Licensed Production FN FAL)
  - FN FALO 50.41 (Belgio - LMG - 7,62 mm NATO)
  - FN FALO 50.42 (Belgio - LMG - 7,62 mm NATO)
- FN Five-seveN (Belgio - Pistol - 5.7 × 28 mm)
- FN FNC (Belgio - Assault Rifle - 5,56 mm NATO)
  - FN FNC Para (Belgio - Compact Assault Rifle - 5,56 mm NATO)
- FN GP35 (Belgio - Pistola - 9 × 19 mm Parabellum)
  - FN L9A1 (Belgio - Pistola - 9 × 19 mm Parabellum: British Service Pistol)
- FN HP-DA (Belgio - Pistola - 9 × 19 mm Parabellum)
- FN MAG58 (Belgio - GPMG - 7,62 mm NATO)
  - C6 (Belgio - GPMG - 7,62 mm NATO: Canadian Service Weapon)
  - L7 (UK - GPMG - 7,62 mm NATO: British Service Weapon)
  - Ksp58 (Belgio - GPMG - 6.5 × 55 mm: Swedish Service Weapon)
  - Ksp58B (Belgio - GPMG - 7,62 mm NATO: Swedish Service Weapon)
  - M240 (US - GPMG - 7,62 mm NATO: Co-axial MG for M1 Abrams)
    - M240B (US - GPMG - 7,62 mm NATO: Ground Version for US Army)
    - M240C (US - GPMG - 7,62 mm NATO: Co-axial MG for M2/M3 Bradley)
    - M240D (US - GPMG - 7,62 mm NATO: Aviation Version)
    - M240E6 (US - GPMG - 7,62 mm NATO: Lightweight M240B - Titanium Receiver)
    - M240G (US - GPMG - 7,62 mm NATO: Ground Version for US Marines)
    - M240H (US - GPMG - 7,62 mm NATO: Aviation Version)
    - M240N (US - GPMG - 7,62 mm NATO: Naval Version)
- FN MINIMI (Belgio - LMG - 5,56 mm NATO)
  - C9 (Belgio - LMG - 5,56 mm NATO: Canadian Service Weapon)
  - F89 (Australia - LMG - 5,56 mm NATO: Licensed Production FN MINIMI)
  - FN MINIMI Para (Belgio - LMG - 5,56 mm NATO: Short Version)
  - Ksp90 (Svezia - LMG - 5,56 mm NATO: Swedish Service Weapon)
  - M249 (US - LMG - 5,56 mm NATO: US Service Weapon)
    - M249 SPW (US - LMG - 5,56 mm NATO: Special Purpose Weapon)
      - FN Mk 46 Mod 0 (US - LMG - 5,56 mm NATO: US Special Forces Weapon)

    - FN Mk 48 Mod 0 (US - LMG - 7,62 mm NATO: US Special Forces Weapon)
- FN Model 30-11 (Belgio - Bolt Action Rifle - 7,62 mm NATO & 7.92 × 57 mm)
- FN Model 1900 (Belgio - Pistola - 7,65 × 17 mm/.32 ACP)
- FN Model 1903 (Belgio - Pistola - 9 × 20 mm Browning Long)
- FN Model 1905 (Belgio - Pistola - .25 ACP)
- FN Model 1910 (Belgio - Pistola - 7,65 × 17 mm/.32 ACP & 9 × 17 mm/.380 ACP)
- FN Model 1922 (Belgio - Pistola - 7,65 × 17 mm/.32 ACP & 9 × 17 mm/.380 ACP)
- FN Model 1949 (Belgio - Semi-Auto Rifle -
- FN P90 (Belgio - PDW - 5.7 × 28 mm)
- FN PS90 (Belgio - Carabina - 5.7 × 28 mm)
- FN SCAR-L (US - Assault Rifle - 5,56 mm NATO)
- FN SCAR-H (US - Assault Rifle - 7,62 mm NATO)
- FN 140DA (Belgio/Italia - Pistola - 7,65 × 17 mm/.32 ACP & 9 × 17 mm/.380 ACP: Beretta Model 81/84 Variant)
- FN 303 (US -
- Fort 12 (Ucraina - Pistola - 9 × 18 mm Makarov)
- Fort 14 (Ucraina - Pistola - 9 × 18 mm PM/Makarov)
- Fort 17 (Ucraina - Pistola - 9 × 18 mm PM/Makarov)
- Fox Wasp Carbine
- FPW 1918
- FR Ordnance MC51
- FR8 Spanish Training Rifle .308
- Franchi Diana (Italia - SxS Shotgun)
- Franchi LAW-12 (Italia - Shotgun - 12 Gauge)
- Franchi PA-3 (Italia - Pump Action Shotgun - 12 Gauge)
- Franchi SAS-12 (Italia - Shotgun - 12 Gauge)
- Franchi SPAS-11 (Italia - Semi-Auto/Pump Action Shotgun - 12 Gauge)
- Franchi SPAS-12 (Italia - Semi-Auto/Pump Action Shotgun - 12 Gauge)
- Franchi SPAS-14 (Italia - Semi-Auto/Pump Action Shotgun - 12 Gauge)
- Franchi SPAS-15 (Italia - Semi-Auto/Pump Action Shotgun - 12 Gauge)
- French Pattern 1777 17,5 mm
- French MLE 1917 Rifle
- French Navy model 1858 revolver
- French Model 1842
- FR-F1 Sniper Rifle
- FR-F2 sniper rifle
- Frommer 1910
- Frommer Stop pistol
- Früwirth-system Repeating Gendarme Rifle M1872
- Furr Carriage Gun
- FX-05 Xiuhcoatl (Messico - fucile d'assalto - 5,56 × 45 mm NATO/6,8 × 43 mm SPC)

## G
- G3 (Spagna/Germania - fucile d'assalto - 7,62 mm NATO)
  - G3A1 (Spagna/Germania - fucile d'assalto - 7,62 mm NATO) con calcio ripiegabile
  - G3A2 (Spagna/Germania - fucile d'assalto - 7,62 mm NATO)
  - G3A3 (Spagna/Germania - fucile d'assalto - 7,62 mm NATO)
- G98/40
- Garand
- M1870 Gasser
  - M1870/74
  - M1870/74 Gasser Montenegrin (famoso perché era obbligatorio da portare dai civili in Montenegro)
- Gaulois 1893
- Gauntlet gun
- General Electric M134 Minigun (USA - mitragliatrice rotante - 7,62 mm NATO)
- Gepard
- GIAT PAMAS-G1
- Girandoni
- Glisenti Modello 1910 (Svizzera - pistola semiauto - 9 mm Glisenti)
- Serie Glock (Austria - Pistole)
  - Glock 17 9 mm parabellum
  - Glock 17L 9 mm parabellum
  - Glock 18
  - Glock 19 9 mm parabellum
  - Glock 20 10 mm auto
  - Glock 21 calibro.45 auto
  - Glock 22 calibro.40
  - Glock 23 calibro.40
  - Glock 24
  - Glock 25 calibro.380 auto
  - Glock 26 9 mm parabellum
  - Glock 27 calibro.40
  - Glock 28 calibro.380 auto
  - Glock 29 10 mm auto
  - Glock 30 calibro.45 auto
  - Glock 31 calibro.357
  - Glock 32 calibro.357
  - Glock 33 calibro.357
  - Glock 34 9 mm parabellum
  - Glock 35 calibro.40
  - Glock 36 calibro.45 auto
  - Glock 37 calibro.45 G.A.P.
  - Glock 38 calibro.45 G.A.P.
  - Glock 39 calibro.45 G.A.P.

Serie C con compensatore per tiro più accurato (i calibri sono come sopra)
- - Glock 17C
  - Glock 19C
  - Glock 20c
  - Glock 21C
  - Glock 22C
  - Glock 23C
- GORDA SCH-21
- Golden gun (pistola dal set del film di James Bond "L'uomo con la pistola d'oro")
- GOBLIN submachine gun
- GONCZ High-Tech GA-9
- Grandpower K100 (Slovacchia - Pistola - 9 × 19 mm Parabellum)
- Grendel P30
- Grendel R31
- Grendel S16
- GSh-18
- GWB MPi-KMS
- GWB MPi-KS
- GWB STG-941
- GWB STG-942
- GWB STG-943
- Gyrojet Series
- G 17

## H
- H&R M-4 Survival Gun
- H&R Ultra Varmint
- HAC-7 (Holloway Arms Co)
- Fucile Hakim (7.92 × 57 mm Mauser)
- Hammerli 102-109
- Hammerli 120
- Hammerli 150
- Hammerli 160
- Hammerli 162
- Hammerli FP10
- Hammerli FP60
- Hammerli 208
- Hammerli 230
- Hammerli 240
- Hammerli 280
- Harris Gun Works M-86
- Harris Gun Works M-92
- Harris Gun Works M-96
- Hastings 9 mm rifle
- HDH Revolver
- Helenius 12.7 mm (Fucile anticarro - 12.7 mm)
- Helenius 20 mm (fucile anticarro - 20 mm)
- Helwan (Egitto - pistola semiauto - 9 mm Parabellum)
- Henry Rifle (USA - fucile a leva - 0.45 rimfire)
- Hesse Arms 50 BMG Rifle
- Heym Express Magnum (Germania - fucile a ripetizione - vari)
- Hi Standard Supermatic Citation Model 107 Military
- High Standard Model 10 (US - fucile a pompa semiauto - 12 Gauge)
- High Standard Model 10A
- High Standard Model 10B
- High Standard Derringer
- Hi-Point .45 ACP
- Hi-Point 995 Carbine

H&K/Heckler & Koch/HK - Germania
- HK4
- P11
- HK 11
- Heckler & Koch 11A1
- Heckler & Koch 11E
- HK 13
- HK 13E
- HK 21 (fucile di precisione)
- HK 21A1
- HK21E
- Heckler & Koch HK 23
- Heckler & Koch 23E
- Heckler & Koch 73
- Heckler & Koch 32
- Heckler & Koch 32KA3
- HK 33 (fucile d'assalto)
- HK 33A2
- HK 33A3
- HK 33E
- HK 33ESA3
- HK 33E-TGS
- HK 33KA3
- HK 33SG/1
- Heckler & Koch 36 (4.6 × 36 mm Prototype)
- Heckler & Koch 41 (Reservist Rifle)
- Heckler & Koch 43
- Heckler & Koch HK45
- Heckler & Koch 51 (Vollmer Conversion)
- Heckler & Koch 51A2
- Heckler & Koch 51A3
- Heckler & Koch 51K
- HK 53
- HK 53 MICV
- HK 53A2
- HK 53A3
- HK 53B (Vollmer Conversion)
- HK 53K (Vollmer Conversion)
- HK 54
- Heckler & Koch 54A1
- Heckler & Koch 69 (40 mm Grenade Launcher)
- Heckler & Koch 69A1 (40 mm Grenade Launcher)
- Heckler & Koch 73
- Heckler & Koch 79 (40 mm Grenade Launcher)
- Heckler & Koch 81
- Heckler & Koch 91
  - HK 91A2
  - HK 91A3
- HK 93
  - HK 93A2
  - HK 93A3
- HK 94
  - HK 94A2
  - HK 94A3
  - HK 94KA1
- HK 270
- HK 300
- Heckler & Koch HK416 (In precedenza HKM4 - fucile d'assalto)
- HK 417 (fucile d'assalto)
- HK 502
- HK 512
- HK 630
- HK 770
- HK 911
- HK 940
- HK ACR (variante G11)
- Heckler & Koch AG36 (lanciagranate da 40 mm)
  - HK AG-C (L17A1)
  - HK AG-NL
  - HK AG-SA (L17A2)
  - HK EGLM
  - HK XM320
- HK BASR
- HK/Benelli M1 Super 90
- HK/Benelli M3 Super 90
- HK/Benelli M1014/M4 Super 90 Combat Shotgun
- HK CAWS
- HK EFL
- HK/FABARM FP6
- HK G3
  - HK G3A1
  - HK G3A2
  - HK G3A3
  - HK G3A3 ZF
  - HK G3A4
  - HK G3A5
  - HK G3A6
  - HK G3A7
  - HK G3KA4 ZF
  - HK G3SG/1
  - HK G3-TGS
- Heckler & Koch HK21#Users
  - Heckler & Koch HK21#Users
- Heckler & Koch G11
- HK G36
  - HK G36C (compatto)
  - HK G36E
  - HK G36K (Kurz - corto)
  - HK G36KE (Kurz - corto)
- HK G41
  - HK G41A2
  - HK G41KA3
  - HK G41-TGS
- HK GMG
- Heckler & Koch GMW
- HK GR2
  - HK GR2C
  - HK GR2S
- HK GR3
  - HK GR3E A2S
  - HK GR3KS
- HK GR6
  - HK GR6C
  - HK GR6S
- HK GR9
  - HK GR9C
  - HK GR9S
- Heckler & Koch Mark23 (Germania - pistola - .45 ACP)
- HK MG4 (in precedenza HK MG43)
- HK MK23 (anche Mark 23 Mod 0 o HK SOCOM)
- HK MP5 (Maschinenpistole 5 - SMG - 9 × 19 mm parabellum)
  - HK MP5A1
  - HK MP5A2
  - HK MP5A3
  - HK MP5A4
  - HK MP5A5
  - HK MP5/10
    - HK MP5/10A2
    - HK MP5/10A3
    - HK MP5/10SD

  - HK MP5/40
    - HK MP5/40A2
    - HK MP5/40A3

  - HK MP5/M203PI
  - HK MP5 PIP
  - HK MP5F
  - HK MP5K
    - HK MP5KA1
    - HK MP5KA4
    - HK MP5KA5
    - HK MP5K-N
    - HK MP5K PDW (arma da difesa personale)

  - HK MP5N
    - HK MP5N RIS

  - HK MP5PT
  - HK MP5SD (Schalldämpfer - silenziato)
    - HK MP5SD1
    - HK MP5SD2
    - HK MP5SD3
    - HK MP5SD4
    - HK MP5SD5
    - HK MP5SD6
    - HK MP5SD-N
- HK MP7A1-PDW (arma da difesa personale - SMG - 4.6 × 30 mm)
- HK MP2000
- HK MSG3
- HK MSG90
  - HK MSG90A1
  - HK MSG90-DMR
- Heckler & Koch P2A1
- HK P7
  - HK PSP
  - HK P7M8
  - HK P7M13
  - HK P7M10
  - HK P7K3
  - HK P7M7
  - HK P7PT8
  - HK P80
- Heckler & Koch P8 (pistola - 9 × 19 mm parabellum)
- HK P9
  - HK P9S
  - HK P9K
- HK P10
- HK P11 (Pistola subacquea)
- HK P12
- HK P20
- HK P46 (in precedenza UCP - "Ultimate Combat Pistol" la migliore pistola da combattimento)
- HK P80
- Heckler & Koch P2000
  - HK P2000SK
  - HK P20
- Heckler & Koch P30
- Heckler & Koch PSG-1
- HK SL6
- HK SL7
- HK SL8
  - HK SL8-4
- HK SL9SD
- HK SLB2000
- HK SMG I
- HK SMG II
- HK SP89
- HK SR9
  - HK SR9T
  - HK SR9TC
- Heckler & Koch UMP (Universal Maschinenpistole "mitra universale")
  - HK UMP9
  - HK UMP40
  - Heckler & Koch UMPHK UMP45
- HK USC
- HK USP (Universal Self-loading Pistol "pistola semiauto universale")
  - HK USP9
    - HK P8
    - HK USP9SD

  - HK USP40
  - HK USP45
    - HK USP45 Tactical
      - HK P12

  - HK USP Compact
    - HK P10
    - HK USP Compact Tactical

  - HK USP Custom Sport
  - HK USP Expert
  - HK USP Elite
  - HK USP Match
- HK VP70 (Volks Pistole 70)
  - HK VP70M
  - HK VP70Z
- HK XM8 (US/Germania - fucile d'assalto - 5,56 mm NATO)
- HK XM29 OICW (US\Germania - Objective Individual Combat Weapon "obbiettivo arma da combattimento individuale")
- HK XM320 (US/Germania - lanciagranate - 40 mm)
- HK WSG2000
- Holek (Alfa-Proj CZ)
- Hopkins & Allen Pocket Revolver
- Hopkins & Allen XL No. 4
- Hopkins & Allen XL No. 5
- Hotchkiss
  - Hotchkiss M1909 (Francia - mitragliatrice leggera - .30-06 Springfield,8mm Lebel,.303 British)
  - Hotchkiss M1914 (Francia - mitragliatrice media - 8 mm)
- Howa Type 64 (Giappone - fucile da battaglia - 7,62 × 51 mm NATO)
- Howa Type 89 (Giappone - fucile d'assalto - 5,56 × 45 mm NATO)
  - Howa Type 89-F
- Howa M1500
- Howa M3000
- Howa AR18
- HS 2000 (Croazia - pistola semiauto; venduto nell'US da Springfield Armory, Inc. sotto la marca XD)
- Hungarian 43M Rifle (Ungheria)
- Huot automatic rifle

## I
- I.M. Arms Model 1 (mitra a doppia canna)
- I.M. Arms Model 2 (mitra a doppia canna)
- I.M. Arms Model 3 (mitra a doppia canna)
- I.M. Arms Model 5 (mitra)
- I.M. Arms Model 6 (mitra)
- IG12 AOW shotgun
- IM Metal HS2000
- IMBEL MD2
- IMBEL MD3 (fucile d'assalto)
- IMBEL Model-L (fucile d'assalto)
- IMBEL Model-LC
- IMBEL SMTR-40
- IMI Baby Eagle
- IMI Barak
- IMI Corner Shot
- IMI Desert Eagle
- IMI Dror
- Galil AR
  - IMI Galatz's
  - IMI Galil SR-99
  - IMI Galil MAR
    - IMI Magal
- IMI SP21
- IMI Uzi (Israele - pistola mitragliatrice - 9 mm parabellum)
  - IMI Mini-Uzi
  - IMI Micro-Uzi
    - IMI Para Micro-Uzi
- IMI Negev
- IMI Tavor
  - IMI Tavor 2
- IMI Timberwolf
- IMI Uzi Pistol (Israele - Pistola - 9 × 19 mm Parabellum, .45 ACP)
- INDEP Lusa A2
- Ingram Model 6
- Ingram Model 10 (US - pistola mitragliatrice - 9 mm parabellum
- Ingram Model 11
- INA Model 953
- INSAS AR556
- INSAS 5,56 mm
- Interdynamic MP-9
- INTRAC HS95
- Intratec AB-10
- Intratec CAT-380
- Intratec CAT-45
- Intratec CAT-9
- Intratec TEC-DC9 (US)
- Intratec PROTEC-25
- Intratec Tec-22 pistol
- Ishapore .410
- Ishapore 2A
- Ishapore Armory No.7 (carabina da giungla)
- Ishapore No 1 Mk III
- Ishapore No 4 Mk 1
- Ithaca Auto & Burglar (US - fucile a pompa SxS/AOW - 20 Gauge)
- Ithaca M37 (US - fucile a pompa)
- Ithaca M-6
- ITM AT84-S
- Iver Johnson 1946
- Izhmash 1130
- Izhmash MP412 REX
- Izhmash P6 (PM69)
- Izhmash TSV-1

## J
- Japanese Type 100
- Japanese Type 30
- Japanese Type 38
- Japanese Type 92
- Japanese Type 96
- Japanese Type 98
- Japanese Type 99
- Jarmann M1884
- Jatimatic GG-95 SMG PDW
- Jennings Nine
- Jennings J-22 (US - Pistola - 22 Long Rifle)
- Jericho 941
- Jericho 941 Stainless
- Jerico 941 Match
- Jezail
- J.P. Enterprises CTR-02
- J.P. Enterprises JP-15
- J.P. Enterprises JP-15/VTAC
- Johnson Model 1941

## K
- K1/K1A
- K2
- K3
- K4
- K5
- K6
- K7
- K3 Bullpup
- K100 (Slovacchia - Pistola - 9 × 19 mm Parabellum)
- KAC Masterkey
- KAC SR-15
- KAC SR-16
- KAC SR-25
- KAC SR-47
- KAC SR-50
- KAC SR-M110 SASS (XM110 fucile da cecchino semiauto)
- Kahr Arms Model 9093
- Kahr P40
- Kalashnikov KA174
- Kampfpistole
- Kanuni pistol (Turchia - Pistola - 9 × 19 mm Luger/Parabellum)
- Kashatn Submachine Gun
- Kassnar Arms M-116
- KB PPanc wz 1935
- KBK wz 96 Mini-Beryl
- KBK wz 1929
- Kbkg wz. 1960 (Polonia - fucile d'assalto\lanciagranate - 7,62 × 39 mm)
- KBP UDAR
- KBS wz 96 Beryl
- Kel-Tec P11 (US - Pistola - 9 × 19 mm Luger/Parabellum)
- Kel-Tec PF-9 (US - Pistola - 9 × 19 mm Luger/Parabellum)
- Kel-Tec P-32 (US - Pistola - 7,65 × 17 mm/.32 ACP)
- Kel-Tec P40 (US - Pistola - .40 S&W)
- Kel-Tec P3AT (US - Pistola - 9 × 17 mm/.380 ACP)
- Kel-Tec PLR-16 (US - Pistola - .223 Remington/5,56 × 45 mm NATO)
- Kel-Tec SUB-2000 (US - fucile semiauto - 9 × 19 mm Luger/Parabellum, .40 S&W)
- Kel-Tec SU-16 (US - fucile semiauto - .223 Remington/5,56 × 45 mm NATO)
- KGP-9 (Ungheria - pistola mitragliatrice)
- Khaybar KH2002
- Kimber Classic .45
- Kimber Custom (US - Pistola - .45 ACP)
  - Kimber Custom TLE II
  - Kimber Warrior
  - Kimber Desert Warrior
- Kimber Eclipse (US - Pistola - 1 mm Auto, .45 ACP)
  - Kimber Eclipse Target II
- Kimber Pro Carry (US - Pistol - .45 ACP)
- Kimber Tactical Pro II (US - Pistola - .45 ACP)
- Kimber Aegis (US - Pistola - .45 ACP)
- Kimber Ultra Carry II (US - Pistola - .45 ACP)
- Kimber Stainless Target II (US - Pistola - 9 × 19 mm Luger/Parabellum, .40 S&W, 1 mm Auto, .45 ACP)
- Kintrek Model KBP-1 .22 Caliber
- Kiraly Danuvia Modello 1939 (Ungheria - mitra)
- Kombinat (Suhl) MPi36 /KK-MPi
- Kombinat (Suhl) MPi74
- Kombinat (Suhl) MPi74-NK
- Kombinat (Suhl) MPi74-NS
- Kombinat (Suhl) MPi-KK
- Kombinat (Suhl) MPi-KM
- Kombinat (Suhl) MPi-KMS
- Korth Combat .357
- KOVROV AEK906 (Russia - revolver)
- KOVROV AEK919-K
- KOVROV UDAR (Russia - revolver)
- KPB DROTIK
- KPB PP90-M (Russia)
- KPB U94-TS (Russia - revolver)
- Krag-Jørgensen
- Krag-Petersson
- Kriss super v (US - SMG - .45 ACP)
- Krnka 1895-1904 pistola militare semiauto Austro-Ungherese
- Kropatschek
- KS-23

## L
- L1A1 fucile, 7,62 mm
- L2A1 fucile automatico in servizio australiano (AFV)
- L2A1 mitra (Sterling) - UK.
  - L2A2 mitra (versione migliorata del L2A1 - UK)
  - L2A3 mitra (versione migliorata del L2A2 - UK, in servizio)
- L3A1 .30 cal Browning M1919A4 (mitragliatrice fissa). Australia AFV.
  - L3A2 .30 cal Browning M1919A4 (GPMG). Australia, AFV.
  - L3A3 .30 cal Browning M1919A4 (mitragliatrice fissa) in servizio australiano AFV.
  - L3A4 .30 cal Browning M1919A4 (GPMG), in servizio australiano AFV.
- L4A1 7,62 mm conversione dal Bren (X10E1) con bipede MkI e canna in acciaio.
  - L4A2 7,62 mm conversione dal Bren (X10E2) con bipede alleggerito e canna in acciaio.
  - L4A3 7,62 mm conversione dal Bren del Mk II Bren (prior L4A1 & L4A2 were converted Mk III Bren) - UK.
  - L4A4 7,62 mm conversione dal Bren del Mk III Bren, una canna cromata ed una in acciaio ciascuna. Anche in servizio australiano.
  - L4A5 7,62 mm conversione dal Bren (ex-Mk III) con 2 canne in acciaio, per la Marina Reale
  - L4A6 7,62 mm conversione dal Bren, versione migliorata del L4A1 con canna cromata.
  - L4A9 7,62 mm conversione dal Bren.
- L6A1 12.7 mm mitragliatrice per la mira del cannone principale da 105 mm sul carro armato Centurion.
- L7A1 7,62 mm mitragliatrice, versione inglese dell'FN MAG. alimentazione:nastro da 200 colpi.
  - L7A2 7,62 mm mitragliatrice, versione migliorata del L7A1 con meccanismo d'alimentazione migliorato e capacità di attaccare un caricatore a scatola con 50 colpi.
- L8A1 7,62 mm mitragliatrice, AFV; versione del L7. senza calcio.
  - L8A2 7,62 mm mitragliatrice, AFV, variante migliorata del L8A1.
- L9A1 9 mm Pistola, Browning Hi-power, precedentemente Pistola No.2 Mk I*.
- L11A1 9 mm kit pistola automatica (come per il L9A1 ma con accessori e kit).
- L11A1 12.7 mm mitragliatrice per la mira del cannone principale, con canna di 152 mm più lunga del L6A1. Kit per la conversione al L12A1 .22 da Heckler & Koch, per il L1A1.
- L17A1 H&K AG-C
  - L17A2 H&K AG36
- L19A1 7,62 mm L7 serie con la canna più pesante per diminuire la frequenza di ricambio delle canne.
- L20A1 7,62 mm L7 adattato per elicotteri.
  - L20A2 7,62 mm L7 mitragliatrice per elicotteri, variante del L20A1.
- L22A1 SA80A2K
- L29A1 .22 Trainer
  - L29A2 .22 Sportco Modello 71S Trainer
- L32A1 fucile automatico antisommossa FN 12 gauge.
- L34A1 9 mm SMG. modello silenziato del L2A3 Sterling.
- L37A1 7,62 mm L7 mitragliatrice per l'AFV; canna speciale per traccianti.Miscuglio di pezzi dei L7 e L8 per abilitare la rimozione per difesa perimetrale.
  - L37A2 7,62 mm L7 mitragliatrice, AFV. può essere usato sul carro armato Challenger 1.
- L39A1 7,62 mm fucile, conversione del .303 No. 4 Mk I/2 o I/3 per competizione.
- L40A1 12.7 mm Mitragliatrice per la mira, usato sul WOMBAT anticarro. Anche chiamato .50 cal spotting gun, M8C.
- L42A1 7,62 mm fucile da cecchino, conversione del .303 No. 4 (T).
- L43A1 7,62 mm mitragliatrice per la mira del cannone principale, variante del L7, usato sul carro armato FV101 Scorpion.
- L44A1 7,62 mm mitragliatrice, per elicotteri, Navale. Variante del L20.
- L47A1 7,65 mm Pistola, Walther PP. Di Manuhrin, Francia.
- L48A1 37 mm (1.5 in.) fucile antisommossa. lanciagranate.
- L48A2 37 mm fucile antisommossa, variante migliorata del L48A1.
- L50A1 (Sten Mk II)
- L51A1 (Sten Mk III)
- L52A1 (Sten Mk V)
- L66A1 .22 LR Pistola semiautomatica, Walther, per il tiro. Di Manuhrin, Francia
- L67A1 37 mm (1.5in.) Riot Gun. Arwen Grenade Launcher.
- L74A1 fucile antisommossa a pompa 12gauge.
- L80A1 H&K MP5K
- L81A1 7,62 mm pucile per il tiro, versione del fucile da cecchino Parker Hale M82.
- L85A1 5,56 mm arma individuale (SA 80)
  - L85A2 5,56 mm arma individuale (SA 80A2)
- L86A1 5,56 mm LMG da supporto, versione LMG del L85, con bipede.
  - L86A2 5,56 mm LMG da supporto, versione del L85, con bipede.
- L90A1 H&K MP5KA1
- L91A1 H&K MP5SD3
- L92A1 H&K MP5A3
- L94A1 7,62 mm mitragliatrice rotante. Mitragliatrice rotante Hughes EX34 applicata ai nuovi AFV.
- L95A1 7,62 mm mitragliatrice rotante. versione del Hughes Ex 24, applicata ai nuovi AFV.
- L96A1 7,62 mm fucile da cecchino, della Accuracy international. mirino aperto per 700 m, mirino telescopico 6 × 42 Schmidt & Bender.
- L98A1 5,56 mm fucile ad uso generalizzato. Versione a colpo singolo del L85A1 EWS.
- L100A1 H&K G3KA4
- L101A1 H&K HK53A3
- L102A1 Pistola, semiauto (Walther P5 Compact)
- L105A1 SIG-Sauer P226
- L106A1 SIG-Sauer P226 con azione accorciata
- L107A1 SIG-Sauer P228
- L108A1 FN MINIMI
- L110A1 FN MINIMI
- L111A1 M2HB
- L115A1 .338 Lapua fucile da cecchino Accuracy International
- L115A3 .338 Lapua fucile da cecchino Accuracy International con silenziatore e mirino telescopico S&B 5-25 × 56
- L118A1 7,62 mm NATO fucile da cecchino Accuracy International
- L119A1 5,56 mm arma per forze speciali Diemaco C8SFW
- LaFrance M14K
- LaFrance M16K .45
- LaFrance M16K 5,56 mm
- LaFrance M1911-SD
- Lahti-KP M-22 Prototype Finlandia
- Lahti-Saloranta 20 mm Finlandia - fucile semiautomatico anticarro
- Lahti-Saloranta M-26 (Finlandia - LMG - 7,62 × 54 mmR)
- Lanchester Mk 1 (UK - SMG - 9 × 19 mm Parabellum)
- LAPA CA M 2
- LAPA FA-03 (Fusil de Asalto 03)
- LAPA SM-03 (Submetralhadora 03)
- LAR Grizzly Big Boar .50 BMG
- LaserAim Model 4
- LCZ B10
- LCZ B20
- Le Francais pistol 7,65 × 17 mm/.32ACP)
- Le Protector
- Leader Dynamics Series T2 MK5
- Lebel 1886
- Lee-Enfield
  - SMLE Mk III/III*
  - Lee Enfield No 4 Mk I/Mk 2
  - Lee Enfield No 5 carabina per giungla
- LeMat Revolver
- Lewis LMG - calibro 0.303
- Liberator Pistol
- Automatgevär m/42 (Svezia - fucile semiauto - 6.5 × 55 mm)
- Automatgevär m/42B (Svezia - fucile semiauto - 6.5 × 55 mm)
- LK vz.26 (REP. Ceca - LMG)
- Long Range Sniper Weapon (LRSW) (Canada - fucile da cecchino)
- Lorenz Infantry Rifle M1854
- Luger P08 Anche 9 mm pistole 08 (Germania - pistola - 9 mm parabellum)
  - Carabina Luger
  - Luger GL 1907

## M
- Carabina M1 (US - carabina - .30 carabina)
  - Carabina M1A1 (US - carabina - .30 carabina)
  - Carabina M1A2 (US - carabina - .30 carabina)
  - Carabina M1A3 (US - carabina - .30 carabina)
  - Carabina M2 (US - carabina - .30 carabina)
  - Carabina M3 (US - carabina - .30 carabina)
- M1 Garand (US - fucile semiauto - .30-06/7,62 × 63 mm)
  - Fucile M1C (US - fucile da cecchino - .30-06/7,62 × 63 mm)
  - Fucile M1D (US - fucile da cecchino - .30-06/7,62 × 63 mm)
- Browning M2 (US - HMG - .50 BMG)
- M3 Grease Gun (US - SMG - .45 ACP: Grease Gun)
  - M3A1 (US - SMG - .45 ACP: Grease Gun)
- M4 (US - fucile d'assalto a carabina - 5,56 × 45 mm NATO)
- M4A1 (US - fucile d'assalto a carabina - 5,56 × 45mm NATO)
- M9 (Italia/US - Pistola - 9 × 19 mm Parabellum: Beretta 92FS in servizio US)
- Pistola M11 (Svizzera/Germania- Pistola - 9 × 19 mm Parabellum: SIG/Sauer P228 in servizio US)
- Fucile M10 (Australia - fucile)
  - M10 A1
  - M10 A2
  - M10 B1
  - M10 B2
- M14 (US - fucile semiauto - 7,62 × 51 mm NATO)
  - M14E1 (US - fucile semiauto - 7,62 × 51 mm NATO)
  - M14E2/M14A1 (US - fucile semiauto - 7,62 × 51 mm NATO)
- M15 rifle
- M16 (US - fucile d'assalto - 5,56 × 45 mm NATO)
  - M16A1
  - M16A2
  - M16A3
  - M16A4
- M21 (US - fucile da cecchino semiauto - 7,62 × 51 mm NATO)
- M24 (US - fucile da cecchino a ripetizione - 7,62 × 51 mm NATO)
- M25 (US - fucile da cecchino - 7,62 × 51 mm NATO)
- M37 (US - mitragliatrice per carri)
- M40 (US - fucile da cecchino a ripetizione - 7,62 × 51 mm NATO)
  - M40A1
  - M40A3
- M60 (US - GPMG - 7,62 mm NATO)
  - M60E1 (US - GPMG prototipo - 7,62 mm NATO)
  - M60E2 (US - GPMG per mezzi - 7,62 mm NATO)
  - M60E3 (US - GPMG - 7,62 mm NATO)
  - M60E4 (US - GPMG - 7,62 mm NATO)
- M75 (US - lanciagranate automatico - 40 mm)
- M79 (US - lanciagranate a colpo singolo - 40 × 46 mm)
- Barrett M82A1 (US - fucile semiauto - .50 BMG)
  - M82A1A (US - fucile semiauto - .50 BMG)
  - M82A3 (US - fucile semiauto - .50 BMG)
  - M107 (US - fucile semiauto - .50 BMG)
- M231 (US - mitragliatrice per portelli di mezzi corazzati)
- M240 (US - GPMG - 7,62 × 51 mm NATO MG per carro M1 Abrams)
  - M240B (US - GPMG - 7,62 mm NATO: versione per fanteria)
  - M240C (US - GPMG - 7,62 mm NATO: mitragliatrice per carro M2/M3 Bradley)
  - M240D (US - GPMG - 7,62 mm NATO: versione per mezzi aerei)
  - M240E6 (US - GPMG - 7,62 mm NATO: versione leggera del M240B - culatta in Titanio)
  - M240G (US - GPMG - 7,62 mm NATO: versione per marines)
  - M240H (US - GPMG - 7,62 mm NATO: versione per mezzi aerei)
  - M240N (US - GPMG - 7,62 mm NATO: versione navale)
- M249 SAW (US - LMG - 5,56 mm NATO)
  - M249 SPW (US - LMG - 5,56 mm NATO)
    - Mk 46 Mod 0 (US - LMG - 5,56 mm NATO)

  - Mk 48 Mod 0 (US - LMG - 7,62 mm NATO)
- M320 (US - lanciagranate - 40 x 46 mm)
- M8 (US - pistola lanciarazzi)
- Maadi 920
- Maadi MISR-10
- Maadi Griffen (pistola - .50 BMg)
- Maadi Griffen (pistola - .50 BMG)
- MAB Model A (Francia - Pistola - 6,35 mm/.25 ACP)
- MAB P15 (France - Pistol - 9 × 19 mm Parabellum)
- MAC-10 (America - pistola mitragliatrice - .45 ACP, 9x19mm Parabellum)
- MAC-11 (America - pistola mitragliatrice - .380 ACP)
- MAC 50 (Francia - Pistola - 9 × 19 mm Parabellum)
- MAC-58 (France - HMG - .50 BMG)
- MAC Stinger (pistola a penna - .22LR)
- Mitragliatrice Madsen (Danimarca - LMG - 8 mm)
- Madsen M/45 (Danimarca - SMG - 9 × 19 mm parabellum)
- Madsen M/50
- MAG 95
- MAG 98
- Magtech Model 7022 (carabina semiauto - .22 LR)
- Magtech Doorbuster
- Makarov (Russia - Pistola - 9 × 18 mm)
- Magnum Research BFR
- Mannlicher-Carcano M91 (Italia - fucile a ripetizione - 6.5 × 52 mm Carcano)
- Mannlicher-Carcano M91 carabina per cavalleria (Italia - carabina a ripetizione - 6.5 × 52 mm Carcano)
- Mannlicher-Carcano M91 TS carabina speciale per truppe (Italia - carabina a ripetizione - 6.5 × 52 mm Carcano)
- Mannlicher-Carcano M91/24 TS carabina speciale per truppe (Italia - carabina a ripetizione - 6.5 × 52 mm Carcano)
- Mannlicher-Carcano M91/28 TS carabina speciale per truppe (Italia - carabina a ripetizione - 6.5 × 52 mm Carcano)
- Mannlicher-Carcano M38 fucile corto (Italia - fucile a ripetizione - 7.35 × 51 mm Carcano)
- Mannlicher-Carcano M38 carabina per cavalleria (Italia - carabina a ripetizione - 7.35 × 51 mm Carcano)
- Mannlicher-Carcano M38 TS carabina speciale per truppe (Italia - carabina a ripetizione - 7.35 × 51 mm Carcano)
- Mannlicher-Carcano M91/38 fucile corto (Italia - fucile a ripetizione - 6.5 × 52 mm Carcano)
- Mannlicher-Carcano M91/38 carabina per cavalleria (Italia - carabina a ripetizione - 6.5 × 52 mm Carcano)
- Mannlicher-Carcano M91/38 TS carabina speciale per truppe (Italia - carabina a ripetizione - 6.5 × 52 mm Carcano)
- Mannlicher-Carcano M91/41 (Italia - fucile a ripetizione - 6.5 × 52 mm Carcano)
- Mannlicher-Carcano M38S carabina per cavalleria (Italia - carabina a ripetizione - 7.92 × 57 mm Mauser)
- Mannlicher-Carcano M38S TS carabina speciale per truppe (Italia - carabina a ripetizione - 7.92 × 57 mm Mauser)
- Mannlicher-Carcano Tipo 1 (Italia - fucile a ripetizione - 6.5 × 50 mm Japanese)
- Mannlicher-Carcano Balilla (Italia - carabina a ripetizione - 5.5 mm, 6.5 mm & 6.8 mm: modello per giovani per l'ONB)
- Mannlicher-Schönauer
- MANTIS V1 BullPup
- Manurhin MR 73 (Francia - Revolver)
- Manurhin PP (Francia - Pistola)
- Manurhin PP Sport (Francia - Pistola)
- Manurhin PPK (Francia - Pistola)
- Manurhin Special Police F1 (Francia - Revolver)
- Manville 27 mm (lanciagranate a revolver - 27 mm)
- Manville
- Marlin 25N
- Marlin Camp Carbine
- Marlin model 43 fucile a pompa senza cane, prodotto dal 1922-1930
- Marlin model 1895G .45-70
- Mars Gun
- Carabina Martini-Henry Mark 1
- MAS-36 (Francia - fucile a ripetizione - 7,5 × 54 mm)
- MAS-38 (Francia -
- MAS-49 (Francia - fucile da battaglia - 7,5 × 54 mm)
  - MAS 49/56 (Francia - fucile da battaglia - 7,5 × 54 mm)
- Masterkey - fucile a pompa sottocanna
- MAT-49 (Francia - SMG - 9 × 19 mm Parabellum)
- Mateba AutoRevolver 6-Defence (Italia - Revolver
- Mateba AutoRevolver 6-Dynamic Sportiva (Italia - Revolver
- Mateba AutoRevolver 6-Home Protection (Italia - Revolver
- Mateba AutoRevolver 6-Hunter (Italia - Revolver
- Mateba Grifone (Italia - Revolver
- Mateba MTR-8 (Italia - Revolver
- Mauser 1910 (Germania - Pistola - 6,35 mm/.25 ACP)
- Mauser C96 "manico di scopa" (Germania - Pistola - 7.63 × 25 mm)
  - Mauser M712 (Germania - Pistola mitragliatrice - 7.63 × 25 mm or 9 × 19 mm Parabellum)
- Mauser Gewehr 1898 (Germania - fucile a ripetizione - 7.92 × 57 mm Mauser)
- Mauser HSc (Germania - Pistola - 7,65 × 17 mm/.32ACP & 9 × 17 mm/.380 ACP)
- Mauser Kar 98k (Germania - fucile a ripetizione - 8x57mm JS)
- Mauser M38 (Germania - fucile a ripetizione - 8x57mm JS)
- Mauser M59 (Germania/Norway - fucile a ripetizione per tiro/cecchino
- Mauser M67 (Germania/Norway -fucile a ripetizione per tiro al bersaglio
- Mauser M89 (Belgio - fucile a ripetizione - 7,65 mm)
- Mauser M98 (Germania - fucile a ripetizione - various)
- Mauser M98 Magnum (Germania - fucile a ripetizione - various)
- Mauser MP-57 (Germania -
- Mauser P04 (Germania -
- Mauser WTP2 (Germania - 6,35 mm
- Maxim 08/15
- Maxim 1910
- Pistola MBA Gyrojet
- MBA Gyrojet Rifle
- MC255-20 (fucile a pompa a revolver
- McMillan 87R fucile .50 cal
- McMillan 88
- McMillan Tubb-2000
- McMillan Tac-50
- Mechem NTW20 fucile anticarro
- Metal Storm
- pistola da tasca Meriden
- MG 01
- MG3 (Germania - GPMG - 7,62 × 51 mm NATO)
- MG 08 (Germania - HMG - 7.92 × 57 mm Mauser)
- MG 08/15 (Germania - HMG - 7.92 × 57 mm Mauser)
- MG 08/18 (Germania - HMG - 7.92 × 57 mm Mauser)
- MG 131 (Germania - HMG - 13 mm APT)
- MG 15 (Germania - GPMG - 7.92 × 57 mm Mauser)
- MG 30 (Germania - GPMG - 7.92 × 57 mm Mauser)
- MG 34 (Germania - GPMG - 7.92 × 57 mm Mauser)
- MG 42 (Germania - GPMG - 7.92 × 57 mm Mauser)
- Mg 42/59 (Italia - GPMG - 7,62 × 51 mm NATO)
- MG 81 (Germania - GPMG - 7.92 × 57 mm Mauser)
- MG P1 SMG
- MG P3
- MGL-MK1 lanciagranate con caricatore
- MGV 176 .22
- Micro Anthis
- Milcam 5,56 mm rifle
  - Milcam HB 5,56 mm rifle
- Militec ASG-16d (fucile a pompa- .410 Bore)
- Milkor BXP
- Milkor Stopper 37/38 mm fucile antisommossa
- Minebea P9
- Mk 11 Mod 0 (US - fucile semiauto - 7,62 mm NATO: KAC SR-25)
- Mk 12 Mod 0 (US - fucile d'assalto - 5,56 mm NATO)
  - Mk 12 Mod 1 (US - fucile d'assalto - 5,56 mm NATO : per marina)
- Mk 13 Mod 0 (US - fucile a ripetizione - .300 Winchester Magnum)
  - Mk 13 Mod 1 (US - fucile a ripetizione - .300 Winchester Magnum)
  - Mk 13 Mod 2 (US - fucile a ripetizione - .300 Winchester Magnum)
- Mk 14 Mod 0 (US - fucile da battaglia - 7,62 mm NATO)
- Mk 15 Mod 0 (US - fucile a ripetizione - .50 BMG: McMillian M88 PIP)
- Mk 18 Mod 0 CQBR (US - fucile d'assalto compatto - 5,56 mm NATO: CQBR)
- Mk 18 Mod 0 (US - lanciagranate - 40 × 46 mm)
- Mk 19 Mod 0 (US - lanciagranate - 40 × 53 mm)
  - Mk 19 Mod 1 (US - lanciagranate - 40 × 53 mm)
  - Mk 19 Mod 2 (US - lanciagranate - 40 × 53 mm)
  - Mk 19 Mod 3 (US - lanciagranate - 40 × 53 mm)
- Mk 23 Mod 0 (US - LMG - 5,56 mm NATO: Stoner 63A1 Commando)
- MK23 Mod 0 (Germania - Pistola - .45 ACP: HK Mark 23)
  - Mk 24 Mod 0 (Svizzera/Germania - Pistola - 9 × 19 mm Parabellum: SIG/Sauer P226)
- Mk 24 Mod 0 (US - SMG - 9 × 19 mm Parabellum: S&W Model 76)
- Mk 43 Mod 0 (US - LMG - 7,62 mm NATO: M60E4 arma per forze speciali)
- Mk 46 Mod 0 (US - LMG - 5,56 mm NATO: US arma per forze speciali)
- Mk 48 Mod 0 (US - LMG - 7,62 mm NATO: US arma per forze speciali)
- MKEK G3A7
- MKEK G3A7A1
- MKEK GL-40
- MKEK KYRYKKALE
- MKEK MG-3
- MKEK OPT-556
- MKEK SMP5 and SMP5-K
- Montigny 1851/65 (fucile a bordate Austo-Ungheria)
- Moravia Arms CZ G2000
- MORS Smg 9 mm
- Mosin-Nagant
- Mossberg 500
  - Mossberg 500A
- Mossberg 590
  - Mossberg 590 Compact Cruiser
  - Mossberg 590 Compact Mariner
- Mossberg Maverick
- Mossberg Plinkster (Mossberg 702 Plinkster)
- Mossberg Trophy Slugster 500
- Mossberg Model M44US (fucile da allenamento militare calibro.22)
- MRI Mountain Eagle
- MP5 (Germania - SMG - 9 × 19 mm parabellum)
- MP7
- MP9
- MP18 (Germania - SMG - 9 × 19 mm parabellum)
  - MP 28 (Germania - SMG - 9 × 19 mm parabellum)
- MP 35 (Germania - SMG - 9 × 19 mm parabellum)
- MP38 (Germania - SMG - 9 × 19 mm parabellum)
- MP40 (Germania - SMG - 9 × 19 mm parabellum)
- MP 43 (Germania - fucile d'assalto - 9 × 19 mm parabellum)
- MP 44 (Germania - fucile d'assalto - 9 × 19 mm parabellum)
- MP 443 Grach
- MP 444 Baghira
- MP 445 Varjag
- MP 445C Varjag Compact
- MP 446 Viking 9 mm
- MP 451 Derringer
- MSSR rifle
- Musket
- Musketoon
- Muzzelite MZ14
- MK-13 Karasawa

## N
- NAACO Brigadier
- Nagant M1895
- Neostead fucile a pompa
- Nordenfelt Gun
- Norinco Type 85 poistola.22
- Norinco 522
- Norinco 54-1
- Norinco 54-T
- Norinco 56-2
- Norinco 56S-2
- Norinco 56S-3
- Norinco Type 64
- Norinco Type 67
- Norinco Type 77
- Norinco Type 77b
- Norinco Type 79
- Norinco 85
- Norinco 981
- Norinco AK-47
- Norinco AK84S-1
- Norinco Bullpup AK
- Norinco Bullpup
- Norinco CAR 95
- Norinco Chinese Paratrooper
- Norinco CQ-311
- Norinco JW-14
- Norinco JW-15A
- Norinco JW-20
- Norinco JW-21
- Norinco JW-23
- Norinco JW-25A
- Norinco JW-27
- Norinco M305 (M1A/M-14)
- Norinco M90 Cal
- Norinco M14
- Norinco M-14S
- Norinco M93
- Norinco NDM 86
- Norinco NHM 91
- Norinco NP 15
- Norinco NP 226
- Norinco NP 228
- Norinco NP 77
- Norinco NZ 75
- Norinco P 15
- Norinco PPN
- Norinco QBB 95
- Norinco QBZ 97
- Norinco QBZ 03
- Norinco QSZ 92
- Norinco SKS
- Norinco TYPE 81-S/MGS
- Norinco Type 87
- Norinco UZI-320 Sporter
- Norinko AK-47 .223
- Norinko SKS Sporter
- Norsksgra
- Norsksgrb
- Nosorog AEK 906 revolver
- NTK-62 MG
- NTW 20 fucile anticarro

## O
- Oberndorf Mauser Type B Pattern 80
- Objective Individual Combat Weapon
- OCSW
- Olympic Arms CAR-97
- Olympic Arms K23-B
- Olympic Arms OA-93
  - Olympic Arms OA-93 TG
- Olympic Arms OA-96
- Olympic Arms PCR Service Match
- Omega SPS-12 (US - fucile a pompa semiauto - 12 Gauge)
- Orita Model 1941
- Ortgies pistol
- OTs-01 Kobalt
- OTs-01S Kobalt
- OTs-02 Kiparis
- OTs-11 Tiss (Russia - fucile d'assalto - 9 × 39 mm)
- OTs-14 Groza (Russia - fucile d'assalto - 9 × 39 mm)
- OTs-20 GNOM revolver
- OTs-23 DROTIK
- OTs-39 aka TsKIB SOO OTs-39
- Owen Gun

## P
- P38 (Germania - Pistola - 9 × 19 mm Parabellum)
- P-64 CZAK (Polonia - Semi-automatic pistola - 9x18mm Makarov)
- P-83 Wanad (Polonia - Pistola -
- P-93 (Polonia - Pistola - 9 × 18 mm Makarov)
- P-228
- P-229
- Pancor Jackhammer (US - fucile a pompa automatico - 12 Gauge)
- PAPOP 2 (France - fucile d'assalto/lanciagranate -
- Para Ordnance LDA (Canada - Pistola - .40 S&W & .45 ACP)
- Para Ordnance P13-45 (Canada - Pistola - .45 ACP)
- Para Ordnance P16-10 (Canada - Pistola - 10 mm Norma)
- Para Ordnance P16-40 (Canada - Pistola - .40 S&W)
- Para Ordnance P18-9 (Canada - Pistola - 9 × 19 mm Parabellum)
- Pardini Sport Pistol
- Parker-Hale M-85 (UK/US - fucile a ripetizione - 7,62 mm NATO)
- Parker-Hale PDW (UK/US - SMG - 9 × 19 mm Parabellum)
- Pauza P50 (US - fucile semiauto - .50 BMG)
- PAWS ZX5 (US - SMG - .45 ACP)
- Pepperbox (pistola a più canne rotanti)
- Perazzi MX 2005 (Italia - doppietta - 12-gauge)
- Peters Stahl Pistol 07 Multicaliber
- Peters Stahl Trophy Master
- Peters Stahl Hunter
- PGM Helcate II (Francia - fucile a ripetizione - .50 BMG)
- PGM Ultima Ratio Commando II (Francia - fucile a ripetizione - 7,62 mm NATO)
- PGM Ultima-Ratio Intervention (Francia - fucile a ripetizione - 7,62 mm NATO)
- PH-45 (Ucraina - Pistola - .45 ACP)
- Phonix Arms HP22/HP25 (US - Pistola - .22 long rifle {HP22}, .25 ACP {HP25})
- Pindad SS1 (Indonesia - fucile d'assalto - 5,56 × 45 mm NATO)
- PK (Russia - GPMG - 7,62 × 54 mmR)
  - PKM (Russia - GPMG - 7,62 × 54 mmR)
  - PKSMN (Russia - GPMG - 7,62 × 54 mmR)
  - PKT (Russia - GPMG - 7,62 × 54 mmR)
- Plants Army Revolver
- PM-63 Rak (Polonia - SMG - 9 × 18 mm Makarov)
- PM-84 (Polonia - SMG - 9 × 18 mm Makarov)
- PM-98 (Polonia - SMG - 9 × 19 mm Parabellum)
- PMM (Russia - Pistola - 9 × 18 mm Makarov)
- POF SMG5-K (Pakistan - SMG - 9 × 19 mm Parabellum: Licensed Production HK MP5K)
- Polytech AK-47 (Cina -
- Polytech AKS (Cina -
- Polytech Legend National Match (Cina -
- Polytech Legend AK-47S (Cina -
- PP7 (British 9 mm)
- PP-19 Bizon (Russia - SMG - 7,62 × 25 mm)
- PPD-34 (Russia - SMG - 7,62 × 25 mm)
- PPD-40 (Russia - SMG - 7,62 × 25 mm)
- PPS-42 (Russia - SMG - 7,62 × 25 mm)
- PPS-43 (Russia - SMG - 7,62 × 25 mm)
- PPŠ-41 (Russia - SMG - 7,62 × 25 mm)
- Professional Ordnance Carbon-15 Pistol (US -
- Professional Ordnance Carbon-15 Type 97 (US -
- Protecta Bulldog (Sudafrica - fucile a pompa - 12 Gauge)
- PSG1 (Germania -
- PWA Micro-CAR (US -
- Pz.B.38 (Germania - fucile)

## R
- Radom Vis P35
- Radom Hunter
- R.J. Braverman Stinger Pengun
- R-92 revolver
- RAMA Prototype 1130
- RAI 300 (US - fucile a ripetizione - 8.58 × 71 mm)
- Randall Model A121 (US - Pistola - .45 ACP)
- Randall Model A311 Curtis E Lemay 4-Star (US - Pistola - .45 ACP)
- Rasheed Carbine (Egypt - Carabina semiauto - 7,62 × 39 mm)
- Rast & Gasser M1898 Army Revolver (Impero austrungarico - revolver - 8 mm)
- Raven Arms MP-25 (US - Pistola -
- Rebel .50 BMG
- Reising SMG (US - SMG - .45 ACP)
- Pistole Remington
  - Remington Modello 51 (US - Pistola - 7,65 × 17 mm/.32 ACP & 9 × 17 mm/.380 ACP)
  - Remington Modello 53 (US - Pistola - .45 ACP)
  - Remington-Rider (US - Pistola - .17 "Parlor")
  - Remington Vest Pocket Pistol (US - Pistola
  - Remington XP-100 (US - Pistola a ripetizione - .221 Fireball, .223 Remington, .22-250 Remington, .250 Savage, 6 mm BR, 7 mm BR, 7 mm-08 Remington, .308 Winchester, & .35 Remington)
  - Remington XP-100R (US - Pistola a ripetizione - .223 Remington, .22-250 Remington, .260 Remington, & .35 Remington)
  - Remington Zig-Zag Derringer (US - Pistola - .22 Short)
- Revolver Remington
  - Remington Model 1858 (US - Revolver - .36 Round Ball, .44 Round Ball)
  - Remington Model 1875 (US - Revolver -
- Fucili Remington
  - Remington Mohawk 10C (US - fucile semiauto - .22 LR)
  - Remington Mohawk 600 (US - fucile a ripetizione - .222 Remington, .243 Winchester, 6 mm Remington, & .308 Winchester)
  - Remington Model Four (US - fucile semiauto - .243 Winchester, 6 mm Remington, .270 Winchester, 7 mm Remington Express, .308 Winchester, & .30-'06)
  - Remington Model Six (US - fucile a ripetizione - .243 Winchester, 6 mm Remington, .270 Winchester, .308 Winchester, & .30-'06)
  - Remington Model Seven (US - fucile a ripetizione - .17 Remington, .222 Remington, .223 Remington, .243 Winchester, 6 mm Remington, .250 Savage, .260 Remington, 6.8 × 43 mm SPC, 7 mm-08 Remington, 7 mm Remington Short Action Ultra Mag, .308 Winchester, .300 Remington Short Action Ultra Mag, .35 Remington, & .350 Remington Magnum)
  - Remington Model 4 (US - fucile a colpo singolo - .22 Short, .22 Long, .22 LR, .25 Stevens ("25-10"), .32 Short, & .32 Long)
  - Remington Model 6 (US - fucile a colpo singolo - .22 Short, .22 Long, .22 LR, .32 Short, & .32 Long)
  - Remington Model 8 (US - fucile semiauto - .25 Remington, .30 Remington, .32 Remington, & .35 Remington)
  - Remington Model 12 (US - fucile a ripetizione - .22 LR)
  - Remington Model 14 (US - fucile a ripetizione - .25 Remington, .30 Remington, .32 Remington, & .35 Remington)
  - Remington Model 14 ½ (US - fucile a ripetizione - .38-40 Winchester & .44-40 Winchester)
  - Remington Model 16 (US - fucile semiauto - .22 Remington RF)
  - Remington Model 24 (US - fucile semiauto - .22 Short & .22 LR)
  - Remington Model 25 (US - fucile a ripetizione - .25-20 Winchester & .32-20 Winchester)
  - Remington Model 30 (US - fucile a ripetizione - .30-'06)
  - Remington Model 30 Express (US - fucile a ripetizione - .25 Remington, .257 Roberts, 7 × 57 mm Mauser, .30 Remington, .30-'06, .32 Remington, & .35 Remington)
  - Remington Model 33 (US - fucile a ripetizione -
  - Remington Model 34 (US - fucile a ripetizione - .22 LR)
  - Remington Model 37 (US - fucile a ripetizione - .22 LR)
  - Remington Model 40X (US - fucile a ripetizione -
  - Remington Model 41 (US - fucile a ripetizione - .22 LR)
  - Remington Model 74 (US - fucile semiauto - .30-'06)
  - Remington Model 76 (US - fucile a ripetizione - .30-'06)
  - Remington Model 78 (US - fucile a ripetizione - .223 Remington, .243 Winchester, .270 Winchester, .308 Winchester, & .30-'06)
  - Remington Model 81 (US - fucile semiauto - .300 Savage, .30 Remington, .32 Remington, & .35 Remington)
  - Remington Model 121 (US - fucile a ripetizione - .22 LR & .22 Winchester RF)
  - Remington model 141 (US - Pump Action Rifle - .30 Remington, .32 Remington, & .35 Remington)
  - Remington Model 241 (US - fucile semiauto - .22 Short & .22 LR)
  - Remington Model 341 (US - fucile a ripetizione - .22 LR)
  - Remington Model 411 (US - fucile a ripetizione - .22 CB Cap)
  - Remington Model 504 (US - fucile a ripetizione - .17 Mach 2, .17 Hornady Magnum, & .22 LR)
  - Remington Model 510 (US - fucile a ripetizione - .22 LR)
  - Remington Model 511 (US - fucile a ripetizione - .22 LR)
  - Remington Model 512 (US - fucile a ripetizione - .22 LR)
  - Remington Model 513 (US - fucile a ripetizione - .22 LR)
  - Remington Model 514 (US - fucile a ripetizione - .22 LR)
  - Remington Model 521 (US - fucile a ripetizione - .22 LR)
  - Remington Model 522 Viper (US - fucile semiauto - .22 LR)
  - Remington Model 540X (US - fucile a ripetizione - .22 LR)
  - Remington Model 541 (US - fucile a ripetizione - .22 LR)
  - Remington Model 550 (US - fucile semiauto - .22 LR)
    - Remington Model 550-1 (US - fucile semiauto - .22 LR)

  - Remington Model 552 (US - fucile semiauto - .22 Short & .22 LR)
  - Remington model 572 (US - fucile a ripetizione - .22 LR)
  - Remington Model 580 (US - fucile a ripetizione - .22 LR)
  - Remington Model 581 (US - fucile a ripetizione - .22 LR)
  - Remington Model 581S (US - fucile a ripetizione - .22 LR)
  - Remington Model 582 (US - fucile a ripetizione - .22 LR)
  - Remington Model 591 (US - fucile a ripetizione - 5 mm Remington Magnum)
  - Remington Model 592 (US - fucile a ripetizione - 5 mm Remington Magnum)
  - Remington Model 597 (US - fucile semiauto - .17 Hornady Magnum, .22 LR, & .22 Winchester Magnum)
  - Remington Model 600 (US - fucile a ripetizione - .222 Remington, .223 Remington, 6 mm Remington, 6.5 mm Remington, .308 Winchester, .35 Remington, & .350 Remington Magnum)
  - Remington Model 660 (US - fucile a ripetizione - .222 Remington, .223 Remington, .243 Winchester, 6 mm Remington, 6.5 mm Remington Magnum, .308 Winchester, & .350 Remington Magnum)
  - Remington Model 673 (US - fucile a ripetizione - 6.5 mm Remington Magnum, .308 Winchester, .300 Remington Short Action Ultra Mag, & .350 Remington Magnum)
  - Remington Model 700 (US - fucile a ripetizione - .17 Remington, .204 Ruger, .220 Swift, .221 Fireball, .222 Remington, .222 Remington Magnum, .223 Remington, .22-250 Remington, .243 Winchester, 6 mm Remington, 6 mm Remington Magnum, .25-06, .250 Savage, .257 Roberts, 6.5 × 55 mm Swedish, 6.5 mm Remington Magnum, .260 Remington, .264 Winchester Magnum, .270 Winchester, .270 WSM, .280 Remington, 7 mm Remington Express, 7 mm-08 Remington, 7 mm Remington Magnum, 7 mm STW, 7 mm Weatherby Magnum, 7 × 57 mm Mauser, 7 mm Remington Short Action Ultra Mag, 7 mm Remington Ultra Mag, .30-'06, .300 Savage, .308 Winchester, .300 WSM, .300 Winchester Magnum, .300 Weatherby Magnum, .300 Holland & Holland Magnum, .300 Remington Short Action Ultra Mag, .300 Remington Ultra Mag, 8 mm Remington Magnum, 8 mm Mauser, .338 Winchester Magnum, .338 Remington Ultra Mag, .35 Whelen, .350 Remington Magnum, .375 Holland & Holland Magnum, .375 Remington Ultra Mag, .416 Remington Magnum, & .458 Winchester Magnum)
  - Remington Model 710 (US - fucile a ripetizione - .270 Winchester, 7 mm Remington Magnum, .30-'06, & .300 Winchester Magnum)
  - Remington Model 720 (US - fucile a ripetizione - .257 Roberts, .270 Winchester, & .30-'06)
  - Remington Model 721 (US - fucile a ripetizione - .264 Winchester Magnum, .270 Winchester, .280 Remington, .30-'06, & .300 Holland & Holland Magnum)
  - Remington Model 722 (US - fucile a ripetizione - .222 Remington, .222 Remington Magnum, .243 Winchester, .244 Remington, .257 Roberts, .300 Savage, & .308 Winchester)
  - Remington Model 725 (US - fucile a ripetizione - .222 Remington, .243 Winchester, .244 Remington, .270 Winchester, .280 Remington, .30-'06, .375 Holland & Holland Magnum, & .458 Winchester Magnum)
  - Remington Model 740 (US - fucile semiauto - .244 Remington, .280 Remington, .308 Winchester, & .30-'06)
  - Remington Model 742 (US - fucile semiauto - .243 Winchester, 6 mm Remington, .280 Remington, .308 Winchester, & .30-'06)
  - Remington Model 760 (US - fucile a ripetizione - .222 Remington, .223 Remington, .243 Winchester, .244 Remington, 6 mm Remington, .257 Roberts, .270 Winchester, .280 Remington, .300 Savage, .308 Winchester, .30-'06, & .35 Remington)
  - Remington Model 770 (US - fucile a ripetizione - .243 Winchester, .270 Winchester, 7 mm-08 Remington, 7 mm Remington Mag, .308 Winchester, .30-'06 & 300 Winchester Magnum)
  - Remington Model 788 (US - fucile a ripetizione - .222 Remington, .223 Remington, .22-250 Remington, .243 Winchester, 6 mm Remington, 7 mm-08 Remington, .308 Winchester, .30-30 Winchester, & .44 Magnum)
  - Remington Model 7400 (US - Semi-Auto Rifle - .243 Winchester, 6 mm Remington, .270 Winchester, 7 mm Remington Express, .280 Remington, .308 Winchester, .30-'06, & .35 Whelen)
  - Remington Modello 7600 (US - fucile a ripetizione - .243 Winchester, 6 mm Remington, .270 Winchester, .280 Remington, .308 Winchester, .30-'06, & .35 Whelen)
  - Remington Nylon 10 (US - fucile a ripetizione - .22 LR)
  - Remington Nylon 11 (US - fucile a ripetizione - .22 LR)
  - Remington Nylon 12 (US - fucile a ripetizione - .22 LR)
  - Remington Nylon 66 (US - fucile semiauto - .22 LR)
  - Remington Nylon 76 (US - fucile a leva - .22 LR)
  - Remington Nylon 77 (US - fucile semiauto - .22 LR)
  - Remington Model R-15 VTR (US - fucile semiauto - .204 Ruger & .223 Remington)
  - Remington SR-8 (US - fucile a ripetizione - .338 Lapua)
  - Remington XR-100 (US - fucile a ripetizione - .204 Ruger, .223 Remington, & .22-250 Remington)
- Fucili a pompa remington
  - Remington Model 9 (US - fucile a pompa a colpo singolo - 28 Gauge, 24 Gauge, 20 Gauge, 16 Gauge, 12 Gauge, & 10 Gauge)
  - Remington Model 10 (US - fucile a pompa - 12 Gauge)
  - Remington Model 11 (US - fucile a pompa semiauto - 20 Gauge, 16 Gauge, & 12 Gauge)
    - Remington Sportsman (US - fucile a pompa semiauto - 20 Gauge, 16 Gauge, & 12 Gauge)

  - Remington Model 17 (US - fucile a pompa - 20 Gauge)
  - Remington Model 29 (US - fucile a pompa - 12 Gauge)
  - Remington Model 31 (US - fucile a pompa - 20 Gauge, 16 Gauge, & 12 Gauge)
  - Remington Model 32 (US - fucile a pompa sovrapposto - 12 Gauge)
  - Remington Model 48 (US - fucile a pompa semiauto - 20 Gauge, 16 Gauge, & 12 Gauge)
  - Remington Model 58 (US - fucile a pompa semiauto - 20 Gauge, 16 Gauge, & 12 Gauge)
  - Remington Model 90-T (US - fucile a pompa a colpo singolo - 12 Gauge)
  - Remington Model 300 (US - fucile a pompa sovrapposto - 12 Gauge)
  - Remington Model 320 (US - fucile a pompa sovrapposto - 12 Gauge)
  - Remington Model 332 (US - fucile a pompa sovrapposto - 12 Gauge)
  - Remington Model 396 (US - fucile a pompa sovrapposto - 12 Gauge)
  - Remington Model 870 (US - fucile a pompa)
  - Remington Model 878 (US - fucile a pompa semiauto - 12 Gauge)
  - Remington Model 1100 (US - Semi-Auto Shotgun - .410 Bore, 20 Gauge, 16 Gauge, & 12 Gauge)
  - Remington Model 11-48 (US - fucile a pompa semiauto - .410 Bore, 28 Gauge, 20 Gauge, 16 Gauge, & 12 Gauge)
  - Remington Model 11-87 (US - fucile a pompa semiauto - 20 Gauge & 12 Gauge)
  - Remington Model 11-96 (US - fucile a pompa semiauto - 12 Gauge)
  - Remington Model 1889 (US - SxS Shotgun - 16 Gauge, 12 Gauge, & 10 Gauge)
  - Remington Model 1893 (US - fucile a pompa a colpo singolo - 28 Gauge, 24 Gauge, 20 Gauge, 16 Gauge, 12 Gauge, & 10 Gauge)
    - Remington Model 3 (US - fucile a pompa a colpo singolo - 28 Gauge, 24 Gauge, 20 Gauge, 16 Gauge, 12 Gauge, & 10 Gauge)

  - Remington Model 1894 (US - doppietta - 16 Gauge, 12 Gauge, & 10 Gauge)
  - Remington Model 1900 (US - doppietta - 16 Gauge & 12 Gauge)
  - Remington Model 3200 (US - fucile a pompa sovrapposto - 12 Gauge)
  - Remington Model SP-10 (US - fucile a pompa semiauto - 10 Gauge)
  - Remington Spartan 100 (Russia - fucile a pompa a colpo singolo - .410 Bore, 20 Gauge, & 12 Gauge)
  - Remington Spartan 310 (Russia - fucile a pompa sovrapposto - .410 Bore, 28 Gauge, 20 Gauge, & 12 Gauge)
- Remington-Rider Magazine Pistol (US - Pistola - 32 RF extra-short)
- Republic Arms Patriot (US - Pistola
- RGA-86 (Poland - lanciagranate semiauto - 26 mm)
- RH-ALAN APS95 (Croazia - fucile d'assalto - 5,56 mm NATO)
- RH-ALAN ERO (Croazia - SMG - 9 × 19 mm Parabellum)
- RH-ALAN HS-95 (Croazia - Pistola - 9 × 19 mm Parabellum)
- RH-ALAN MACS-M2A (Croazia - fucile
- RH-ALAN MACS-M3 (Croazia - fucile
- RH-ALAN PHP-MV9 (Croazia - Pistola - 9 × 19 mm Parabellum)
- RH-ALAN RGB1 (Croazia - lanciagranate - 40 mm)
- RH-ALAN RGB6 (Croazia - lanciagranate - 40 mm)
- RH-ALAN RT-20 (Croazia - fucile anticarro - 20 × 110 mm)
- RIA General Officer's Model M15 (US - Pistola - .45 ACP)
- RIA General Officer's Model M9 (US - Pistola - 9 × 19 mm Parabellum)
- RKm60 (Finlandia - fucile d'assalto - 7,62 × 39 mm)
- RKm62 (Finlandia - fucile d'assalto - 7,62 × 39 mm)
- Robar SR-60D (US - fucile a ripetizione)
- Robar RC-50 (US - fucile a ripetizione - .50 BMG)
- Robinson Armaments M96 Expeditionary (US - fucile semiauto - 5,56 mm NATO)
- Robinson Armaments XCR (US - fucile semiauto - 5,56 mm NATO, 6.8 SPC, 7,62 mm NATO)
- Rocky Mountain Patriot
- ROF SMG
- Romanian SAR-1 (Romania - fucile d'assalto - 7,62 × 39 mm)
- Romanian SAR-2 (Romania - fucile d'assalto - 5,45 × 39 mm)
- Romanian WASR-10 (Romania - fucile d'assalto - 7,62 × 39 mm)
- ROMTEHNICA-RATMIL AIM (Romania
- ROMTEHNICA-RATMIL AIMR (Romania
- ROMTEHNICA-RATMIL AIMS (Romania
- ROMTEHNICA-RATMIL PM63 (Romania
- ROMTEHNICA-RATMIL PSL (Romania - fucile semiauto - 7,62 × 54R mm)
- ROMTEHNICA-RATMIL WUM-1 (Romania
- Ross Model 68
- Rossi Single Barrel shotgun (Brasile - fucile a pompa basculante)
- Rossi M971 (Brazil - Revolver
- Rossi M9711 (Brasile - Revolver
- Roth-Steyr M1907 (Impero Austrungarico pistola semiauto militare)
- RPB Industries M-10 (US -
- RPD (Russia - LMG - 7,62 × 39 mm)
- RPK (mitragliatrice) (Russia - LMG - 7,62 × 39 mm)
- RPK-74 (Russia - LMG - 5,45 × 39 mm)
- RMB-93 (Russia - fucile a pompa - 12 gauge)
- Ruby M1915 (Spagna - Pistola - 7,65 × 17 mm/.32 ACP)
- Ruger 10/22 (US - fucile semiauto - .22 LR)
- Ruger 22/45 Mk II (US - Pistola - .22 LR)
- Ruger 77/22 HD (US - fucile a ripetizione - .22 LR)
- Ruger AC556F (US - fucile d'assalto - 5,56 mm NATO)
- Ruger Bisley (US - Revolver -
  - Ruger Bisley Vaquero (US - Revolver -
- Ruger Gold Label (US - doppietta - 12 Gauge)
- Ruger GP-100 (US - Revolver - .357 Magnum)
- Ruger Mini-14 (US - fucile semiauto - 5,56 mm NATO)
- Ruger Mini 30 (US - fucile semiauto - 7,62 × 39 mm)
- Ruger MK II (US - Pistola - .22 LR)
- Ruger MK III (US - Pistola - .22 LR)
- Ruger MP9 (US - SMG - 9 × 19 mm Parabellum)
- Ruger New Model Single Six (US - Revolver - .22 LR & .32 Magnum)
- Ruger P345 (US - Pistola - .45 ACP)
- Ruger P85 (US - Pistola - 9 × 19 mm Parabellum)
- Ruger P89 (US - Pistola - 9 × 19 mm Parabellum)
- Ruger P90 (US - Pistola - .45 ACP)
- Ruger P944 (US - Pistola - .40 S&W)
- Ruger P95 (US - Pistola - 9 × 19 mm Parabellum)
- Ruger P97 (US - Pistol - .45 ACP)
- Ruger PC9 GR (US - carabina semiauto - 9 × 19 mm Parabellum)
- Ruger PC40 GR (US - carabina semiauto - .40 S&W)
- Ruger SP 101 (US - Revolver - .22 LR, .32 Magnum, 9 × 19 mm Parabellum, .38 Special, & .357 Magnum)
- Ruger Red Label (US - fucile a pompa sovrapposto - 12 Gauge, 20 Gauge, 28 Gauge)
- Ruger Redhawk (US - Revolver - .357 Magnum, .41 Magnum, .44 Magnum, & .45 Colt)
- Ruger Security Six (US - Revolver - .357 Magnum, .38 Special)
- Ruger Service Six (US - Revolver - .357 Magnum, .38 Special, 9 × 19 mm Parabellum)
- Ruger Speed Six (US - Revolver - .357 Magnum, .38 Special, 9 × 19 mm Parabellum)
- Ruger SR9 (US - Pistola - 9 × 19 mm Parabellum)
- Ruger Super Blackhawk (US - Revolver - .357 Magnum)
- Ruger Super Redhawk (US - Revolver - .44 Magnum, .454 Casull, & .480 Ruger)

## S
- S&S Sidewinder
- Revolver Smith & Wesson
  - S&W Numero 1-1/2 (US - Revolver - .32 Rimfire)
  - S&W Number 2 (US - Revolver - .32 Long Rimfire)
  - S&W Number 3 Pocket Pistol (US - Revolver - .41 S&W Rimfire)
    - S&W .32 Single Action (US - Revolver - .32 S&W)
    - S&W .32 Double Action (US - Revolver - .32 S&W)
    - S&W .32 Safety Hammerless (US - Revolver - .32 S&W)
    - S&W .38 Single Action (US - Revolver - .38 S&W)
    - S&W .38 Double Action (US - Revolver - .38 S&W)
    - S&W .38 DA Perfected (US - Revolver - .38 S&W)
    - S&W .38 Safety Hammerless (US - Revolver - .38 S&W)

  - S&W American (US - Revolver - .44 Henry & .44 S&W American)
    - S&W Russian (US - Revolver - .44 Henry & .44 Russian)
    - S&W Schofield (US - Revolver - .45 Schofield)
    - S&W New Model 3 (US - Revolver)
    - S&W New Model 3 Single Action (US - Revolver - .32 S&W, .32-44 S&W, .320 S&W Revolving Rifle, .38 S&W, .38 Colt, .38-40, .38-44 S&W, .41 S&W, .44 Henry, .44 American, .44-40, .45 Schofield, .450 Revolver, .45 Webley, .455 Mark I, & .455 Mark II)
    - S&W New Model 3 Target Model (US - Revolver - .32-44 S&W & .38-44 S&W)
    - S&W New Model 3 Turkish (US - Revolver - .44 Henry)
    - S&W New Model 3 Frontier (US - Revolver - .44-40)
    - S&W New Model 3 .38 Winchester (US - Revolver - .38-40)
    - S&W .44 Double Action (US - Revolver - .44 Russian)
    - S&W .44 Double Action Frontier (US - Revolver - .44-40)
    - S&W .38 Winchester Double Action (US - Revolver - .38-40)

  - S&W .22 LadySmith (US - Revolver - .22 Long)
  - S&W .22/32 Hand Ejector (US - Revolver - .22 LR)
    - S&W .22/32 Target Model (US - Revolver - .22 LR)
      - S&W Model of 1953 .22/32 Target (US - Revolver - .22 LR)
      - S&W Model of 1953 .22/32 Kit Gun (US - Revolver - .22 LR)
      - S&W Model of 1955 .22/32 Kit Gun Airweight (US - Revolver - .22 LR)

  - S&W .32 Hand Ejector (US - Revolver - .32 S&W Long: Model 1896)
    - S&W .32 Hand Ejector Model of 1903 (US - Revolver - .32 S&W Long)
    - S&W .32 Regulation Police (US - Revolver - .32 S&W Long)

  - S&W .32-20 Hand Ejector (US - Revolver - .32-20)
    - S&W .32-20 Hand Ejector Model of 1902 (US - Revolver - .32-20)
    - S&W .32-20 Hand Ejector Model of 1905 (US - Revolver - .32-20)

  - S&W .38 Military & Police (US - Revolver - .38 Long Colt & .38 Special: Model 1899 Army-Navy)
    - S&W .38 Military & Police Model of 1902 (US - Revolver - .38 Special)
    - S&W .38 Military & Police Model of 1905 (US - Revolver - .38 Special)
    - S&W .38 Military & Police Victory Model (US - Revolver - .38 Special)
    - S&W .38 Military & Police Airweight (US - Revolver - .38 Special)
      - S&W M13 Aircrewman (US - Revolver - .38 Special)

  - S&W .38 Chief's SpecialS&W .38 Chief's Special (US - Revolver - .38 Special)
    -       - S&W Aircrewman (US - Revolver - .38 Special)

  - S&W Bodyguard Airweight (US - Revolver - .38 Special)
  - S&W Centennial (US - Revolver - .38 Special)
  - S&W .38/44 Heavy Duty (US - Revolver - .38 Special)
    - S&W .38/44 Outdoorsman (US - Revolver - .38 Special)

  - S&W .38 Regulation Police (US - Revolver - .38 S&W)
    - S&W .38/32 Terrier (US - Revolver - .38 S&W)

  - S&W K-200 (US - Revolver - .38/200 / .38 S&W)
    - S&W Highway Patrolman (US - Revolver - .357 Magnum)

  - S&W .44 Hand Ejector First Model (US - Revolver - .44 Special)
    - S&W New Century (US - Revolver)
    - S&W Triple Lock (US - Revolver - .38-40, .44 Russian, .44 Special, .44-40, .45 Schofield, .45 Colt, & .455 Mark II)
    - S&W .44 Military Model of 1908 (US - Revolver - .44 Special)
    - S&W .44 Hand Ejector Second Model (US - Revolver - .38-40, .44 Special, .44-40, & .45 Colt)
    - S&W .44 Hand Ejector Third Model (US - Revolver - .44 Special, .44-40, & .45 Colt: Model 1926 Hand Ejector)
      - S&W Model of 1926 .44 Military (US - Revolver - .44 Special)
      - S&W Model of 1950 .44 Military (US - Revolver - .44 Special)

    - S&W .44 Hand Ejector Fourth Model Target (US - Revolver - .44 Special: Model of 1950 Target)

  - S&W .44 Magnum (US - Revolver - .44 Magnum)
  - S&W .45 Hand Ejector US Service Model of 1917 (US - Revolver - .45 ACP)
    - S&W Model of 1917 Army (US - Revolver - .45 ACP)
      - S&W Model of 1950 (US - Revolver - .45 ACP & .45 Colt)
        - S&W Model of 1955 .45 Target (US - Revolver - .45 ACP)

  - S&W .455 Mark II Hand Ejector (US - Revolver - .45 Colt & .455 Mark II)
  - S&W K-22 (US - Revolver - .22 LR)
    - S&W .22 Military & Police (US - Revolver - .22 LR)

  - S&W K-32 (US - Revolver - .32 S&W Long)
    - S&W .32 Military & Police (US - Revolver - .32 S&W Long)

  - S&W K-38 (US - Revolver - .38 Special)
  - S&W .357 Combat Magnum (US - Revolver - .357 Magnum)
  - S&W 10 (US - Revolver - .38 Special: polizia e militare)
  - S&W 11 (US - Revolver - .38/200 / .38 S&W: polizia e militare)
  - S&W 12 (US - Revolver - .38 Special: polizia e militare Airweight)
  - S&W 13 (US - Revolver - .357 Magnum: polizia e militare Magnum)
  - S&W 14 (US - Revolver - .38 Special: K-38 Masterpiece)
  - S&W 15 (US - Revolver - .38 Special: Combat Masterpiece)
  - S&W 16 (US - Revolver - .32 S&W Long: K-32 Masterpiece)
    - S&W 16-4 (US - Revolver - .32 Magnum)

  - S&W 17 (US - Revolver - .22 LR: K-22 Masterpiece)
  - S&W 18 (US - Revolver - .22 LR: K-22 Combat Masterpiece)
  - S&W 19 (US - Revolver - .357 Magnum: Combat Magnum)
  - S&W 20 (US - Revolver - .38 Special: .38/44 Heavy Duty)
  - S&W 21 (US - Revolver - .44 Special: modello militare del 1950)
  - S&W 22 (US - Revolver - .45 ACP: modello militare del 1950)
  - S&W 23 (US - Revolver - .38 Special: .38/44 Outdoorsman)
  - S&W 24 (US - Revolver - .44 Special: modello per tiro al bersaglio del 1950)
  - S&W 25-2 (US - Revolver - .45 ACP)
  - S&W 25-5 (US - Revolver - .45 Colt)
  - S&W 26 (US - Revolver - .45 ACP)
  - S&W 27 (US - Revolver - .357 Magnum)
  - S&W 28 (US - Revolver - .357 Magnum: Highway Patrolman)
  - S&W 29 (US - Revolver - .44 Magnum)
  - S&W 30 (US - Revolver - .32 S&W Long: .32 eiezione manuale)
  - S&W 31 (US - Revolver - .32 S&W Long: .32 regolamentare per la polizia)
  - S&W 32 (US - Revolver - .38 S&W: .38/32 Terrier)
  - S&W 33 (US - Revolver - .38 S&W: .38 regolamentare per la polizia)
  - S&W 34 (US - Revolver - .22 LR: modello del .22/32 Kit Gun del 1953)
  - S&W 35 (US - Revolver - .22 LR: modello del 1953 .22/32 Target)
  - S&W 36 (US - Revolver - .38 Special: Chief's Special)
    - S&W 37 (US - Revolver - .38 Special: The Chief's Special Airweight)
    - S&W 38 (US - Revolver - .38 Special: Bodyguard Airweight)
    - S&W 40 (US - Revolver - .38 Special: Centennial)
    - S&W 49 (US - Revolver - .38 Special: Bodyguard)
    - S&W 60 (US - Revolver - .38 Special: Chief's Special inox)
    - S&W 60-9 (US - Revolver - .357 Magnum: Chief's Special inox)

  - S&W 42 (US - Revolver - .38 Special: Centennial Airweight)
  - S&W 43 (US - Revolver - .22 LR: Model of 1955 .22/32 Kit Gun Airweight)
  - S&W 45 (US - Revolver - .22 LR: .22 Military & Police)
  - S&W 48 (US - Revolver - .22 Magnum: K-22 Masterpiece Magnum Rimfire)
  - S&W 50 (US - Revolver - .38 Special: Chief's Special Target)
  - S&W 51 (US - Revolver - .22 Magnum: Model of 1960 .22/32 Kit Gun Magnum Rimfire)
  - S&W 53 (US - Revolver - .22 Jet: .22 Centerfire Magnum)
  - S&W 56 (US - Revolver - .38 Special: KXT-38 USAF)
  - S&W 57 (US - Revolver - .41 Magnum)
  - S&W 58 (US - Revolver - .41 Magnum: .41 per militari e polizia)
  - S&W 63 (US - Revolver - .22 LR: Modello del 1977 .22/32 Kit Gun inox)
  - S&W 64 (US - Revolver - .38 Special: per militari e polizia inox)
  - S&W 65 (US - Revolver - .357 Magnum: per militari e polizia Magnum inox)
  - S&W 66 (US - Revolver - .357 Magnum: Combat Magnum inox)
  - S&W 67 (US - Revolver - .38 Special: Combat Masterpiece inox)
  - S&W 68 (US - Revolver - .38 Special: per pattuglia autostradale California)
  - S&W 73 (US - Revolver - .38 Special)
  - S&W 242 (US - Revolver - .38 Special: Centennial Airlight Ti)
  - S&W 296 (US - Revolver - .44 Special: Centennial Airlight Ti)
  - S&W 317 (US - Revolver - .22 LR: Airlight)
  - S&W 325 (US - Revolver - .45 ACP: Airlite Sc)
  - S&W 327 (US - Revolver - .357 Magnum: Airlite Sc)
  - S&W 329 (US - Revolver - .44 Magnum: Airlite Sc)
  - S&W 331 (US - Revolver - .32 Magnum: Chief's Special Airlight Ti)
  - S&W 332 (US - Revolver - .32 Magnum: Centennial Airlight Ti)
  - S&W 337 (US - Revolver - .38 Special: Chief's Special Airlight Ti)
  - S&W 340 (US - Revolver - .357 Magnum: Centennial Airlite Sc)
  - S&W 342 (US - Revolver - .38 Special: Centennial Airlight Ti)
  - S&W 351 (US - Revolver - .22 Magnum: Airlite)
  - S&W 357 (US - Revolver - .41 Magnum: Airlite Sc)
  - S&W 360 (US - Revolver - .357 Magnum: Chief's Special Airlite Sc)
  - S&W 386 (US - Revolver - .357 Magnum: Airlite Sc)
  - S&W 396 (US - Revolver - .44 Special: Mountain Lite)
  - S&W 431 (US - Revolver - .32 Magnum: Airweight)
  - S&W 432 (US - Revolver - .32 Magnum: Centennial Airweight)
  - S&W 442 (US - Revolver - .38 Special: Centennial Airweight)
  - S&W 460XVR (US - Revolver - .460 S&W Magnum)
  - S&W 500 (US - Revolver - .500 S&W Magnum)
  - S&W Model 520 (US - Revolver - .357 Magnum: Military & Police - NYSP)
  - S&W 520 (US - Revolver - .357 Magnum: L-Frame)
  - S&W 544 (US - Revolver - .44-40: Texas Wagon Train Commemorative)
  - S&W 547 (US - Revolver - 9 × 19 mm Parabellum: per militari e polizia)
  - S&W 581 (US - Revolver - .357 Magnum: Distinguished Service Magnum)
  - S&W 586 (US - Revolver - .357 Magnum: Distinguished Combat Magnum)
  - S&W 610 (US - Revolver - 10 mm Norma)
  - S&W 617 (US - Revolver - .22 LR: K-22 Masterpiece Stainless)
  - S&W 619 (US - Revolver - .357 Magnum)
  - S&W 620 (US - Revolver - .357 Magnum)
  - S&W 624 (US - Revolver - .44 Special: Model of 1985 .44 Target inox)
  - S&W 625 (US - Revolver - .45 ACP: .45 Target inox)
    - S&W 625-2 (US - Revolver - .45 ACP: Model of 1988 .45 Target inox)
    - S&W 625-3 (US - Revolver - .45 ACP: Model of 1989 .45 Target inox)
    - S&W 625-8 (US - Revolver - .45 ACP: Model of 1989 .45 Target inox canna da 5 pollici)
    - S&W 625-10 (US - Revolver - .45 ACP: Model of 1989 .45 Target inox canna da 5 pollici)
    - S&W 625 Mountain Gun (US - Revolver - .45 ACP: Model of 1989 .45 Light Weight 39.5 oz)

  - S&W 627 (US - Revolver - .357 Magnum & .38 Super)
  - S&W 629 (US - Revolver - .44 Magnum)
  - S&W 631 (US - Revolver - .32 Magnum)
  - S&W 632 (US - Revolver - .32 Magnum: Centennial Airweight inox)
  - S&W 637 (US - Revolver - .38 Special: Chief's Special Airweight inox)
  - S&W 637 (US - Revolver - .38 Special: Bodyguard Airweight inox)
  - S&W 640 (US - Revolver - .38 Special: Centennial inox)
    - S&W 640-1 (US - Revolver - .357 Magnum: Centennial inox)

  - S&W 642 (US - Revolver - .38 Special: Centennial Airweight inox)
  - S&W 646 (US - Revolver - .40 S&W)
  - S&W 647 (US - Revolver - .17 HMR)
  - S&W 648 (US - Revolver - .22 Magnum: Magnum Rimfire inox)
  - S&W 649 (US - Revolver - .38 Special: Bodyguard inox)
    - S&W 649-3 (US - Revolver - .357 Magnum: Bodyguard inox)

  - S&W 650 (US - Revolver - .22 Magnum: .22 Magnum Rimfire Service Kit Gun)
  - S&W 651 (US - Revolver - .22 Magnum: .22 Magnum Rimfire Target Kit Gun)
  - S&W 657 (US - Revolver - .41 Magnum)
  - S&W 681 (US - Revolver - .357 Magnum: Distinguished Service Magnum inox)
  - S&W 686 (US - Revolver - .357 Magnum & .38 Super: Distinguished Combat Magnum inox)
    - S&W 686P (US - Revolver - .357 Magnum & .38 Special P+: Distinguished Combat Magnum 7 shot cylinder, inox)
    - S&W 686PP (US - Revolver - .357 Magnum & .38 Special P++: Distinguished Combat Magnum 7 shot cylinder, inox)

  - S&W 696 (US - Revolver - .44 Special)
  - S&W 940 (US - Revolver - 9 × 19 mm Parabellum: Centennial)
  - S&W 944 (US - Revolver - 9 × 19 mm Parabellum: Centennial Airweight)
- Pistole Smith & Wesson
  - S&W First Model Single-Shot (US - pistola a colpo singolo - .22 LR, .32 S&W, & .38 S&W: Single S of 1891)
  - S&W Second Model Single-Shot (US - pistola a colpo singolo - .22 LR)
  - S&W Third Model Single-Shot (US - pistola a colpo singolo - .22 LR: Perfected Target Pistol)
  - S&W Fourth Model Single-Shot (US - pistola a colpo singolo - .22 LR: Straight Line Target)
  - S&W .45 Limited (US - Pistola - .45 ACP)
  - S&W .45 Recon (US - Pistola - .45 ACP)
  - S&W Model 22A (US - Pistola - .22 LR)
    - S&W Model 22S (US - Pistol - .22 LR)

  - Smith & Wesson Model 39 (US - Pistol a- 9 × 19 mm Parabellum)
  - S&W Model 41 (US - Pistola - .22 LR)
  - S&W Model 44 (US - Pistola - 9 × 19 mm Parabellum)
  - S&W Model 46 (US - Pistola - .22 LR)
  - S&W Model 52 (US - Pistola - .38 Special Wadcutter)
  - S&W Model 52A (US - Pistola - .38 AMU)
  - S&W Model 59 (US - Pistola - 9 × 19 mm Parabellum)
  - S&W Model 61 (US - Pistola - .22 LR: Pocket Escort)
  - S&W Model 62 (US - Pistola - .45 ACP)
  - S&W Model 147A (US - Pistola - 9 × 19 mm Parabellum)
  - S&W Model 410 (US - Pistola - .40 S&W)
  - S&W Model 411 (US - Pistola - .40 S&W)
  - S&W Model 422 (US - Pistola - 9 × 19 mm Parabellum)
  - S&W Model 457 (US - Pistola - .45 ACP)
  - S&W Model 459 (US - Pistola - 9 × 19 mm Parabellum)
  - S&W Model 469 (US - Pistol - 9 × 19 mm Parabellum)
  - S&W Model 539 (US - Pistola - 9 × 19 mm Parabellum)
  - S&W Model 559 (US - Pistola - 9 × 19 mm Parabellum)
  - S&W Model 622 (US - Pistola - .22 LR)
  - S&W Model 639 (US - Pistola - 9 × 19 mm Parabellum)
  - S&W Model 645 (US - Pistola - .45 ACP)
  - S&W Model 659 (US - Pistola - 9 × 19 mm Parabellum)
  - S&W modello 686 (US - revolver - .357 Magnum)
  - S&W Model 669 (US - Pistola - 9 × 19 mm Parabellum)
  - S&W Model 745 (US - Pistola - .45 ACP)
  - S&W Model 845 (US - Pistola - .45 ACP)
  - S&W Model 908 (US - Pistola - 9 × 19 mm Parabellum)
  - S&W Model 909 (US - Pistola - 9 × 19 mm Parabellum)
  - S&W Model 910 (US - Pistol - 9 × 19 mm Parabellum)
  - S&W Model 915 (US - Pistola - 9 × 19 mm Parabellum)
  - S&W Model 945 (US - Pistola - .40 S&W & .45 ACP)
  - S&W Model 952 (US - Pistola - 9 × 19 mm Parabellum)
  - S&W Model 1006 (US - Pistola - 10 mm Norma)
  - S&W Model 1026 (US - Pistola - 10 mm Auto)
  - S&W Model 1046 (US - Pistola - 10 mm Auto)
  - S&W Model 1066 (US - Pistola - 10 mm Auto)
  - S&W Model 1076 (US - Pistola - 10 mm Auto)
  - S&W Model 1086 (US - Pistola - 10 mm Auto)
  - S&W Model 2206 (US - Pistola - .22 LR)
  - S&W Model 2213 (US - Pistola - .22 LR: Sportsman)
  - S&W Model 2214 (US - Pistola - .22 LR: Sportsman)
  - S&W Model 3566 (US - Pistola - .356 TSW)
  - S&W Model 3904 (US - Pistola - 9 × 19 mm Parabellum)
  - S&W Model 3906 (US - Pistola - 9 × 19 mm Parabellum)
  - S&W Model 3913 (US - Pistola - 9 × 19 mm Parabellum)
    - S&W Model 3913TSW (US - Pistola - 9 × 19 mm Parabellum)

  - S&W Model 3914 (US - Pistola - 9 × 19 mm Parabellum)
  - S&W Model 3953 (US - Pistola - 9 × 19 mm Parabellum)
    - S&W Model 3953TSW (US - Pistola - 9 × 19 mm Parabellum)

  - S&W Model 3954 (US - Pistola - 9 × 19 mm Parabellum)
  - S&W Model 3958 (US - Pistola - 9 × 19 mm Parabellum)
  - S&W Model 4003 (US - Pistola - .40 S&W)
    - S&W Model 4003TSW (US - Pistola - .40 S&W)

  - S&W Model 4004 (US - Pistola - .40 S&W)
  - S&W Model 4006 (US - Pistola - .40 S&W)
    - S&W Model 4006TSW (US - Pistola - .40 S&W)

  - S&W Model 4013 (US - Pistola - .40 S&W)
    - S&W Model 4013TSW (US - Pistola - .40 S&W)

  - S&W Model 4014 (US - Pistola - .40 S&W)
  - S&W Model 4026 (US - Pistola - .40 S&W)
  - S&W Model 4040 (US - Pistola - .40 S&W: Airweight)
  - S&W Model 4043 (US - Pistola - .40 S&W)
    - S&W Model 4043TSW (US - Pistola - .40 S&W)

  - S&W Model 4044 (US - Pistola - .40 S&W)
  - S&W Model 4046 (US - Pistola - .40 S&W)
    - S&W Model 4046TSW (US - Pistola - .40 S&W)

  - S&W Model 4053 (US - Pistola - .40 S&W)
    - S&W Model 4053TSW (US - Pistola - .40 S&W)

  - S&W Model 4054 (US - Pistola - .40 S&W)
  - S&W Model 4056TSW (US - Pistola - .40 S&W)
  - S&W Model 4505 (US - Pistola - .45 ACP)
  - S&W Model 4506 (US - Pistola - .45 ACP)
  - S&W Model 4513TSW (US - Pistola - .45 ACP)
  - S&W Model 4516 (US - Pistola - .45 ACP)
  - S&W Model 4526 (US - Pistola - .45 ACP)
  - S&W Model 4536 (US - Pistola - .45 ACP)
  - S&W Model 4546 (US - Pistola - .45 ACP)
  - S&W Model 4553TSW (US - Pistola - .45 ACP)
  - S&W Model 4556 (US - Pistola - .45 ACP)
  - S&W Model 4563TSW (US - Pistola - .45 ACP)
  - S&W Model 4566 (US - Pistola - .45 ACP)
    - S&W Model 4566TSW (US - Pistola - .45 ACP)

  - S&W Model 4567 (US - Pistola - .45 ACP)
  - S&W Model 4576 (US - Pistola - .45 ACP)
  - S&W Model 4583TSW (US - Pistola - .45 ACP)
  - S&W Model 4586 (US - Pistola - .45 ACP)
    - S&W Model 4586TSW (US - Pistola - .45 ACP)

  - S&W Model 4596 (US - Pistola - .45 ACP)
  - S&W Model 5903 (US - Pistola - 9 × 19 mm Parabellum)
    - S&W Model 5903TSW (US - Pistola - 9 × 19 mm Parabellum)

  - S&W Model 5904 (US - Pistola - 9 × 19 mm Parabellum)
  - S&W Model 5905 (US - Pistola - 9 × 19 mm Parabellum)
  - S&W Model 5906 (US - Pistola - 9 × 19 mm Parabellum)
    - S&W Model 5906TSW (US - Pistola - 9 × 19 mm Parabellum)

  - S&W Model 5924 (US - Pistola - 9 × 19 mm Parabellum)
  - S&W Model 5926 (US - Pistola - 9 × 19 mm Parabellum)
  - S&W Model 5943 (US - Pistola - 9 × 19 mm Parabellum)
    - S&W Model 5943TSW (US - Pistola - 9 × 19 mm Parabellum)

  - S&W Model 5944 (US - Pistola - 9 × 19 mm Parabellum)
  - S&W Model 5946 (US - Pistola - 9 × 19 mm Parabellum)
    - S&W Model 5946TSW (US - Pistola - 9 × 19 mm Parabellum)

  - S&W Model 5967 (US - Pistola - 9 × 19 mm Parabellum)
  - S&W Model 6904 (US - Pistola - 9 × 19 mm Parabellum)
  - S&W Model 6906 (US - Pistola - .9 × 19 mm Parabellum)
  - S&W Model 6924 (US - Pistola - 9 × 19 mm Parabellum)
  - S&W Model 6926 (US - Pistola - .9 × 19 mm Parabellum)
  - S&W Model 6944 (US - Pistola - 9 × 19 mm Parabellum)
  - S&W Model 6946 (US - Pistola - .9 × 19 mm Parabellum)
  - S&W Model CQB (US - Pistola - .45 ACP)
  - S&W Model CS9 (US - Pistola - 9 × 19 mm Parabellum: Chief's Special)
  - S&W Model CS40 (US - Pistola - .40 S&W: Chief's Special)
  - S&W Model CS45 (US - Pistola - .45 ACP: Chief's Special)
  - S&W Shorty Forty (US - Pistola - .40 S&W)
  - S&W Shorty 45 (US - Pistola - .45 ACP)
  - S&W Sigma (US - Pistola - .380 ACP/9 × 17 mm, 9 × 19 mm Parabellum, .357 SIG, & .40 S&W)
    - S&W SW9 (US - Pistola - 9 × 19 mm Parabellum)
    - S&W SW40 (US - Pistola - .40 S&W)
    - S&W SW357V (US - Pistola - .357 SIG)
    - S&W SW380 (US - Pistola - .380 ACP/9 × 17 mm)

  - S&W Super 9 (US - Pistola - 9 × 19 mm Parabellum, 9 × 21 mm IMI, & .356 TSW)
  - S&W SW99 (US - Pistola - 9 × 19 mm Parabellum, .40 S&W, & .45 ACP)
    - S&W SW99 Compact (US - Pistola - 9 × 19 mm Parabellum & .40 S&W)

  - S&W SW1911 (US - Pistola - .38 Super & .45 ACP)
  - S&W M&P (US - Pistola - 9 × 19 mm Parabellum, .357 SIG, .40 S&W, .45 ACP)
- Fucili Smith & Wesson
  - S&W M&P15 (US - fucile d'assalto - 5,56 mm NATO)
    - S&W M&P15T (US - fucile d'assalto - 5,56 mm NATO)
- Fucili a pompa Smith & Wesson
- S&W Caws
- S&W Model 76 (US - SMG - 9 × 19 mm Parabellum)
- SA 58/98
- SA 7
- SA80 (UK)
- SA-85 (Ungheria)
  - SA-85M
- Saab Bofors Dynamics CBJ MS PDW
- Sabatti .22LR Sporter
- Sabre Defence A3-M4 Carbine (US - fucile semiauto - 6.5 Grendel)
- Safari Arms Matchmaster
- SAGE SL-6
- Saiga Hunting Rifles
- Saiga-12
  - Saiga-12K
- Sako M90 (Finlandia - fucile d'assalto - 7,62 × 39 mm)
- Sako M92 (Finlandia - fucile d'assalto - 7,62 × 39 mm)
- Sako M95 (Finlandia - fucile d'assalto - 7,62 × 39 mm)
- Sako TRG 21 (Finlandia - fucile a ripetizione - 7,62 mm NATO)
- Sako TRG 22 (Finlandia - fucile a ripetizione - 7,62 mm NATO)
- Sako TRG 41 (Finlandia - fucile a ripetizione - .338 Lapua)
- Sako TRG 42 (Finlandia - fucile a ripetizione - .338 Lapua)
- SANNA 77
- SAPS Pistol
- Savage 10FP Tactical
- Savage 110FP Tactical
- Savage 1907 Pistol
- Savage Model 12FVSS
- Savage Model 93R17 (.17 caliber rifle)
- Sa vz.58 (Ceco - fucile d'assalto - 7,62 × 39 mm)
- Sa vz.61 Skorpion (Ceco - SMG - 7,65 × 17 mm/.32 ACP)
- FN SCAR L/H
- Schmidt-Rubin Modello 1896
- Schmidt-Rubin Modello 1896/11
- Schmidt-Rubin Modello 1911
- Schmidt-Rubin K11
- Schmidt-Rubin Modello K31
- Schwarzlose M7/12
- SCK Kenju
- SCK M-60
- Carabina SDK (Germania - fucile a ripetizione - 9 × 19 mm Parabellum)
- Searcy 577 Nitro Express
- Sedgley OSS .38
- Seecamp (US - Pistola - 6,35 mm/.25 ACP, 7,65 × 17 mm/.32 ACP, & 9 × 17 mm/.380 ACP)
- SG43
- Fucile Sharps
- SIG 202 (Svizzera/Germania -
- SIG Chylewski (Svizzera - Pistola
- SIG P210 (Svizzera - Pistola - .22 LR, 7,65 × 21 mm Parabellum, & 9 × 19 mm Parabellum)
- SIG-Sauer P220 (Svizzera/Germania - Pistola - .22 LR, 7,65 × 21 mm Parabellum, 9 × 19 mm Parabellum, .38 Super, & .45 ACP)
- SIG-Sauer P225 (Svizzera/Germany - Pistola - 9 × 19 mm Parabellum)
- SIG Sauer P226 (Svizzera/Germania - Pistola - 9 × 19 mm Parabellum, .357 SIG, & .40 S&W)
- SIG-Sauer P228 (Svizzera/Germania - Pistola - 9 × 19 mm Parabellum adottata dalle forze armate degli Stati Uniti come pistola M11)
- SIG-Sauer P229 (Svizzera/Germania - Pistola - 9 × 19 mm Parabellum, .357 SIG, & .40 S&W)
- SIG-Sauer P230 (Svizzera/Germania - pistola - 7,65 × 17 mm/.32 ACP, 9 × 17 mm/.380 ACP, & 9 × 18 mm Ultra)
  - SIG-Sauer P230-JP (Svizzera/Germania - Pistola - 7,65 × 17 mm/.32 ACP & 9 × 17 mm/.380 ACP)
- SIG-Sauer P232 (Svizzera/Germania - Pistola - 7,65 × 17 mm/.32 ACP & 9 × 17 mm/.380 ACP)
- SIG-Sauer P239 (Svizzera/Germania - Pistola - 9 × 19 mm Parabellum, .357 SIG, & .40 S&W)
- SIG-Sauer P245 (Svizzera/Germania - Pistola - .45 ACP)
- SIG SP 2009 (Svizzera- Pistola - 9 × 19 mm Parabellum)
- SIG SP 2022 (Svizzera- Pistola - 9 × 19 mm Parabellum & .40 S&W: Picatinny Rail)
- SIG SPC 2022 (Svizzera- Pistola - 9 × 19 mm Parabellum & .40 S&W: Picatinny Rail)
- SIG SP 2340 (Svizzera- Pistola - .357 SIG & .40 S&W)
- SIG 310 (Svizzera- SMG - 9x19mm Parabellum)
- SIG SG510-1 (Svizzera- fucile da battaglia - 7,62 × 51 mm NATO)
- SIG SG510-2 (Svizzera- fucile da battaglia - 7,5 × 55 mm Schmidt Rubin)
- SIG SG510-3 (Svizzera- fucile d'assalto - 7,62 × 39 mm)
- SIG SG510-4 (Svizzera- fucile da battaglia - 7,62 × 51 mm NATO)
  - SIG AMT (Svizzera- fucile semiauto - 7,62x51mm NATO)
- SIG SG 530 (Svizzera- fucile d'assalto - 5,56 × 45 mm NATO)
- SIG SG 540 (Svizzera- fucile d'assalto - 5,56 × 45 mm NATO)
- SG SG 541 (Svizzera- fucile d'assalto - 5,56 × 45 mm NATO)
- SIG SG 542 (Svizzera- fucile da battaglia - 7,62 × 51 mm NATO)
- SIG SG 543 (Svizzera- fucile d'assalto compatto - 5,56 × 45 mm NATO)
- SIG SG 550 (Svizzera- fucile d'assalto - 5,56 × 45 mm NATO)
  - SIG SG 550 cecchino (Svizzera- fucile semiauto - 5,56 × 45 mm NATO)
  - SG 550 (Svizzera- fucile semiauto - 5,56 × 45 mm NATO)
  - SIG SG 551 (Svizzera- fucile d'assalto compatto - 5,56 × 45 mm NATO)
  - SIG SG 551 LB (Svizzera- carabina d'assalto - 5,56 × 45 mm NATO)
  - SIG SG 552 Commando (Svizzera- carabina d'assalto - 5,56 mm NATO)
- SIG 556 (United States - fucile semiauto - 5,56 × 45 mm NATO)
  - SIG 556 SWAT (Svizzera- fucile semiauto - 5,56 × 45 mm NATO)
- SIG 710-3 (Svizzera - GPMG - 7,62x51mm NATO)
- SIG-Sauer SSG 2000 (Svizzera/Germania - fucile a ripetizione - 7,62x51mm NATO)
- SIG-Sauer SSG 3000 (Svizzera/Germania - fucile a ripetizione - 7,62x51mm NATO)
- SIMA-CEFAR MGP
- SIMA-CEFAR MGP79-A
- SIMA-CEFAR MGP87
- SITES M4-Spectre (Italia - SMG - 9 × 19 mm Parabellum)
- SITES M380 (Italia -
- Skoda M1893
- Skoda M1909
- SKS (Russia - carabina semiauto - 7,62 × 39 mm)
- SM9 (Guatemala)
- Snider MK III (carabina per cavalleria)
- SOCIMI SMG 821 (Italia - SMG - 9 × 19 mm Parabellum)
- SOCIMI AR-832/FS (Italia -
- SOCIMI AR-871 (Italia -
- SOKACZ
- Sokolovsky Automaster (US - Pistola - .45 ACP)
- Solothurn 20 mm (Svizzera -
- Solothurn SU (Svizzera -
- Spanish FR-7 (Spagna - fucile a ripetizione -
- Spanish Mauser 1916 (Spagna - fucile a ripetizione -
- SPAS-12American
- SPHINX S2000 (Svizzera - Pistola -
- SPHINX S3000 (Svizzera - Pistola -
- Spitfire .45
- SPP-1 (pistola sbacquea) (Russia - Pistola subacquea)
- Springfield M1903 (US - fucile a ripetizione - .30-06)
- Springfield M1903A2 (US - arma per allenamento - .30-06)
- Springfield M1903A3 (US - fucile a ripetizione - .30-06)
- Springfield M1903A4 (US - fucile a ripetizione per cecchini - .30-06)
- Springfield SPIW (US - fucile d'assalto/lanciagranate - 5,56 mm Fléchette/40 × 46 mm Grenade: Special Purpose Individual Weapon, arma individuale per uso speciale)
- Springfield Armory M1911A1 (US/Brasile - Pistola - 9 × 19 mm Parabellum & .45 ACP)
- Springfield Armory EMP (US - Pistola - 9 × 19 mm Parabellum)
- Springfield Armory BM59 (US - fucile semiauto - 7,62 mm NATO)
- Springfield Armory M1 Garand (US - fucile semiauto - 7,62 mm NATO & .30-'06)
  - Springfield Armory T26 (US - fucile semiauto - 7,62 mm NATO & .30-'06)
- Springfield Armory M1A (US - fucile semiauto - .243 Winchester, 7 mm-08 Remington, & 7,62 mm NATO)
- Springfield Armory SAR 48 (US/Brasile - fucile semiauto - 7,62 mm NATO)
  - Springfield Armory SAR-48HB (US/Brasile - fucile semiauto - 7,62 mm NATO)
  - Springfield Armory SAR4800 (US/Brasile - fucile semiauto - 7,62 mm NATO)
- Springfield Armory SAR-8 (US/Grecia - fucile semiauto - 7,62 mm NATO)
  - Springfield Armory SAR-8 HBCS (US/Grecia - fucile semiauto - 7,62 mm NATO)
- Springfield Armory XD-9 (Croazia - Pistola - 9 × 19 mm Parabellum)
- Springfield Armory XD-40 (Croazia - Pistola - .40 S&W)
- Springfield Armory XD-357 (Croazia - Pistola - .357 SIG)
- Springfield Armory XD-45LE (Croazia - Pistola - .45 GAP)
- Springfield Armory XD-45ACP (Croazia - Pistola - .45 ACP)
- SSG Pen Gun .25ACP
- STAM-99 (Polonia - fucile semiauto - 7,62x39 mm)
- Star M31 (Spagna- Pistola -
- Star Megastar (Spagna- Pistola - 10 mm Norma & .45 ACP)
- Star Military Model 1 (Spagna -
- Star Model 1920 Military (Spagna -
- Star Model 1922 (Spagna -
- Star Model A (Spagna - Pistola -
- Star Model B Super (Spagna - Pistola - 9x23mm Largo)
- Star Model BM (Spagna - Pistola -
- Star Model BKM (Spagna - Pistola -
- Star Model DKL (Spagna - Pistola -
- Star Model F (Spagna - Pistola -
- Star Model MD (Spagna - Pistola -
- Star Model PD (Spagna - Pistola - .45 ACP)
- Star Model S (Spagna - Pistola -
- Star Model Z62 (Spain - SMG -
- Star Model Z84 (Spagna - SMG -
- Star Si35 (Spagna - SMG -
- Star Starlite (Spagna - Pistola -
- Stemple 76/45 (US - SMG - .45 ACP: copia del S&W 76)
- Sten Mk I (UK - SMG - 9 × 19 mm Parabellum)
- Sten Mk I* (UK - SMG - 9 × 19 mm Parabellum)
- Sten Mk II (UK - SMG - 9 × 19 mm Parabellum)
- Sten Mk III (UK - SMG - 9 × 19 mm Parabellum)
- Sten Mk V (UK - SMG - 9 × 19 mm Parabellum)
- Sten Mk VI (UK - SMG - 9 × 19 mm Parabellum)
- Sterling L2 (UK - SMG - 9 × 19 mm Parabellum)
- Sterling L34A1 (UK - SMG - 9 × 19 mm Parabellum)
- Sterling MK7A4 pistola per paracadutisti (UK - Pistola - 9 × 19 mm Parabellum)
- Sterling SAR-87 (UK - fucile d'assalto - 5,56 mm NATO)
- Steyr ACR (Austria - fucile d'assalto - 5,56 × 45 mm Fléchette: Advanced Combat Rifle)
- Steyr AMR/IWS 2000 (Austria -
- Steyr AUG (Austria/Malaysia - fucile d'assalto - 5,56 mm NATO)
  - Steyr AUG 9 mm (Austria - SMG - 9 × 19 mm Parabellum)
  - Steyr AUG HBAR (Austria - LMG - 5,56 mm NATO)
  - F88 Austeyr (Australia - fucile d'assalto - 5,56 mm NATO: Licensed Production)
- Steyr GB (Austria - Pistola - 9 × 19 mm Parabellum)
- Steyr Mannlicher M1894 (Austria - Pistola
- Steyr Mannlicher M1901 (Austria - Pistola
- Steyr MPi 69 (Austria - SMG - 9 × 19 mm Parabellum)
- Steyr M Series (Austria - Pistola - 9 × 19 mm Parabellum)
- Steyr Scout (Austria - fucile a ripetizione -
- Steyr SPP (Austria - Pistola - 9 × 19 mm Parabellum)
- Steyr S-Series Pistol (Austria - Pistola - 9 × 19 mm Parabellum)
- Steyr SSG PI (Austria - fucile a ripetizione -
- Steyr SSG PII (Austria - fucile a ripetizione -
- Steyr SSG PIIK (Austria - fucile a ripetizione -
- Steyr SSG PIV (Austria - fucile a ripetizione -
- Steyr TMP (Austria - SMG - 9 × 19 mm Parabellum)
- Steyr-Mannlicher SR100 (Austria - fucile a ripetizione -
- steyr-Solothurn S1-100 (Austria - SMG - 9 mm Parabellum)
- StG44 (MP 44)
- Sturmgewehr 52 (Svizzera - fucile d'assalto - 7,5 mm Kurzpatrone)
- Sturmgewehr 57
- STI 5.0 (US - Pistola - 9 mm, .40 S&W)
- STI Grandmaster (US - Pistola - 9 mm, .40 S&W)
- STI Eagle (US - Pistola - 9 mm, .40 S&W, .45 ACP)
- STI Lawman (US - Pistola - .45 ACP)
- Stinger T2
- STK SAR21
  - STK SAR21 m²03
  - STK SAR21 MMS Tactical
- STK Ultimax 100 (Singapore - LMG - 5,56 mm NATO)
- Stoeger Coach Gun (Brazil - doppietta - .410 Bore, 20 Gauge, & 12 Gauge)
- Stoeger Condor (Brazil - sovrapposto - .410 Bore, 20 Gauge, 16 Gauge, & 12 Gauge)
- Stoner 63
  - Stoner 63A
  - Stoner 63A Carbine
  - Stoner 63A Commando
  - Stoner 63A LMG
- Stoner 86
- Strayer-Voight Infinity
- St. Etienne 1892 (Francia - Revolver d'ordinanza delle forze armate francesi fino alla 2ª guerra mondiale)
- Sumitomo M249
- Suomi M-31 SMG
- SV-98
- SV99
- SVD Dragunov 1963 (Russia - fucile da cecchino - 7,62 × 54R mm sovietico)
- SVN 98 (modello sperimentale)
- SVT 40 (Russia - fucile semiauto - 7,62 × 54R mm sovietico)
- SVU Rifle
- SWD M11
- SWD M11A1
- Swedish K (Svezia - SMG - 9 × 19 mm Parabellum)

## T
- T-12 (Turchia - fucile da cecchino semiauto - 5,56 x 45 mm NATO)
- T47 (solo per allenamento)
- T86 MG
- T87
- TABUQ
- Tanfoglio Force
- Tanfoglio GT21
- Tanfoglio GT27
- Tanfoglio GT41
- Tanfoglio Model L (pistola)
- Tanfoglio Model S (pistola)
- Tanfoglio P19
- Tanfoglio P9 Match
- Tanfoglio T-95
- Tanfoglio TA-90
- Tanfoglio BTA-90
- Tango 51
- Tantal wz.88 (Polonia - fucile d'assalto - 5,45 × 39 mm)
- Taurus M972
- Taurus 415T
- Taurus Millennium PT140
- Taurus Millennium PT145
- Taurus Model 627
- Taurus Model 669
- Taurus Model 85 Ultralite
- Taurus PT 24/7
- Taurus PT-911
- Taurus PT92/AF/C
- Taurus PT99B
- Taurus PT-945
- Taurus PT1911
- Taurus Raging Bull
- Taurus Raging Hornet
- Taurus Raging Thirty
- TCI M89-SR
- TDI vector (US - smg - .45 ACP)
- Techno-Arms MAG-7/M1
- The Griffrepetierer
  - Thompson M1921 (US - smg - .45 ACP)
  - Thompson M1927 (US - smg - .45 ACP)
  - Thompson M1928 (US - smg - .45 ACP)
  - Thompson M1928A1 (US - smg - .45 ACP)
  - Thompson M1 (US - smg - .45 ACP)
  - Thompson M1A1 (US - smg - .45 ACP)
- Thompson-Center Contender
- THOR-STORM Pistol
- Thunder 5
- Tikka Master (M595/M695)
- Tikka Sporter
- Tkachev AO-46
- TKB-010
- TKB-011M (Russia - fucile d'assalto Bullpup - 7,62 × 39 mm)
- TKB-0111
- TKB-0136-3M
- TKB-0146
- TKB-022P (Russia - fucile d'assalto - 7,62 × 39 mm)
- TKB-022PM (Russia - fucile d'assalto Bullpup - 7,62 × 39 mm)
- TKB-059 (Russia - fucile d'assalto Bullpup - 7,62 × 39 mm)
- TKB-072
- TKB-408
- TKB-506A
- TKB-517
- TKB-579
- TOKAGYPT
- Tokarev TT30
  - Tokarev TT33
- Tokarev Sportowy .22 Lr
- Tokarev TT-33 (Russia - pistola - 7,62 × 25 mm Tokarev)
- Tokarev Tula
- TOZ-35
- TOZ TO-3106
- TOZ TP-82
- Tressitu TZ99
- Truvelo Armoury SG1
- Truvelo 20 × 110 mm (Sudafrica - fucile anticarro - 20 × 110 mm Hispano)
- TsKIB-SOO OC-28
- TsKIB-SOO OTs39
- TSNIITOCHMASH 6P35
- TSNIITOCHMASH SR2
- Tubb 2000
- TuF
- TUMA MTE 5,56 × 23.5
- TUMA VA-PDW
- Twig 1790
- Type 30
- Type 92 (Giappone - mitragliatrice di squadra - 7,7 mm)
- Type 99 (Giappone - mitragliatrice di squadra - 7,7 mm)
- Type 100 (Giappone - mitra - 8 mm)

## U
- UD 42
- Uhlinger (revolver - .32)
- Uhlinger 32
- UKM-2000 (Poland - GPMG - 7,62 × 51mm NATO)
- United Defense M42 (USA - SMG - 9 × 19 mm parabellum
- Universal M1 Carbine
- USP .45
- USFA Custer Battlefield Gun
- USFA Gunslinger
- USFA Henry Nettleton Cavalry
- USFA Rodeo
- USFA Rodeo II
- USMC MEU(SOC)
- Uzi (Israele - pistola mitragliatrice - 9 × 19 mm parabellum)

## V
- VAHAN (Armenia - fucile d'assalto - 5,45 × 39 mm)
- Valmet 71S
- Valmet M62
- Valmet M71
- Valmet M76
- Valmet M78
- Valmet M78/83S
- Valmet M82
- Valmet/Sako Rk.60 (Finlandia- fucile d'assalto - 7,62 × 51 mm NATO)
- Valtro PM2
- Valtro PM3
- Valtro PM5-Combat
- Vandenburgh Volley Gun (fucile a bordate)
- Vapensmia NM149
- Vektor H5
- Vektor CP1
- Vektor CR21
- Vektor LM4
- Vektor LM5
- Vektor LM6
- Vektor Mini SS
- Vektor R4 (Sudafrica- fucile d'assalto - 5,56 × 45 mm NATO)
- Vektor SA21
- Vektor SP1/SP2
- Vektor SS77
- Vektor Z88
- Vepr
  - Vepr .223
  - Vepr .308 Combat
  - Vepr .308 Super
  - Vepr 7,62
- Vetterli Mod. 1870
- Vetterli-Vitali Mod. 1870/87
- Vetterli M70/87/916
- VG 1-5
- VHS (Croazia - fucile d'assalto)
- Vickers-Berthier (UK - LMG - .303 British)
- Mitragliatrice Vickers (UK - HMG - .303 British)
- Vickers-Maxim (UK - HMG - .303 British)
- Victory Arms MC5
- Vigilance VR1
- Vigneron SMG
- Viking Arms SOS-1
- Viking SMG
- VIS wz 1935 (Polonia - Pistola - 9 × 19 mm Parabellum)
- WKW Tor (Polonia - fucile anticarro - 12,7 × 99mm NATO)
- Vladas Model 1992 (Lituania - SMG - 9 × 19 mm Parabellum)
- Voere Kufstein 2165 Hunter
- Voere VEC-91 (Austria - fucile a ripetizione - 5,7 mm UCC & 6 mm UCC)
- Volcanic (USA - fucile a leva - .45 rimfire)
- Vortak
- VSK-94
- VSS Vintorez
- Vz 24 (pistola)
- Vz 24
- Vz 27
- Vz 36/45
- Vz 38
- Vz 50
- Vz 52 (fucile)
- Vz 52 (pistola)
- Vz 52/57
- Vz 52 (mitragliatrice)
- Vz 58
- Vz-59
- Vz 61 Skorpion (Cecoslovacchia - SMG - 9 mm 7,65 mm)
- Vz 70
- Vz 82
- Vulcan M-11-9
- Vulcan M61 (US - cannone rotante - 20 mm)
- Vulcan M134 (US - mitragliatrice rotante - 7.62 x 51 mm)

## W
- Walther Gewehr 41 (Germania - fucile semiauto - 7,92 mm Mauser)
- Walther Gewehr 43 (Germania - fucile semiauto - 7,92 mm Mauser)
- Walther GSP
- Walther MPK (Germania - SMG - 9 × 19 mm Parabellum)
- Walther MPL(Germania - SMG - 9 × 19 mm Parabellum)
- Walther MPSD (Germania - SMG - 9 × 19 mm Parabellum)
- Walther P22 (Germania - pistola - .22 LR)
- Walther P38 (Germania - pistola - 9 × 19 mm parabellum)
- Walther P5 (Germania - pistola - 9 mm Parabellum)
- Walther P88
- Walther P99
  - Walther P99 Compact
  - Walther P990
- Walther PK380
- Walther PP (Germania - pistola semiauto - varie)
  - Walther PPK
  - Walther PPK\S
- Walther TPH (Germania/US - .22 LR & 6,35 mm / .25 ACP)
- Walther WA 2000
- Wanad P-83 (Poland - Pistola - 9 × 17 mm/.380 ACP & 9 × 18 mm)
- Wanzl Infantry Rifle M1854/67 - conversione austrungarica di fucile a retrocarica
- WAS-R 10 (Romania - 7,62 × 39 mm AK-47 style rifle)
- Weatherby Mk XXII (Italia - fucile semiauto - .22 LR: Made by Beretta)
- Weatherby pistole e fucili a canna liscia
- Webley-Mars (UK - pistola semiautomatica sperimentale - .45 Mars)
- Webley Revolver (UK - pistola - .455 Webley)
  - Webley Mk IV (UK - pistola - .455 Webley)
  - Webley Mk VI (UK - pistola - .455 Webley)
  - Webley Mk IV (UK - pistola - .38
  - Webley-Fosbery
- Welrod
- Werndl Model 1873 Infantry Rifle (Impero Austrungarico)
- WESCO Ordnance MK IV Carbine
- W+F Bern STG 52 (Switzerland - fucile d'assalto - 7,5 mm Kurzpatrone)
- Whitney Wolverine
- Wieger SSG-82
- Wieger STG-940
- Wildey
- Wilkinson Arms Terry
- Wilkinson Arms Linda
- Winchester LMR
- Winchester 1200 (US - fucile a pompa - 12 gauge)
- Winchester Modello 70
  - Winchester Modello 70 Stealth
- Winchester Modello 71
- Winchester Modello 1887/1901
- Winchester Model 1897 (US - fucile a pompa - 12 gauge)
- Winchester Modello 1892
- Winchester Modello 1894
  - Winchester Modello 1894 Mini-Musket
- Winchester Modello 1903
- Winchester Model 1905
- Winchester Model 1907
- Winchester Model 1910
- WIST-94 (Polonia - Pistola - 9 × 19 mm Parabellum)
- WKM-B (Polonia - HMG - 12,7 × 99 mm NATO)

## X
- XM109 (US - fucile semiauto - 25 × 59 mm)
- XM174 (US - Lanciagranate - 40 × 46 mm)
- XM177 (US - fucile d'assalto)
- XM214 Minigun (US - mitragliatrice rotante - 5,56 × 45 mm NATO)
- XM25 (Germania - lanciagranate - 25 × 40 mm)
- XM8 (Germania - fucile d'assalto - 5,56 × 45 mm NATO)
- XM307 (US - mitragliatrice/lanciagranate invertibile - 25 × 59mm/.50 cal)
- XM312 (US - HMG - 12.7 × 99 mm NATO/.50 BMG)

## Y
- Yavuz 16 (Turchia - Pistola - 19 × 9 mm: Beretta clone)
- Yasin RPG (Palestina - RPG - 40mm)
- Yesaul (Ucraina - Revolver - 5,45 × 39 mm)

## Z
- Z-4 (Argentina - Mitra - 9 × 19mm Parabellum / .45 ACP)
- Z84 (Spagna - pistola mitragliatrice - 9 × 19 mm parabellum)
- ZAGI M-91 (Croazia - SMG - 9 × 19 mm Parabellum)
- Zamorana (Venezuela - Pistola - 9 x 19mm Parabellum)
- Zastava BGA 3 mm (Serbia e Montenegro - lanciagranate automatico - 30 mm)
- Zastava CZ99 (Serbia e Montenegro - Pistola - 9 × 19 mm Parabellum, .40 S&W)
- Zastava CZ999 (Serbia e Montenegro - Pistola - 9 × 19 mm Parabellum)
- Zastava M21 (Iugoslavia - fucile d'assalto - 5,56 mm NATO)
- Zastava M59 (Iugoslavia - carabina semiauto - 7,62 × 39 mm)
  - Zastava M59/66 (Iugoslavia - carabina semiauto - 7,62 × 39 mm)
- Zastava M70 (Iugoslavia - fucile d'assalto - 7,62 × 39 mm)
- Zastava M72 (Iugoslavia - LMG - 7,62 × 39 mm)
- Zastava M76 (Iugoslavia - fucile semiauto - 7.92 × 57 mm Mauser, 7,62 mm NATO, & 7,62 mm × 54R)
- Zastava M77 (Iugoslavia - fucile d'assalto - 7,62 × 51 mm NATO)
- Zastava M80 (Iugoslavia - fucile d'assalto - 5,56 mm NATO)
  - Zastava M80A (Iugoslavia - fucile d'assalto - 5,56 mm NATO)
- Zastava M82 (Iugoslavia - LMG - 5,56 mm NATO)
  - Zastava M82A (Iugoslavia - LMG - 5,56 mm NATO)
- Zastava M84/86 (Iugoslavia - HMG - 12.7 × 107 mm)
- Zastava M85 (Iugoslavia - Fucile d'assalto compatto - 5,56 mm NATO)
- Zastava M90 (Iugoslavia - fucile d'assalto - 5,56 mm NATO)
- Zastava M90 (Iugoslavia - LMG - 5,56 mm NATO)
- Zastava M91 (Iugoslavia - fucile semiauto - 7,62 mm × 54R)
- Zastava M92 (Iugoslavia - SMG - 7,62 × 39 mm)
- Zastava M93 7,62mm (Serbia e Montenegro - fucile da cecchino (Mauser) - 7,62 mm × 51R)
- Zastava M93 Black Arrow (Serbia e Montenegro - fucile da cecchino (Mauser) - 12,7 × 105 mm, .50 Browning)
- ZB 26 (Repubblica Ceca - LMG - 7.92 × 57 mm Mauser)
- ZB 37 (Repubblica Ceca - HMG - 7.92 × 57 mm Mauser)
- ZB-47 (Cecoslovacchia - SMG - 9 × 19mm Luger/Parabellum)
- ZB-50 (Cecoslovacchia - HMG - 7,92 × 57mm Mauser)
- ZB-530(Cecoslovacchia - LMG - 7,62×45mm vz. 52)
- ZH-29 (Cecoslovacchia - Fucile da battaglia - 7.92 × 57mm Mauser)
- Zigana C45 (Turchia - Pistola - 9 × 19 mm Luger/Parabellum)
- Zigana T (Turchia - Pistola - 9 × 19 mm Luger/Parabellum)
- Zittara (India - carabina multiuso - 5,56 × 30 mm, 5,56 × 45 mm, 9 × 19 mm)
- ZK-383 (Repubblica Ceca - SMG - 9 × 19 mm Parabellum)
- ZK VZ-420S (Repubblica Ceca - fucile da battaglia - 7.92 × 57 mm Mauser)
- Z-M Weapons LR 300 (US - fucile d'assalto - 5,56 mm NATO)
- Zonda C22 (Argentina - Pistola - .22LR)
- Zulaica (Spagna - Revolver automatico - .22LR)